# 香港海洋公園
香港海洋公園（英語：Ocean Park Hong Kong）是香港一座以海洋為主題的綜合休閒娛樂公園，位於香港島南區黃竹坑黃竹坑道180號，佔地逾91.5公頃。該公園於1977年1月10日由時任香港總督麥理浩爵士主持開幕，初期由香港賽馬會資助營運，後於1987年根據《海洋公園公司條例》改組為獨立非牟利機構，需自負盈虧。
海洋公園最初規劃為海洋水族館，後逐步發展為集動物展覽、機動遊戲、保育教育及節慶活動於一體的主題公園。園區依山而建，主要分為「海濱樂園」（山下）及「高峰樂園」（山上）兩大區域，以架空纜車及海洋列車連接，並設有全港第二長的戶外扶手電梯貫通高峰樂園與大樹灣。2005年起，公園啟動耗資55.5億港元的《全新發展計劃》，新增八大主題區包括「亞洲動物天地」、「冰極天地」等，機動遊戲及展館增至80個。2012年，公園獲國際遊樂園及景點協會（IAAPA）頒發「Applause Award」（全球最佳主題公園）大獎，是亞洲首個獲此的主題公園。
現時，海洋公園與其附屬設施包括2021年重開的水上樂園、香港海洋公園萬豪酒店及香港富麗敦海洋公園酒店，形成綜合度假區。公園近年持續擴建，預計2025年於深水灣及大樹灣增建碼頭以連接海上旅遊路線，並計劃於2028年完成佔地12萬平方米的「歷險主題區」，新增笨豬跳、千米飛索等極限設施。

## 簡介
海洋公園是一座集海陸動物、機動遊戲、大型表演及節慶活動的主題公園。於1972年7月動工，1977年1月10日開幕，5日後開放入場。其後政府通過《海洋公園公司條例》使其成為獨立的非營利機構——海洋公園公司，需要自負盈虧，海洋公園規劃初期為香港水族館。
香港海洋公園依山而建，主要分為高峰樂園及海濱樂園，以纜車和海洋列車連接。高峰樂園與大樹灣間則由一條全香港第二長的戶外扶手電梯貫通。2005年，海洋公園啟動耗資55.5億港元的《全新發展計劃》，由原來約35個景點及機動遊戲增至80個，分為八大主題區域（亞洲動物天地、夢幻水都、威威天地、熱帶雨林天地、動感天地、海洋天地、急流天地及冰極天地），並躋身為世界級主題公園，成為全球最受歡迎及最多入場人次的主題公園之一。2012年，海洋公園獲頒全球最佳主題公園（The Applause Award）大獎。
隨着近年積極開拓新景點及加入多種國寶級動物，海洋公園於2011年的入場人次突破500萬。2012年4月26日，公園連續9年打破入場人次紀錄，突破600萬，更於同年6月突破710萬人次，其中首10個月海外及香港遊客的入場人次分別上升15%及25%；2012年全年入場人次達破紀錄的750萬，比較2011年增加9%；當中一半旅客來自中國大陸，一成半為外國，其餘為本地居民。由開業至今，海洋公園已接待超過1億4千萬名遊客。
因應2019冠狀病毒病疫情引起的公共衛生與安全考慮，海洋公園經歷四次閉園。第一次由2020年1月26日起休業，直至6月13日重開。於7月14日再因第三波疫情轉趨嚴重而暫時關閉，直至9月18日再次恢复開放。2021年2月2日因第四波疫情爆发再次關閉，2021年2月18日重開。2022年1月6日再次因變種肺炎肆虐而關閉，直至2022年4月21日重開。2020年5月中旬，香港海洋公園請求政府投入54億元的運營成本，直至5月下旬，香港立法會同意撥款54億港元，以維持該公園1年營運。

## 開放時間
| 開放時間 | 開放時間           |
| -------- | ------------------ |
| 每日     | 上午10:00—晚上7:30 |

只供參考，詳細開放時間請參閱海洋公園官方網站。

## 歷史

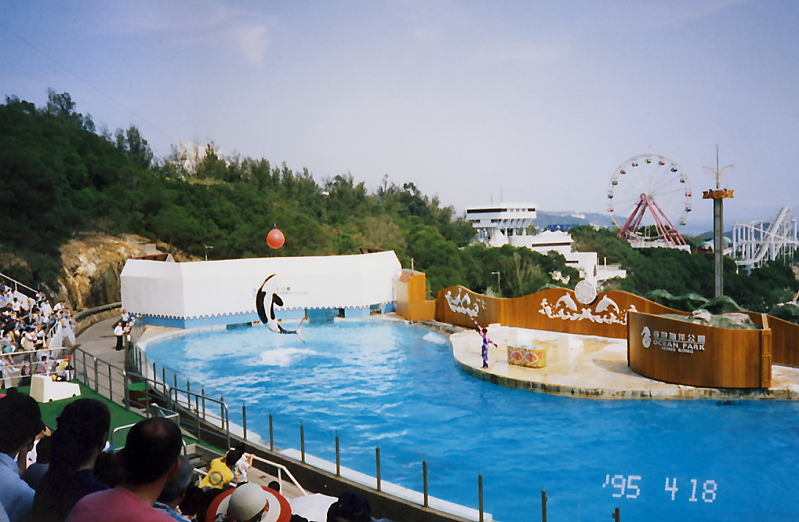
1995年的海洋劇場，當時虎鲸表演是香港海洋公園之招牌節目。

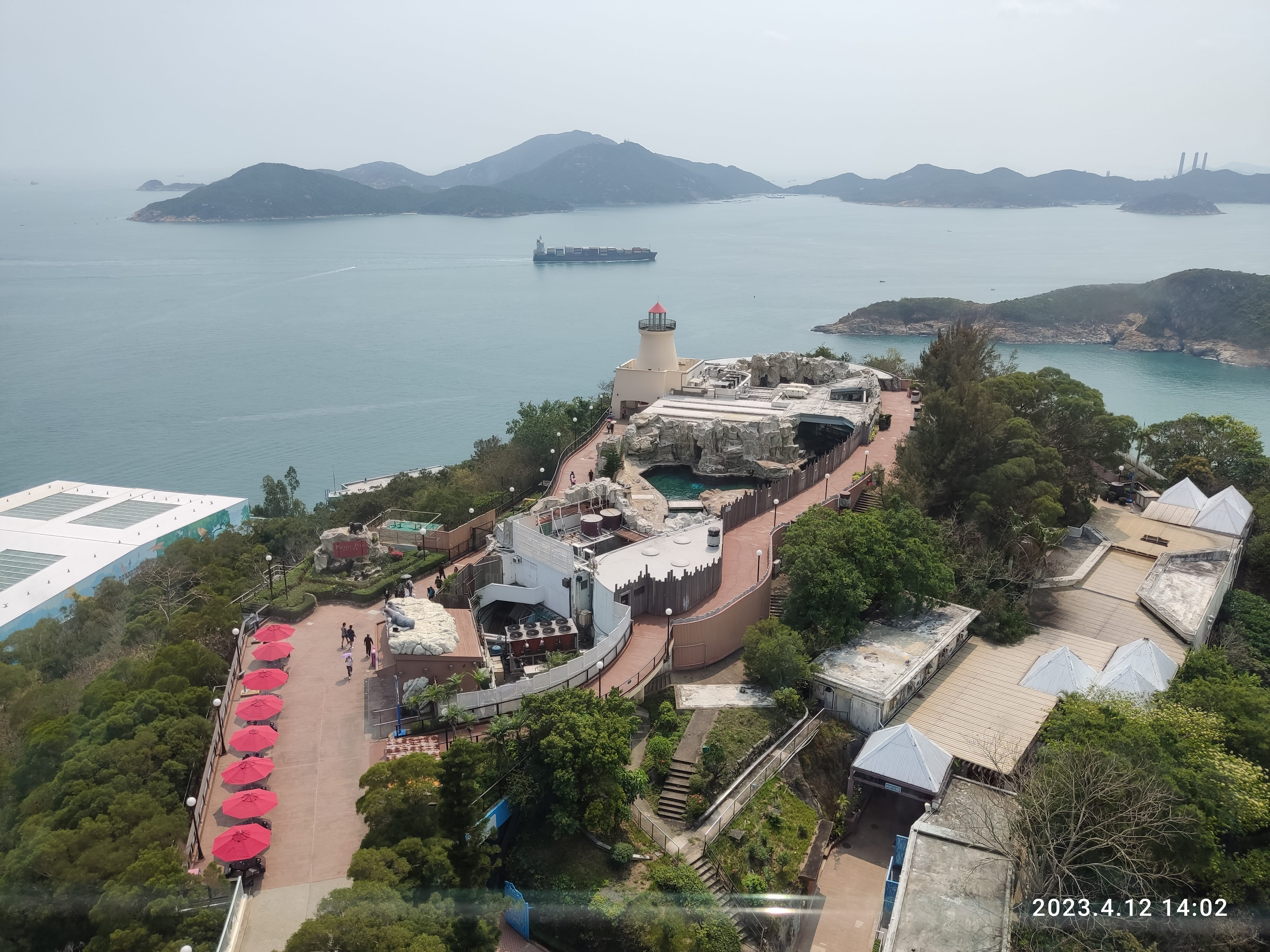
太平洋海岸屬最初海洋公園的設施之一

海洋公園的山下部份前身是巴黎農場（亦稱作「新巴黎農場」），農場位於南朗山北部山腰，佔地約100畝，創辦人謝德安是澳門富商何鴻燊的五姐夫。於1950年代開辦，於1972年7月因為政府撥地興建海洋公園而結業。現址為海馬標誌一帶之下（即現今香港警察學院之東南附近）。而海洋公園的山上部份近現今「太平洋海岸」位置，前身是「市政事務署訓練學校」，約1973年因為政府撥地興建海洋公園而遷走。

### 最初設計
第一次有人提出在香港興建水族館是在1950年代，一班海洋生物發燒友向政府提出。政府最終於1971年批出黃竹坑一塊土地，並宣布由馬會籌備，建造一個小型海洋水族館。一來讓市民有多個休閒玩樂的地方，二來也是希望馬會以營運海洋公園把賭業所賺的回饋給香港市民。
海洋公園最初分為內外園區。內園區有三大遊樂水族設施，分別是「海豚劇場」、「珊瑚館」及「海盗灣」。外園區有可野餐草地、餐廳、紀念品商店、水池、小型水族館及觀鳥園等。讓遊人在內園區出來後可繼續郊遊。
海洋公園由英皇御准香港賽馬會資助及香港政府免費撥地興建，工程耗資1.5億港元，經過4年半時間興建，海洋公園於1977年1月10日在香港總督麥理浩爵士主持開幕禮下正式開幕，而公園於5天後（1977年1月15日）正式向公眾開放。因預訂門票的人數眾多，園方於對外正式開方首日便宣佈翌日（1977年1月16日，即公園開幕後首個週日）門票停售以及不開放予非持票人士。正式開放當日，公園調整初期的開放時間為平日及假日開放時間為平日（09:00至19:00） 及假日（09:00至21:00）；但近年開放時間改為10:00至19:30。
在1982至1984年間，賽馬會再次撥款2.4億港元進行公園第二期發展工程，先後興建水上樂園、登山電梯、百鳥居、紅鸛池及孔雀花園等設施。早期海洋公園的營運資金，主要依賴門票收入及賽馬會的撥款支持。由於入場費偏低，曾經一度出現虧蝕。
1987年7月1日，政府通過《海洋公園公司條例》成立海洋公園公司管理海洋公園，由賽馬會撥款2億港元成立信託基金，需要自負盈虧，可以盡量以商業手法經營。隨後公園在1989年至1992年建成集古村、鯊魚館及兒童王國。於1999年，海洋公園水上樂園因入場人數不足而關閉。
1998年後，由於受到亞洲金融風暴影響，加上遊客認為公園欠缺新鮮感，而且鎮園之寶虎鲸海威病逝，海洋公園開始出現虧損。雖然1999年香港海洋公園獲得中國大陸有關部門同意引入兩隻大熊貓，但是亦未能夠提升入場人次。
在2000年，在威威獅令的率領之下，海洋公園的吉祥物家族正式登場。起初的成員包括威威獅令、樂天豚長、小鸚雄、占士鯊、智者龜、蝶公主、安安及佳佳，但因蝴蝶屋需配合全新發展計劃的重建工程而關閉，所以後來蝶公主退出。隨著後來新園區「亞洲動物天地」開幕，園方便加入了盈盈、樂樂、小紅熊、大胃鱷和俏魚姬。「冰極天地」開幕後再加入了企鵝小德，令吉祥物家族陣容更顯龐大。

### 盛智文時期
2003年3月，SARS重創香港經濟，海洋公園入場人數大幅減少。為使海洋公園有一番新氣象，同年7月，盛智文臨危受命擔任海洋公園董事局主席，並積極展開全新發展計劃，增加了一倍景點，而且創造了不少主題活動，例如十月全城哈囉喂，大幅提升入場人數，成為其中一個最受歡迎的世界級主題樂園。
2010年7月開始，海洋公園展開廚餘回收計劃，用以製造魚糧，截至2012年11月5日，已收集了186噸廚餘。
2012年11月，海洋公園獲國際遊樂園及景點協會博覽會（IAAPA）頒發頂尖榮譽大獎「2012 Applause Award」（全球最佳主題公園），成為首座亞洲主題公園獲得此大獎，公園並同時獲得協會頒授數碼市場推廣、最佳整體製作及視覺展示卓越大銅三項卓越大銅鈴獎。
有見電力消耗佔了公園當中8成的總碳排量，2012年，海洋公園計畫投資逾5千萬港元以推動於未來10年逐步推行的環境保護計劃，期望於10年內可以節省7千萬港元電力費用、減少1成總碳排量及減少2成半人均碳排放。計劃包括更新動物維生系統，包括採用水冷式系統和高效能冷水機、新款雪種、增加隔熱裝置以減少能源損失、透過電腦監控換水量、鮮風量及水流量以增加能源效益等。此外，計劃亦包括縮短海水輸送管道，減少能源消耗、於電池車上安裝太陽能光伏板等，期望將來可以減少1成整體碳排量及2成半的人均碳排量。
2014年6月，行政長官梁振英撤換已擔任香港海洋公園董事局主席11年的盛智文，並須於一個月內離職，梁振英同時委任身兼政協委員的盤谷銀行副總裁孔令成接任。

### 孔令成時期
由2014/15年度起，海洋公園在香港旅客人數沒有明顯下跌的情況下收入不升反跌，此後連年錄得赤字。 
2015年2月6日：海洋公園接收了一條以前被人發現遭觀光船螺旋槳割傷背部的中華白海豚並對其作出拯救，並為其起名為「Hope」（希望）。經園方搶救後，「Hope」的體重和體溫曾回復到正常水平，但於2月10日，「Hope」疑因細菌入血引致器官衰竭而不治。
2018年6月，行政長官林鄭月娥委任任期即將屆滿的孔令成及劉鳴煒續任海洋公園的董事局正副主席，商務及經濟發展局發新聞稿讚揚海洋公園董事局的成員，使海洋公園繼續發展為世界級的旅遊景點。
受反修例风波的影响，香港海洋公园2019年下半年的入境旅游团和自由行游人数目按年大跌超过六成。2020年1月3日，香港海洋公园宣布，2020年将取消全体员工的薪酬调整，即不会加薪，同时建议员工申请自愿无薪假期或提前退休，这是海洋公园自2003年以来首次员工冻薪。
2020年1月26日，受到2019冠狀病毒病疫情影響，公園宣佈暫停開放直至另行通知為止。2020年5月，香港海洋公園向政府申請54億元撥款以作營運開支及償還貸款。時任立法會旅遊界功能界別議員姚思榮指，若海洋公園的資金只足以營運至6月或7月，如未能取得撥款將會倒閉。鍾國斌認為香港海洋公園於盛智文擔任董事局主席期間一直都能保持利潤，但孔令成擔任董事局主席後一直出現虧蝕，他認為海洋公園必須撤換管理層。。2020年6月13日，海洋公園恢復營運。

### 劉鳴煒時期
華人置業董事會主席劉鳴煒在2020年7月獲委任為董事局主席。2020年7月14日起，因香港疫情反覆，海洋公園再度關閉，直至9月18日再次恢复开放。
2020年12月2日起，因香港疫情再度反覆，海洋公園第三度關閉至2021年2月18日重開。
2022年1月6日起，因香港疫情再度反覆，海洋公園第四度關閉，直至4月21日重開。
2022年2月，海洋公園就山下「零售飲食娛樂商業區」進行招標，不過項目直至7月29日截標時無投資者入標下，最後「流標」。

### 龐建貽時期
龐建貽於2022年6月獲香港政府委任為海洋公園公司董事局主席，接替卸任的劉鳴煒，並於同年7月1日正式就任。其上任首日，適逢香港天文台預告改發八號烈風或暴風信號，海洋公園與香港迪士尼樂園度假區罕見地於當日下午5時15分同步提前閉園，成為兩大主題樂園因颱風同時關閉的歷史性事件。2022年12月，公園公布年度業績，受疫情閉園及資產減值影響，虧損達18億港元，創20年新高。
2022至2023財年海洋公園實現扭虧為盈，收入增長53.9%至8.39億港元，淨利潤達1.19億港元，入場人次回升至240萬。不過，核數師安永會計師事務所對財務報告中的「減值撥回」項目提出質疑，指其涉及2.75億港元的帳面調整，可能掩蓋實際虧損。  
為推動公園轉型，龐建貽調整了三年前提出的「重生方案」，擱置山下園區零售餐飲計劃，2023至2024財政年度，公園入場人次達314萬，創五年新高，其中非本地訪客增長逾三倍，主要來自中國內地、印度及菲律賓。然而，因政府資助減少及折舊等因素，該年度仍錄得7,160萬港元虧損，但經營虧損連續三年收窄。其後，公園調整營運策略，透過大熊貓展示（如2024年盈盈誕下龍鳳胎）及新景區開發（預計2028年開放），推動業務復蘇。2025年，公園獲穆斯林旅遊「新月評等」黃金認證。  

### 歷任管理層
- 董事局主席
  - 馮秉芬[49]（1971年－1982年12月）
  - 紐壁堅（Sir David Kennedy Newbigging）[50]（1982年12月－1984年1月）
  - 麥蘊利（Sir Gordon Macwhinnie）[51]（1984年1月－1993年6月）
  - 賈世德（Ronald Carstairs）（1993年7月－1995年6月）
  - 關超然（1995年7月－1997年6月）
  - 查懋聲（1997年7月－2000年6月）
  - 陳南祿（2000年7月－2003年6月）
  - 盛智文[24]（2003年7月－2014年6月）
  - 孔令成[52]（2014年7月－2020年6月）
  - 劉鳴煒[53]（2020年7月－2022年6月）
  - 龐建貽（2022年7月－現在）
- 總經理
  - 韋廉信（W. Williamson）（1971年－1980年）
  - 唐健仕（Kenneth Tomlins）（1981年－1987年7月）
- 行政總裁
  - 唐健仕（Kenneth Tomlins）（1987年7月－1991年2月）
  - 麥蘊利（Sir Gordon Macwhinnie）（1991年2月－1991年6月，署理）
  - 麥善佳（Darrell Metzger）（1991年6月－1995年8月）
  - 霍浩宏（John E. Corcoran）（1995年8月－1999年9月）
  - 高詩禮（Randolph Guthrie）（1999年12月－2004年1月）
  - 苗樂文（Thomas James Mehrmann）（2004年2月－2016年6月）
  - 李繩宗（2016年7月－2020年6月）
  - 陳善瑜（2020年7月－2021年4月）
  - 黃智祖（2021年5月－2021年8月）
  - 黃嗣輝（2021年9月－現在）

## 景點和表演
海洋公園分為高峰樂園（山上）和海濱樂園（山下）兩個主要區域，各區域內再分為多個不同主題區域，包括夢幻水都、亞洲動物天地、威威天地、熱帶雨林天地、動感天地、海洋天地、急流天地（已停用）及冰極天地，提供各式各樣的景點及娛樂體驗。

### 高峰樂園（山上）

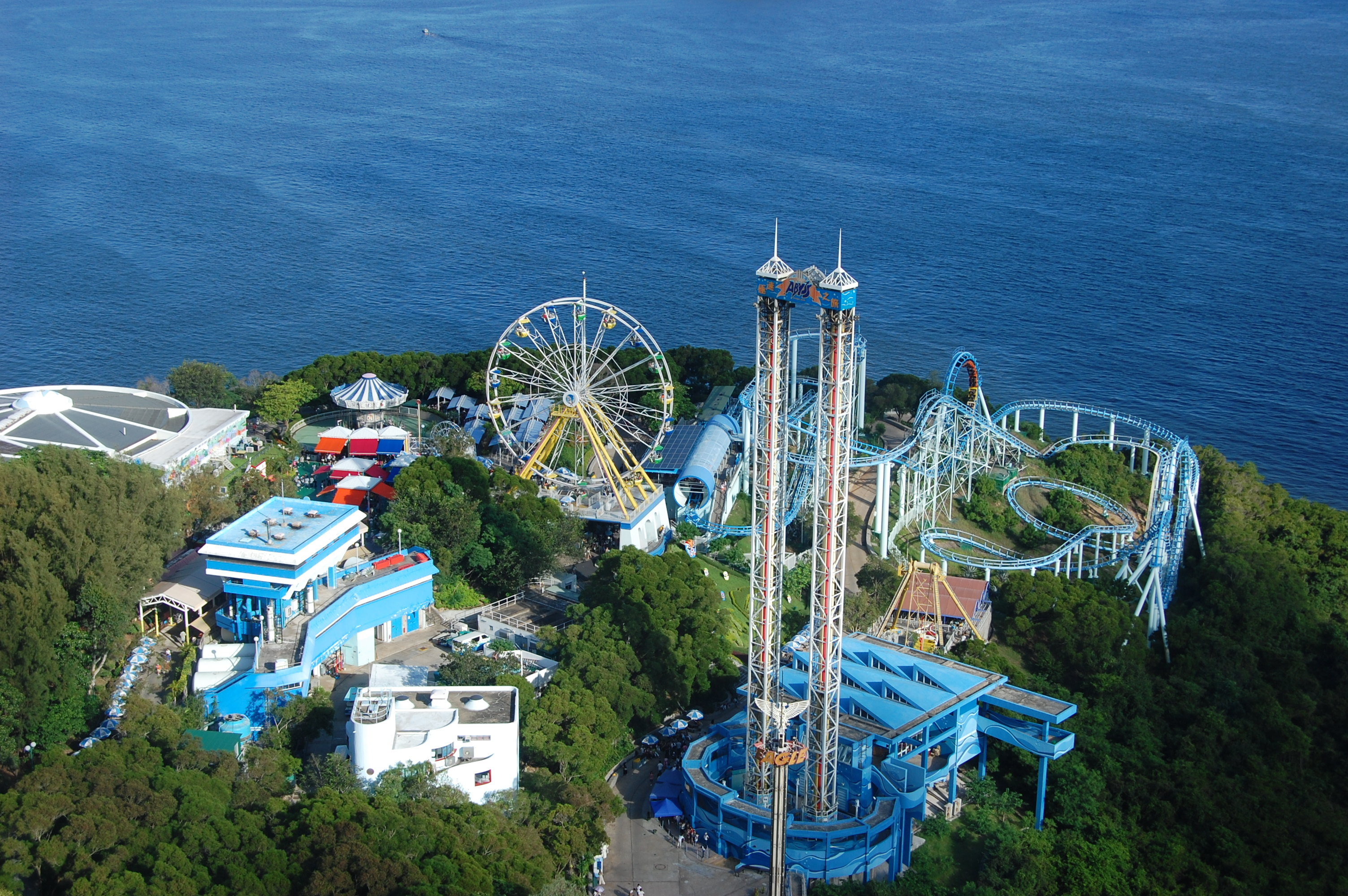
海洋天地設多項遊樂設施，包括瘋狂過山車、摩天巨輪、飛天鞦韆及極速之旅等

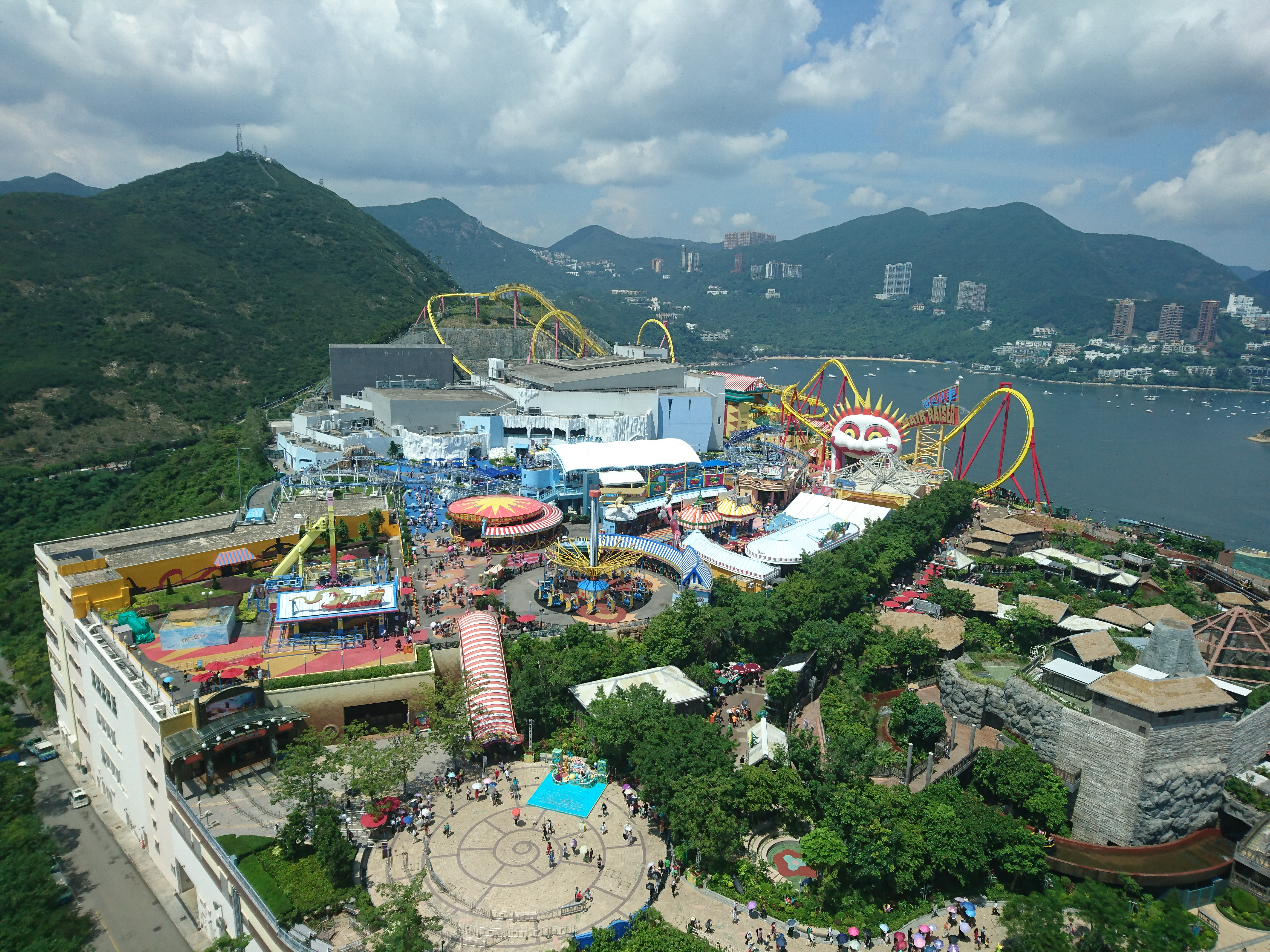
動感天地和冰極天地

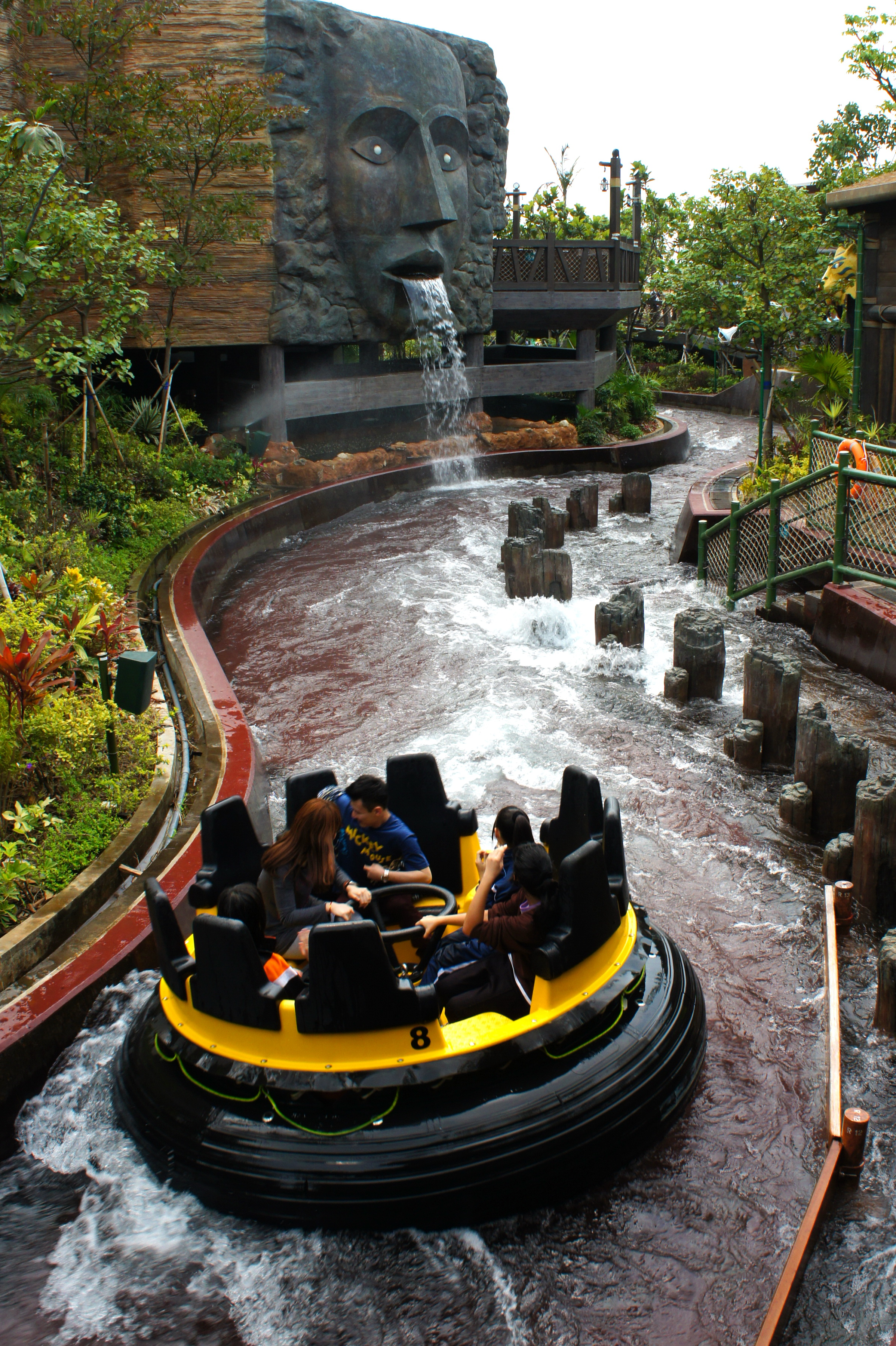
熱帶雨林天地“熱帶激流”

即海洋公園的山上部份。2009年，為配合全新發展計劃，山上改稱高峰樂園。

#### 海洋天地
由「山上機動城」設施合併組成，包括摩天巨輪、飛天鞦韆、沖天搖擺船、及狂野龍捲風機動遊戲，亦包括部分展示海洋生物的展館、怡庭（日式公園）及登山纜車高峰站。
另外，機動遊戲翻天覆地在啟用的初期屬於海洋天地的一部份（2010年11月至2011年12月），但已於2011年12月動感天地開幕而改屬後者的一部份。

#### 熱帶雨林天地
於2011年6月14日揭幕，園區主要以熱帶雨林生態環境為主題，設有多個遊樂及觀光設施。為配合此園區落成及人流增加，海洋公園首次在暑假延長開放時間至晚上10時，以及增設票價較廉宜的夜場票。

#### 動感天地
於2011年12月5日正式開幕，佔地逾22.28萬平方呎，位於海洋列車高峰站旁，乘扶手電梯上一層，以盛大嘉年華作為園區主題，設有5個全新機動遊戲及其他攤位遊戲。

#### 冰極天地
位於動感天地旁邊，由利基建築興建，於2012年7月13日正式開幕。景區原意是讓遊客一次過探索南極及北極的冰雪世界，並了解氣候變化為極地生態系統帶來的威脅。整個景區耗資3億港元興建而成，設有北極之旅、雪狐居及南極奇觀三個極地生物展館。場內也設以極地為主題的小型過山車“極地時速”。

### 海濱樂園（山下）

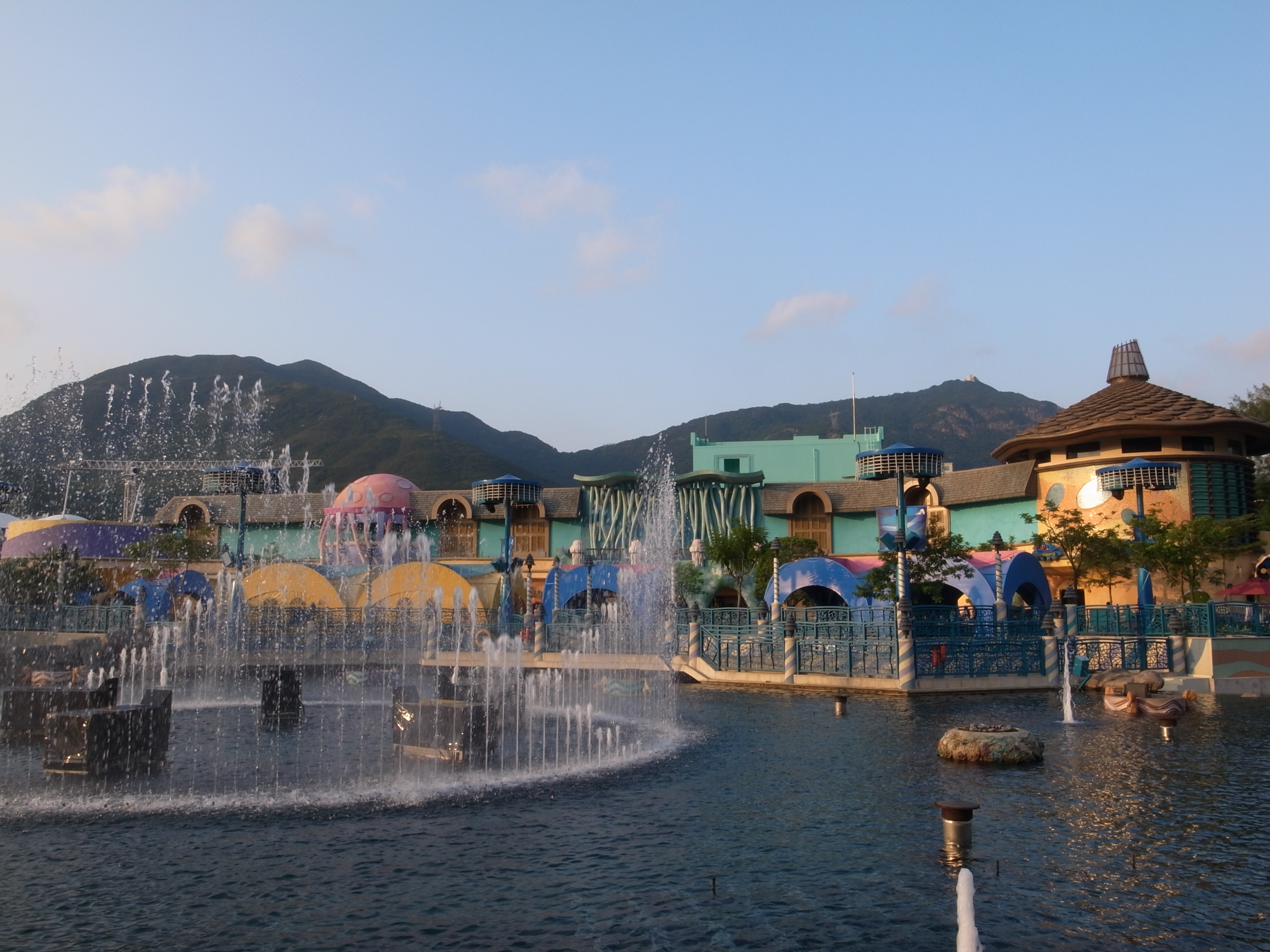
夢幻水都

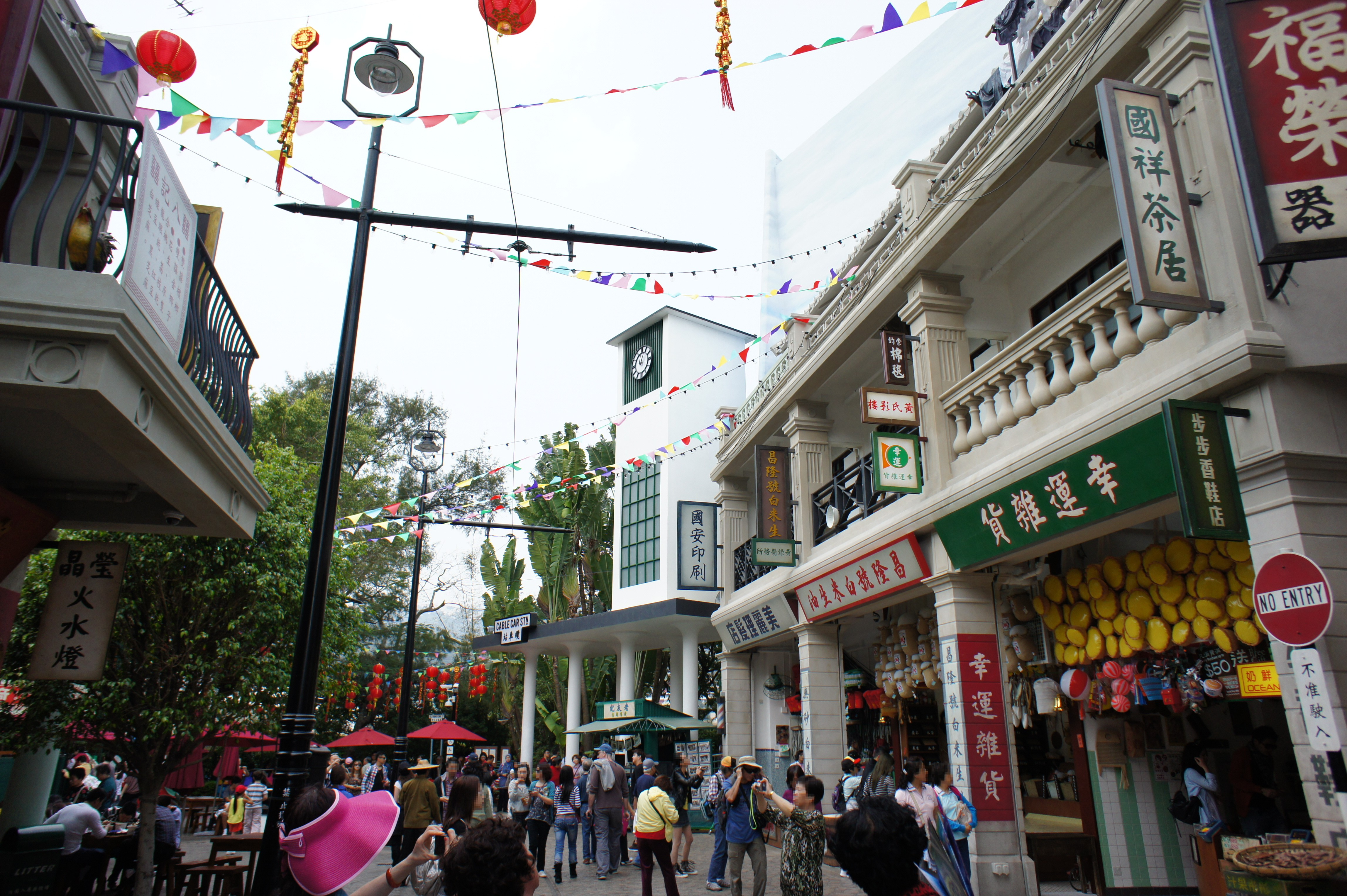
香港老大街

即海洋公園的山下，靠近正門的部份。2009年，為配合全新發展計劃，山下改稱海濱樂園。

#### 夢幻水都
景區某部分的前身是香港海洋公園水上樂園，重建後於2011年1月27日揭幕，佔地約20萬平方呎，主要景點包括全球十大水族館之一的海洋奇觀，以及擁有全球首座360度全景水幕的大型人工湖。景區內的海龍王餐廳是香港第一間在水族館內的餐廳，設有210個座位，遊客可一邊欣賞壯觀的水底世界，一邊品嚐中、日及西式食物。
園區內設有佔地15,000平方呎的零售區，地標是兩座外形如雙臂張開的建築物。建築物一面是東零售大樓，7大類、逾2萬款的精品依據其獨特的主題，陳列在4間零售商舖，包括海濱禮品廊（售賣服裝及各式各樣飾物）、海洋之星（售賣擺設、禮品、毛公仔及兒童用品）、海洋魅力（售賣首飾）及水都瑰寶（售賣高級精品），方便遊人穿梭大樓內不同區域。
西零售大樓設有兩間特色零售店舖，包括海洋公園首間個人健康及美容商店「悠閒寶庫」，遊客可購買多款日常用品。「水都儷影」為海洋公園第一間攝影沖曬店，遊人可以留下在園中遊玩的美好時光。此外，海洋公園更與本地設計品牌Chocolate Rain、麥嘜和麥兜、聾貓等合作，推出一系列產品，包括手挽袋、零錢包、鎖匙扣及時裝。

#### 亞洲動物天地

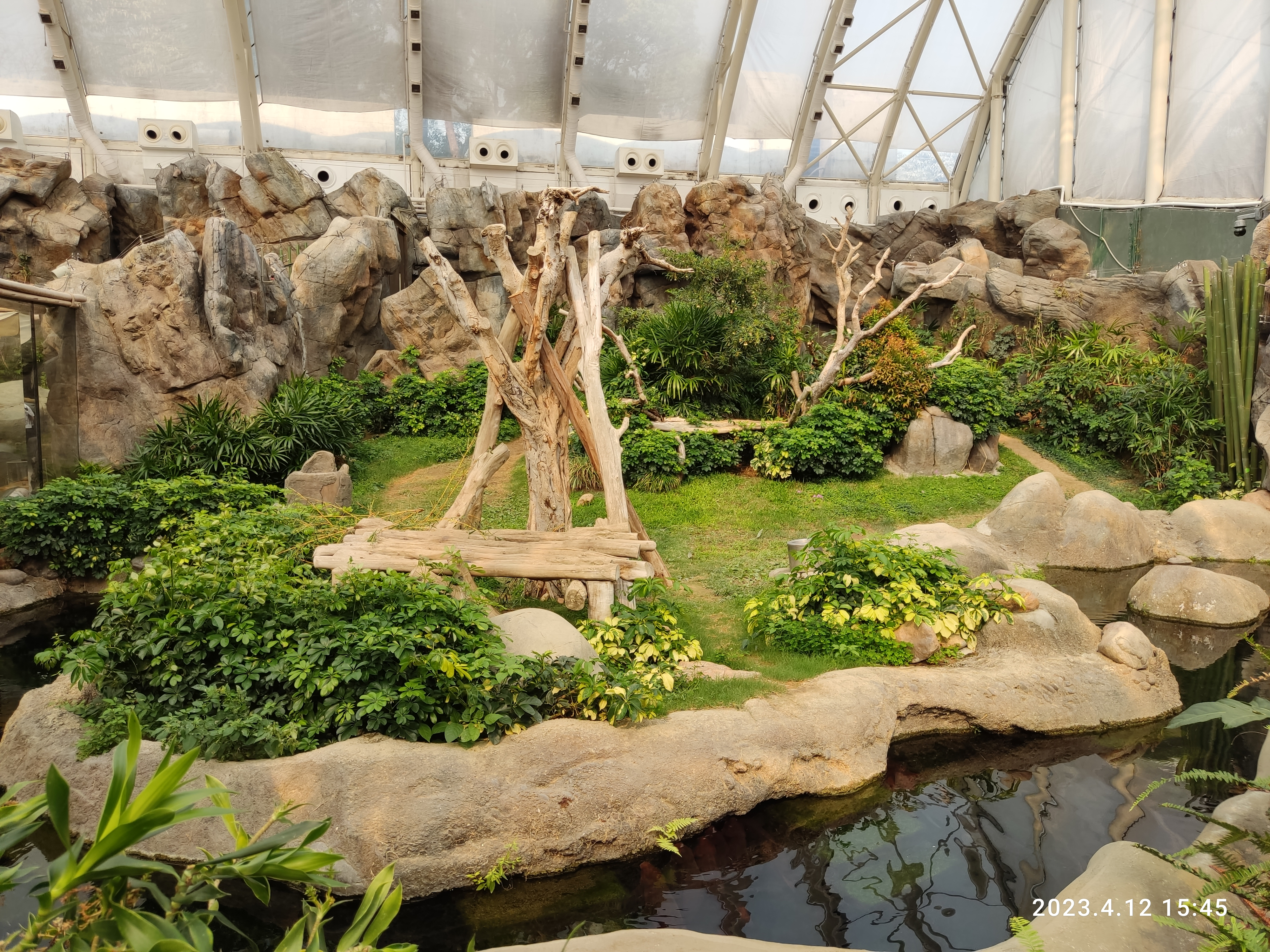
亞洲動物天地大熊貓館

亞洲動物天地為全世界首個擁有戶內外兼容的展館之動物展示園區，展出多種來自亞洲不同地區的珍稀動物，如鱷魚、大熊貓和過百條不同品種的金魚。

#### 香港老大街
佔地4萬平方呎，位於海濱樂園纜車站旁，於2012年3月15日正式開幕，為遊客展現香港1950至70年代的景緻。大街區內布置充滿昔日情懷，包括特別訂造的五十年代老電車201號、雙層巴士、中環天星碼頭鐘樓以及唐樓等。當中天星碼頭鐘樓更向建造鐘樓銅鐘的英國公司購買銅鐘聲響系統，以便製造出富有懷舊味道的鐘聲。區內大娛樂戲院設有富懷舊色彩的裝飾，內裡設有大約100個座位，2012年4月（高清動物月）期間在此放映動畫《花果山探索之旅》。戲院曾被改建成澳洲主題動物展館「澳洲歷奇」並於2015年3月24日開幕，及後於2021年萬聖節後關閉，2023年起改建為「樹懶與好友」。香港老大街內有多個懷舊攤位遊戲，遊戲型式及獎品充滿懷舊香港風格，包括擲飛標、擲錢幣等遊戲。此外，香港老大街亦提供70多款經典街頭小食，讓遊客重溫兒時回憶。

#### 威威天地
兒童樂園於1977年開幕，以簡單兒童遊樂設施為主。包括兒童遊樂場、歡樂劇場、迷宮及小農場。其後園區進行大改建，成為兒童王國。90年代初，海洋公園把園內經營多年的「兒童歷奇天地」在原有的結構上重新規劃和設計，增添各式各樣的遊樂設施，改建成新穎的「兒童王國」。設計概念是要建造一條連合不同玩耍空間的遊戲街，各玩耍空間又以其獨特的顏色、形狀、座向等建築令人印象難忘。在建築設計上，除了更改視覺平面設計的元素如顏色、形狀和比例外，亦照顧到傷健人士需要，讓他們可以參與新建設內的活動。兒童王國於1993年7月16日開幕，面積廣達3.5畝，為遊客提供了既新奇又有趣的玩意。
為配合《全新定位策略發展計劃》及因應創科產業發展，威威天地內的蛙蛙跳於2020年閉園期間改建為高科技體驗館「探索號R」，於2021年7月開幕。

## 遊樂設施
| 園區         | 設施名稱   | 圖片 | 製造商                      | 開幕日期                                   | 簡介 |
| ------------ | ---------- | ---- | --------------------------- | ------------------------------------------ | --- |
| 動感天地     | 動感快車   |      | Bolliger & Mabillard        | 2011年12月9日                              | 無地板過山車，軌道長達850米，最大高度35米，擁有4G重力加速度。                                                        |
| 動感天地     | 翻天覆地   |      | Mondial Rides               | 2010年11月24日 (2011年12月9日前屬海洋天地) | 360度旋轉的大擺錘，時速60公里，最大高度超過22米，3.9G重力挑戰人體極限。                                              |
| 動感天地     | 超速旋風   |      | Chance Rides                | 2011年12月9日                              | 以滑翔機設計，將遊客帶上30米高空旋轉，並可飽覽南區的景色。                                                           |
| 動感天地     | 雷霆節拍   |      | SBF Visa Group              | 2011年12月9日                              | 雷霆節拍的三層航道各有不同節奏，讓遊客伴隨著旋律不斷升降。                                                           |
| 動感天地     | 橫衝直撞   |      | I.E. Park                   | 2011年12月9日                              | 色彩繽紛的碰碰車，供遊客體驗互相碰撞的滋味。                                                                         |
| 熱帶雨林天地 | 熱帶激流   |      | Intamin                     | 2011年6月14日                              | 遊客坐在橡皮艇進入激流之旅，穿越旋渦與激流。熱帶激流長度380米，最高點及最低點距離3.2米。                             |
| 冰極天地     | 極地時速   |      | Mack Rides                  | 2012年7月12日                              | 以冰天雪地的主題的家庭過山車，在冰極天地園區內迴轉兩圈，最快速度每秒10米。                                           |
| 海洋天地     | 海洋摩天塔 |      | Intamin                     | 1992年7月3日                               | 位於海拔200米高，並緩緩攀升至72米高空的觀光塔。遊客可在該塔內欣賞南中國海、香港仔和離島的海岸景色。                  |
| 海洋天地     | 飛天鞦韆   |      | Zierer                      | 1997年2月                                  | 將嶄新刺激的元素注入傳統鞦韆之中，當遊客慢慢升上7米高空後，除了高低擺動外，更會隨著節奏作波浪式迴旋。                |
| 海洋天地     | 摩天巨輪   |      | Chance Rides                | 1994年12月                                 | 位於香港海洋公園的摩天輪，最大高度27米，遊客可在摩天輪內欣賞南中國海和離島的海岸景色。                               |
| 海洋天地     | 沖天搖擺船 |      | HUSS                        | 1984年4月14日                              | 海洋公園最後一部仍在運作的第一代機動遊戲機 海盜船，將遊客由離地20米的高空，以45°向下急速俯衝，體驗被拋離甲板的快感。 |
| 海洋天地     | 狂野龍捲風 |      | Mondial Rides               | 2019年12月20日                             | 風車式旋轉巨型鋼臂和自轉式座椅，帶給遊客3種不同角度的4G重力極速旋轉。                                                |
| 威威天地     | 砵砵火車頭 |      | Mack Rides                  | 1995年12月2日                              | 在輕快悠揚的音樂下，小火車帶領乘客穿越小森林，旅途中更會遇見諧趣的小丑演奏樂器。                                     |
| 威威天地     | 幻彩旋轉馬 |      | Chance Rides                | 1991年2月                                  | 繽紛亮麗的旋轉木馬及馬車，遊客在悠揚的音樂中轉過一圈又一圈。                                                         |
| 威威天地     | 昇空奇遇   |      | Zamperla                    | 1993年7月16日                              | 供一家大小遊玩的小型摩天輪，遊客在車廂內可在高空觀看威威天地的景色。                                                 |
| 夢幻水都     | 環迴水世界 |      | Wood Design Amusement Rides | 2010年7月1日                               | 以海洋生物為主題的旋轉木馬，遊客在七彩繽紛的巨型海馬、金魚、海豚或鯊魚等，漫遊奇趣的海洋國度。                       |

## 擴建工程

### 全新發展計劃
2004年海洋公園為了全面提升設施質素、加強公園的特色以提高吸引力，推出《全新發展計劃》。計劃中山下部份重新發展成為「海濱樂園」，山上部份擴建為「高峰樂園」。其中海濱樂園增設多個景點﹕包括設有大型水族館的夢幻水都，而亞洲動物天地的大熊貓之旅除了展示大熊貓、小熊貓外，更展示多種受保護的亞洲珍稀動物，加上全新面貌的威威天地及種類更多的餐飲及購物設施，進一步確立海洋公園成為世界級必遊景點的地位。
2006年11月，投資額達到55.5億港元的全新發展計劃正式展開，整項工程共分8期並於6年內逐步推行，原訂於2013年才全面竣工，最終較原定計劃提前四個月，於2012年7月完工。
2009年4月，亞洲動物天地開幕，展出大熊貓、小熊貓、娃娃魚等多種來自亞洲各地的珍貴動物。同年9月，海洋列車投入服務，每小時運載最多5,000名乘客往返海濱樂園至高峰樂園，每程只需三分鐘。2010年6月，中華鱘館 - 長江足跡開幕，展出中華鱘與其他珍貴魚類。
2010年11月24日，海洋公園位於山上海洋天地的機動遊戲設施翻天覆地正式投入運作（已在2011年12月併入動感天地）。

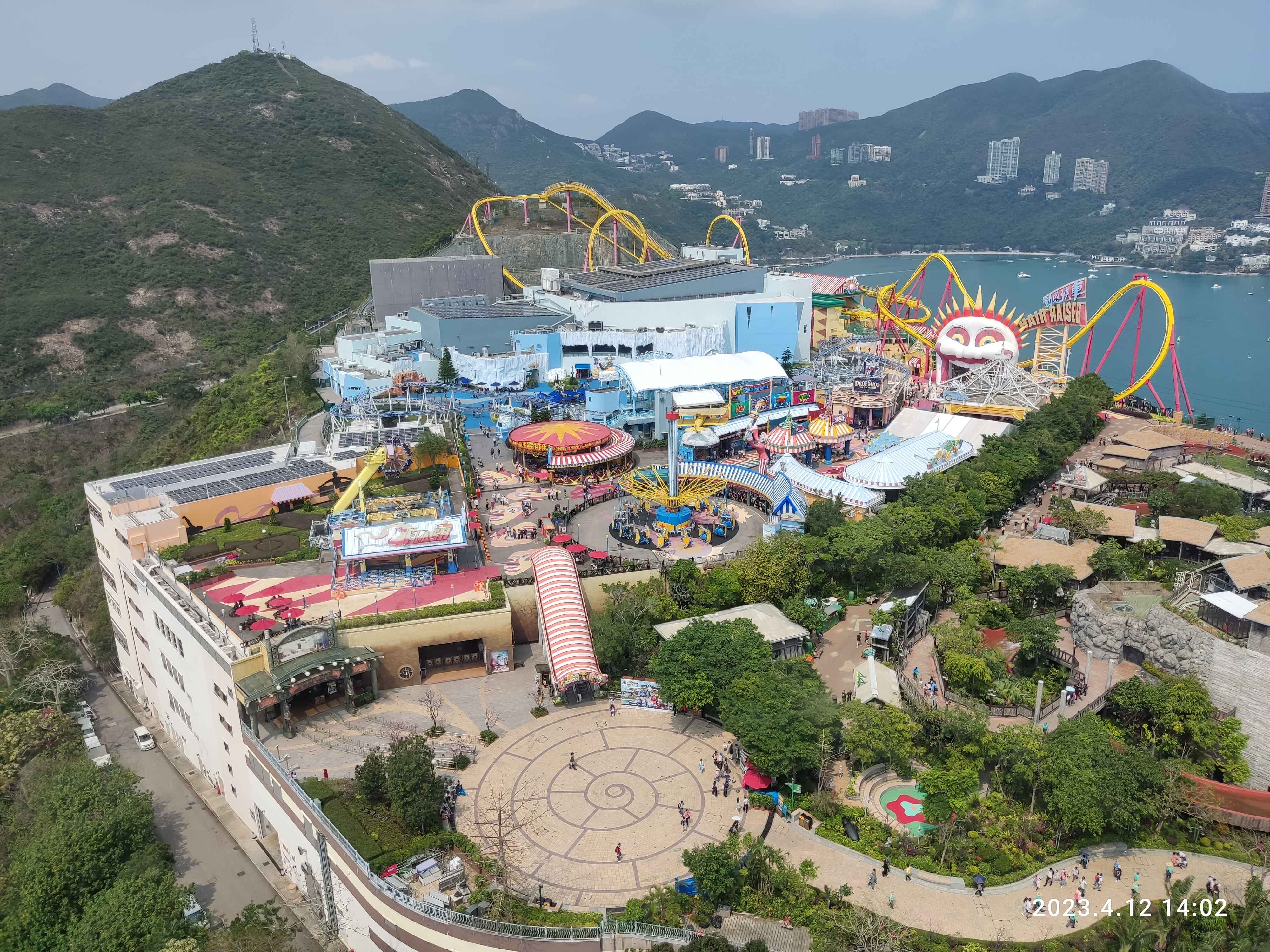
動感天地（2023年）

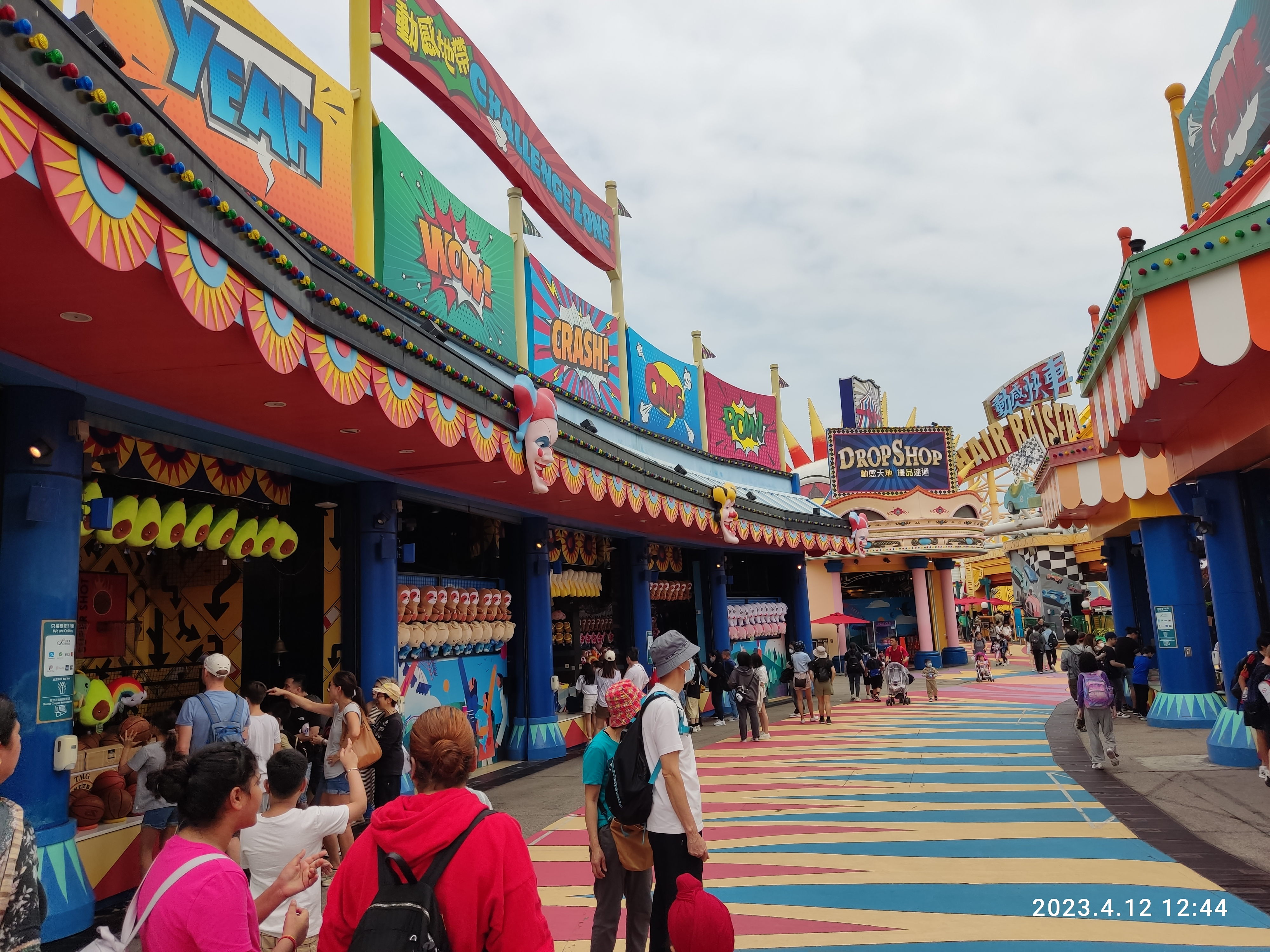
動感天地的攤位（2023年）

2011年1月27日，海洋公園全新正門入口海洋廣場和海濱樂園的矚目景點夢幻水都揭幕，大樹灣出入口正式關閉。夢幻水都設有樓高3層的世界級水族館海洋奇觀，是全東亞最大型的水族館，擁有全世界最大的水族館圓頂天窗，讓遊客可以從多角度觀賞逾400個品種、共5,000條魚類。海洋奇觀旁設有全球首座360度且高達9米的全景水幕，上演結合視聽及煙火效果的雙龍奇緣。夢幻水都開幕後隨即吸引大量人流，2011年2月5日至7日（農曆辛卯年年初三至五）連續3天均於開園後一小時內向外宣布即日門票售罄。
2011年6月14日，熱帶雨林天地開幕，它是全東亞首個結合水上機動遊戲及熱帶雨林歷奇的主題區，遊客可以在巨型樹屋上近距離觀賞逾70種熱帶動物及雀鳥，並可以登上橡皮艇暢玩熱帶激流，經歷荒島河流歷險之旅。同年12月5日，動感天地正式開幕，提供5個全新機動遊戲設施，分別是動感快車、翻天覆地（原屬於海洋天地，後併入）、超速旋風、雷霆節拍和橫衝直撞。
2012年3月15日，以50至70年代香港街景及經典建築為主題的香港老大街開幕，讓遊客感受香港人的集體回憶。同年4月2日，由香港賽馬會大熊貓園改建而成的香港賽馬會四川奇珍館開幕，一對雌性金絲猴樂樂和虎虎與大熊貓安安及佳佳成為鄰居。
2012年7月13日，冰極天地開幕，讓遊客拜會企鵝、斑海豹及北極狐等極地動物，同時亦標誌著歷時6年的《全新發展計劃》圓滿竣工。
《全新發展計劃》的嶄新設施成功地吸引更多遊客，令香港海洋公園於11/12財政年度的營業額15.98億港元，稅前盈利按年增49%至5.054億港元，純利達1.033億港元；入場人數亦創新高，達710萬人次。其後2012/13年業績，截至2013年6月30日，全年入場人次770萬，按年升9％。公園收入19億元，除息、稅、折舊及撇銷前盈利6.3億元，按年升25％，但淨盈餘由上年度的1.33億元下跌4.3％至1.272億元。
2015年11月5日，海洋公園水上樂園舉行動土儀式，水上樂園將設有27項室內及戶外景點及設施，預計2018年下半年竣工，可創造約2900個新職位。
2016年，公園推出海洋快証服務及優越卡，持証者可優先使用部份指定遊樂設施。公園亦開始使用自行研發系統PFlow，能實時收集、分析及發佈人流數據，令園方作出有效人流管制及設施配合，例如遊樂設施服務員可透過PFlow輸入設施輪候時間至公園大型資訊顯示屏及更新公園手機App所顯示的設施等待時間欄；遊客便可以從手機應用程式得知排隊時間及遊園攻略，善用時間玩盡場內多個遊戲。
2017年2月13日海洋公園宣佈因應南港島綫通車，將於3月17日至4月17日（指定19天）舉行全新夜場活動「Chill Out @ The South」。活動共三階段，分別以日式清酒、手工啤酒音樂表演及美酒美食為主題，部份日子每晚有太鼓表演或迷你音樂會。
2020年6月，斥資6000萬港元，展館總面積800平方米，以非洲風情為設計概念的動物新展館「小狐獴與大象龜之旅」29日正式揭幕，并將於7月1日正式開放讓遊客參觀

### 酒店

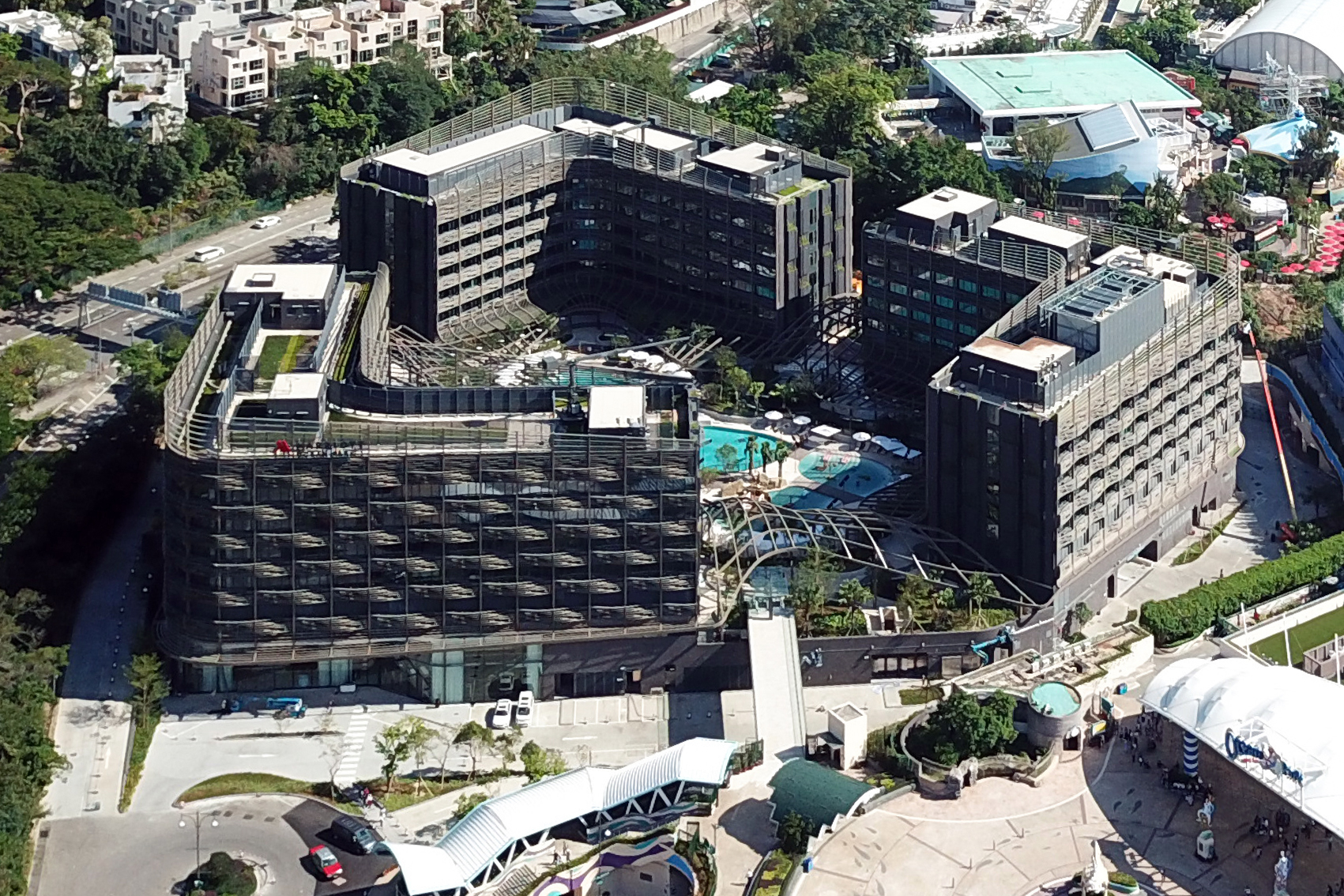
海洋公園萬豪酒店（香港海洋公園萬豪酒店啟用於2018年10月29日）

海洋公園的全新發展計劃中包括於正門廣場附近興建的海洋公園萬豪酒店、近大樹灣的富麗敦海洋公園酒店及位於越礦飛車位置的水療渡假酒店3間主題酒店。興建酒店計劃的費用不包括在55.5億港元的重新發展計劃費用中，而是以民間興建營運後轉移模式交由發展商興建，營運年期為35年。至2013年1月，海洋公園萬豪酒店及富麗敦海洋公園酒店重新招標，預計於2018年落成，但開業日期一直延遲。到2018年11月13日，佔地達3.4萬平方米的海洋公園萬豪酒店開始正式開幕。
《全新發展計劃》中提出興建的水療渡假酒店，原定計劃為拆卸越礦飛車，在原址興建提供180間客房的五星級酒店，目標客群為高消費人士，但最終未有興建。

### 第二輪擴建工程

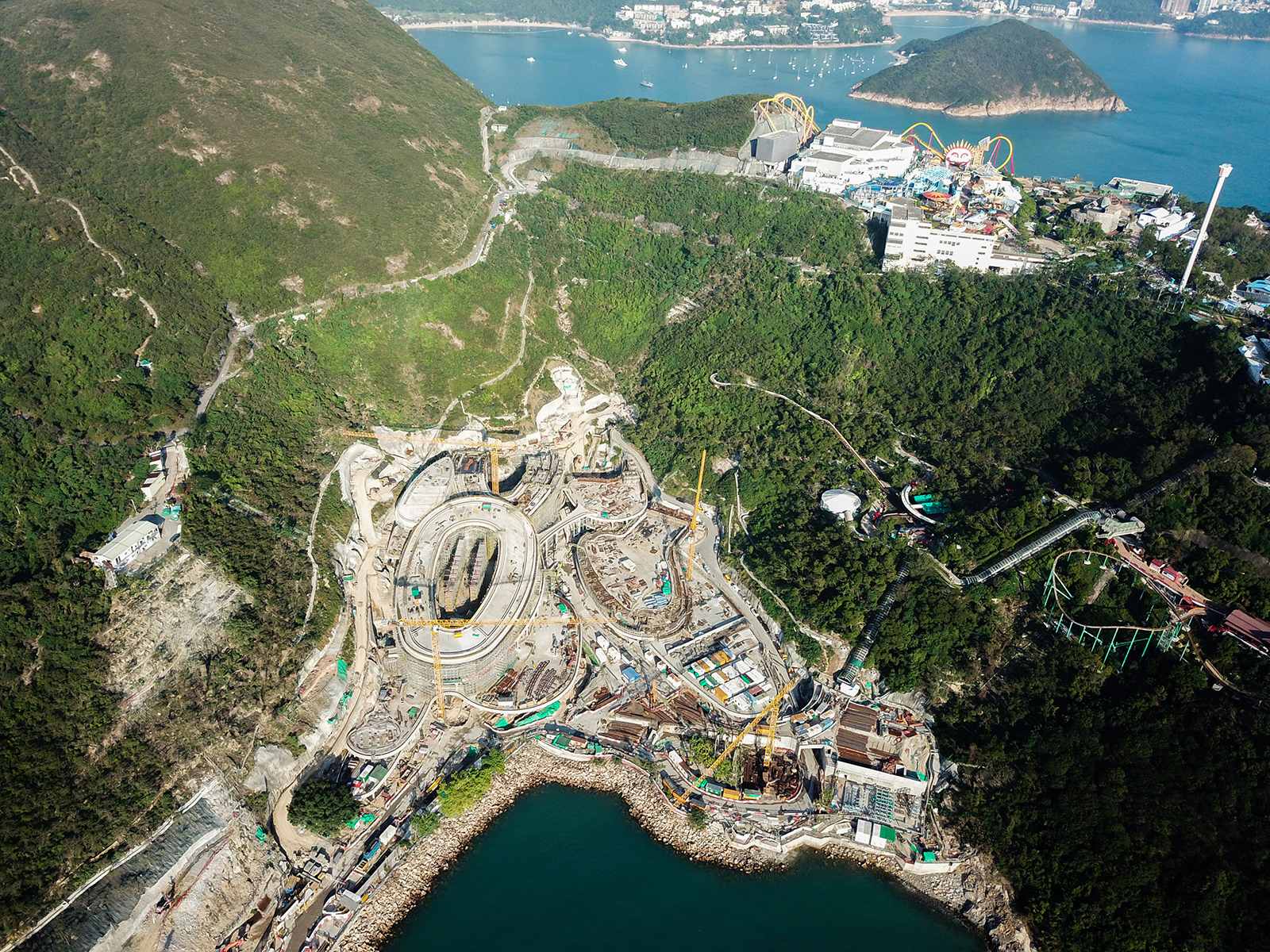
大樹灣重建工程（2018年）

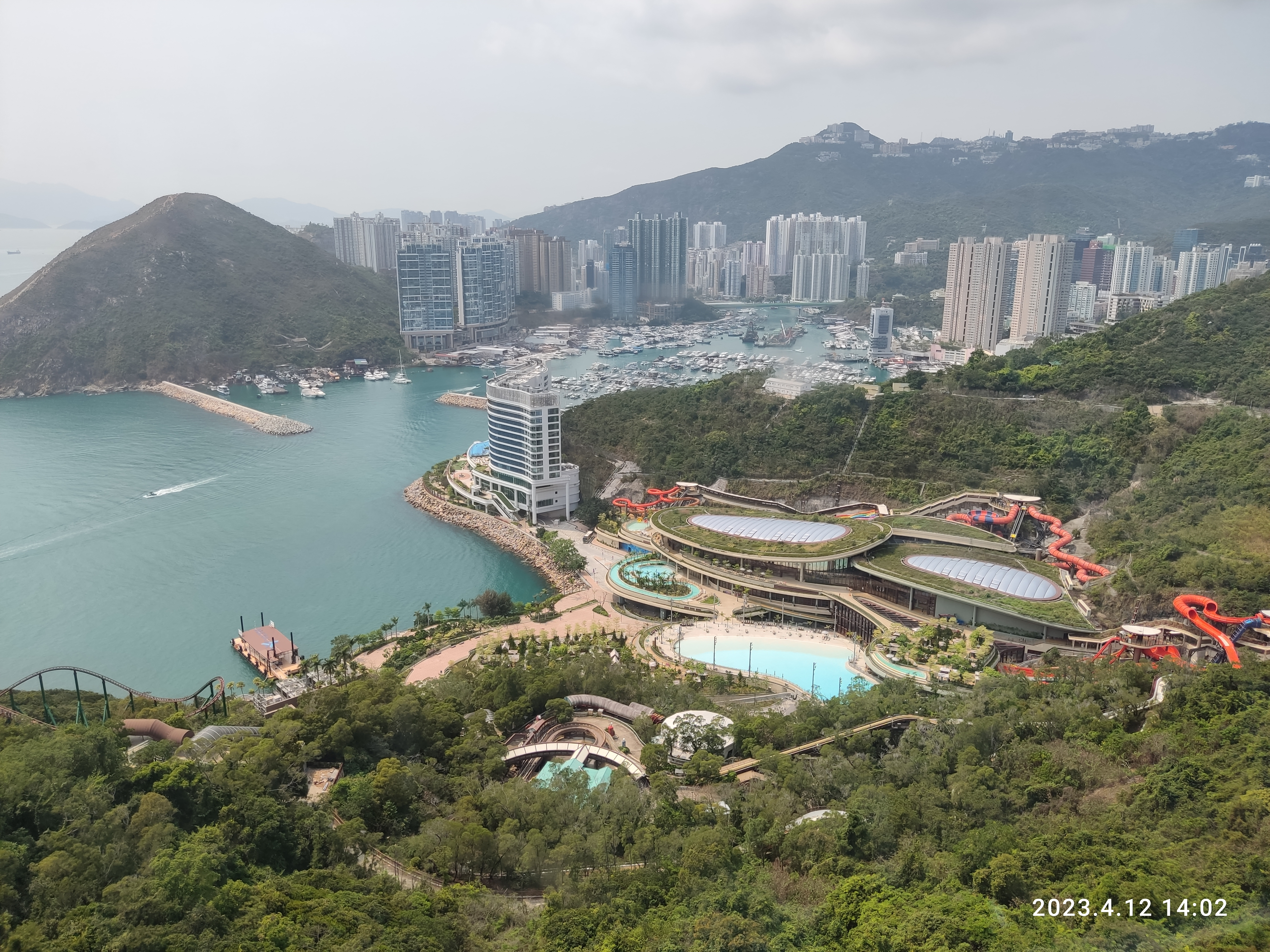
水上樂園（2023年）

第二輪擴建工程透過《2011至2012年度香港行政長官施政報告》宣佈，海洋公園正在研究於集古村區域，改造成為水上樂園及配套設施（包括飲食及其他娛樂設施），內分一座室內水上樂園及一座可以用作不同比賽的世界級溜冰場的兩個區域。有關發展規模及財務安排有待研究，期望於2012年能夠完成。工程最快會於2012年內啟動，整個計劃各項目會同時間啟動工程，首批設施預計於2015年至2016年竣工啟用，餘下部份亦會分期啟用。
2012年11月20日，香港海洋公園公布第二輪擴建計劃，預計於2014年將會有多座新景點落成，其中水上樂園的設計已差不多完成；至於溜冰場則正在研究興建造價，需要評估是有否足夠遊客使用以達適合的收回成本年期，結果將會於2013年年初落實。是否重新興建兒童王國，及是否保留海獅劇場則仍然未有決定。此外，香港海洋公園將會打通舊水族館及將其更改興建成為巨型鯊魚館《尋鯊探秘》，預算於2014年第三季開幕，除了引入鯊魚以供觀賞外，並計劃讓遊客可以乘坐吊籠進入水底與鯊魚近距離接觸。香港老大街戲院則會更改建為樹熊館《澳洲歷奇》，以迎接8隻由南澳洲政府贈送予香港的樹熊，預計於2015年第二季開幕。
2012年12月，根據初步評估認為，於海洋公園經營水上樂園比較可行，惟考慮到財務安排及利潤等，興建溜冰場則未必划算。故此，興建溜冰場的計劃有可能會被剔出第二輪擴建工程之外，留待日後有充裕資金時再行考慮；亦有可能是先行興建水上樂園，不同步興建及落成溜冰場。
2013年2月6日，海洋公園行政總裁苗樂文指出，計劃於新兒童王國展示香港動物──例如香港蝙蝠品種等等，預料於2016年落成。海洋公園將會與關注動物組織合作，收養部分被遺棄的貓狗，並且舉辦各種教育活動，包括由職員陪伴下讓遊客和動物相處；另設立角色扮演區，讓兒童扮演動物及獸醫等角色，從中教導兒童如何照顧及愛護動物。然而，到2016年，該計劃仍未落實執行。隨後，公園於開業40周年（2017年），宣佈重建威威天地成現代化兒童遊戲園區的新計劃，相信2013年的舊有計劃已被擱置。
2013年2月27日，財政司司長曾俊華透過《2013年至2014年度香港政府財政預算案》表示，將會向海洋公園貸款22億9千萬港元以興建水上樂園。水上樂園最快於同年年底前啟動工程，預計於2017年下半年開放。於翌年可以提供2,900個工作職位及逾8億4千萬港元的收入。
2014年4月1日，官方向傳媒公佈水上樂園設計及園內設施，計劃園區會以梯田為主設計，並獲得南區區議會支持；樂園預計於2017年竣工。
2015年11月5日，水上樂園正式動工。當年的「五彩天梯」計劃以「八色滑梯」形式重現，並增設巨浪衝浪機、兒童嬉水區等設施。但因應設計改動及工地發現沼澤，不利施工，需作擴充鞏固工程，故樂園將延至2019年開幕，再延遲2021年落成。
2018年12月13日，政府在《財政預算案》撥出3億1,000萬元予海洋公園，現時夢幻水都的湖畔表演，將升級為立體投射燈光匯演，在海洋奇觀外牆有3D Mapping光影投射，明年推出。另外明年至後年推出一個全新機動遊戲，以及一個新動物展館。

### 全新定位發展
2020年1月13日，政府建議給予香港海洋公園106億4,000萬元一次過資助，支持海洋公園《全新定位策略發展計劃》。海洋公園將會重新定位，關閉現有12個設施、增設20個景點至超過100個景點及遊樂設施，並劃為7個主題區，包括海濱樂園中的「海洋廣場」和「蔚藍海灣」，高峰樂園中的「叢林歷奇」、「太平洋之端」、「海角樂園」、「歷險谷」和「探險家海岸」。整項翻新工程預計於2023至2027年分階段推出。但受到2019冠狀病毒病疫情影響，此計劃已被擱置。

### 重生方案
2021年1月18日，商務及經濟發展局局長邱騰華、海洋公園公司董事局主席劉鳴煒和旅遊事務專員黃智祖公佈「重生方案」。公園放棄固定入場收費模式，山下園區將改為免費開放的零售餐飲消閒區，佔地約45.2萬平方呎，會加設表演場地和兒童遊樂區，並外判給第三方公司經營。而山上設施改為逐一收費，纜車站會加設新閘口，遊客要戴上手帶或使用手機二維碼入場，並設有最低消費金額。而山上園區合共7個機動遊戲設施因維修成本提升而將會於2至3年內關閉，包括「摩天巨輪」、「瘋狂過山車」、「極速之旅」跳樓機、「飛天鞦韆」、「滑浪飛船」和「越礦飛車」。原址會改為以投標方式，邀請世界各地或本港的營運者進駐，提供更多元化的機動遊戲設施。其中急流天地會變成歷險主題區，提供如笨豬跳、高空滑索的設施。而海洋天地會作為大自然戶外相關體驗，如瑜伽、冥想。
而海洋劇場海豚表演亦會停止，以回應動物團體的訴求。公園董事局主席劉鳴煒指，以後海洋公園不再是主題公園，而是多元化休閒勝地，亦會回歸保育教育初心，走入社區。而政府由2023年起，會再向海洋公園提供一筆過非經常撥款16.7億，並將還款期推至2059年。
香港旅遊事務專員黃智祖得到政府及海洋公園董事局的同意，在2021年5月借調任海洋公園行政總裁。同年七月，海洋公園宣佈行政總裁一職將由前娛藝院線董事總經理黃嗣輝出任，並於9月1日正式上任，接替於過渡時期總裁黃智祖。

## 已關閉的園區及主要設施

### 第一、二代出入口
公園原設有正門（連接山下樂園）及大樹灣（連接山上樂園）兩個出入口；海洋公園面積廣闊，遊客曾可在任一端進入，然後一直遊玩至另一端離開。
第一代大樹灣入口設計簡單，與第一代正門入口一樣，設計較為簡單。而為配合大樹灣遊樂設施——集古村的落成，原入口被重建成古代中國風格入口，是為第二代大樹灣出入口並與集古村於1990年開放使用，將中國5,000多年的歷史活現眼前，展示中國13個朝代的歷史、文化、工藝和藝術。
但為配合公園改建，大樹灣入口曾一度只供團體遊客使用。該入口現已因完成清拆被全面停用，該處為現在水上樂園對上位置。

### 集古村
集古村（英語：Middle Kingdom）於1990年1月27日開幕，面積達10,000平方米，位於大樹灣入口附近。集古村早年以另外購票的形式運作，門票為成人180元，十八歲以下人士90元。集古村將中國五千多年的文化及歷史活現眼前，展示中國13個朝代的歷史、文化、工藝和藝術。園區包括廟宇、佛塔、宮廷、農舍、市集及作坊等。此外，亦設有傳統民間技藝表演場地「清宮劇院」，以及仿照布達拉宮建造的中式食肆「集古村酒樓」。1991年5月3日，集古村取消獨立入場安排，持有海洋公園門票即可進入參觀。
2001年3月2日，集古村十三朝展覽的部分關閉拆卸，僅餘下清宮劇院及集古村酒樓。清宮劇院約於2002年中關閉，並於2008年夏天拆卸。而餘下的集古村酒樓在2013年關閉，並於2014年隨水上樂園發展計劃開展，與雀鳥天堂、大樹灣入口一同拆卸。
園區景點：

### 雀鳥天堂
原址位於大樹灣入口附近，為了配合《全新發展計劃》，於2010年拆卸，重建後為八彩天梯附近位置。

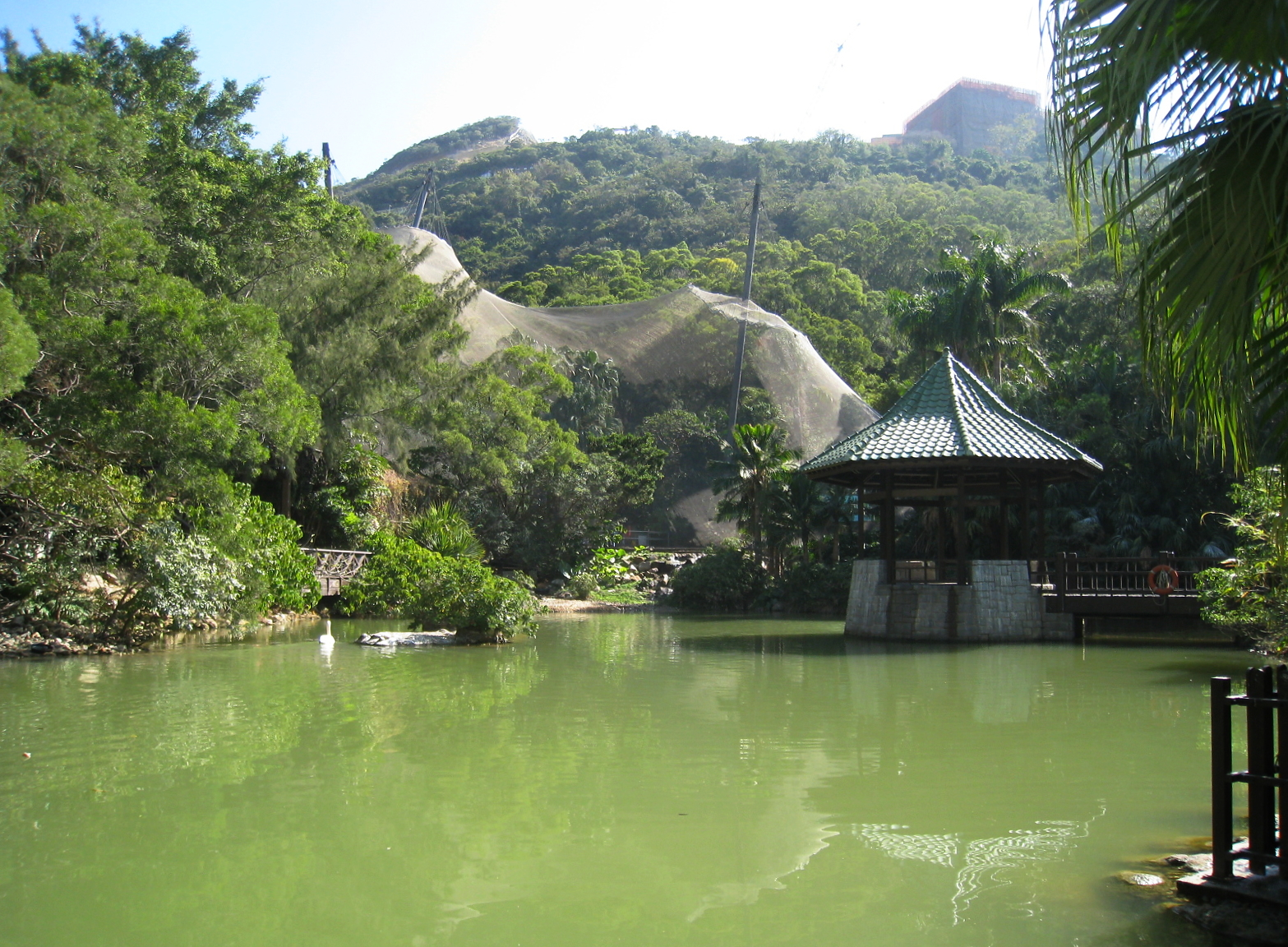
雀鳥天堂

| 設施名稱 | 簡介 | 閉幕日期 |
| -------- | --- | -------- |
| 百鳥居   | 百鳥居曾經是全亞洲最大規模的鳥舍，於1987年5月開幕，飼養了逾750隻來自75個品種的鳥類，其中33種為瀕臨絕種的稀有品種。其上蓋逾15,000平方米，是世界上最大的天幕。 | 2010年   |
| 紅鸛池   | 數十隻粉紅色的大紅鸛棲息在湖邊。 | 2010年   |
| 湖畔劇場 | 小鳥按照訓練員的指示表演。 | 2010年   |

### 水族館

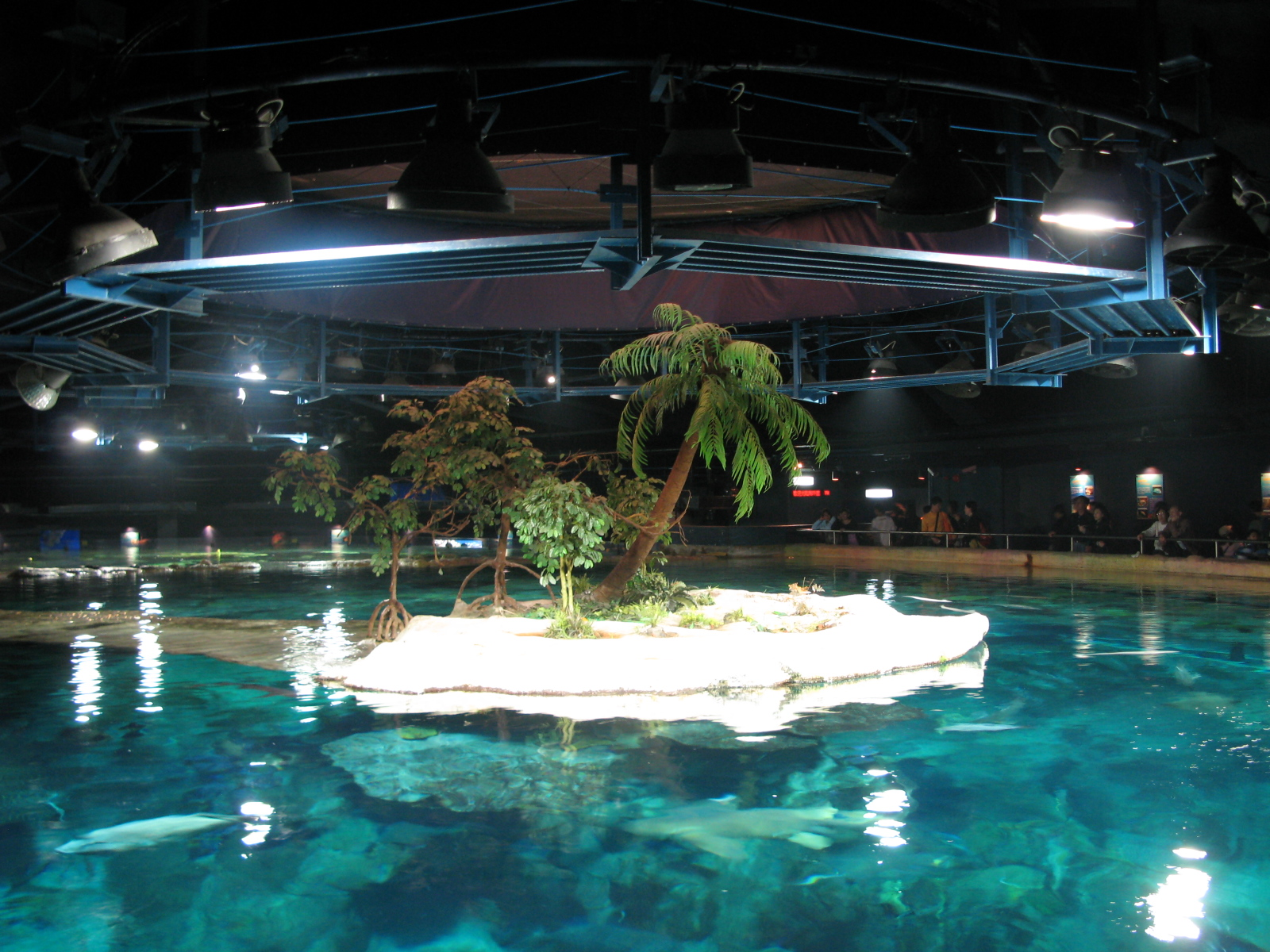
海洋館

| 設施名稱 | 簡介 | 開幕日期 | 閉幕日期     | 現時設施 | 備注 |
| -------- | --- | -------- | ------------ | -------- | --- |
| 海洋館   | 位於海洋天地，鯊魚館附近，於1995年進行過大型翻新。館內以印度洋及太平洋深海世界珊瑚礁為主題，飼養250個品種、二千多條魚，當中包括一條長達2米的龍躉、逾20條蘇眉魚、圓犁頭鯆、鷹鯆、牛鼻鯆及由海洋公園成功繁殖第二代的黑點土鯆。展館分為4層，遊客可以透過玻璃窗觀賞各種魚類。海洋館於2011年1月2日最後一次開放後封閉，館內的海洋生物喬遷至於同月27日揭幕的夢幻水都中央的海洋奇觀水族館，到2014年改建為尋鯊探秘。 | 1977年   | 2011年1月2日 | 尋鯊探秘 | 海洋館於最後一次開放後封閉，館內的海洋生物喬遷至於同月27日揭幕的夢幻水都中央的海洋奇觀水族館。2014年改建為尋鯊探秘。 |
| 鯊魚館   | 設有亞洲首條透明參觀隧道，飼養了超過35種逾250條鯊魚和鯆魚。其中逾11種是在海洋公園的人工繁殖計劃下飼養，包括黑鰭礁鯊和稀有的侏儒肚鯊。 | 1991年   | 2008年       | 空置     | 2008年改建為中華鱘館。                                                                                               |

### 人工湖
現址為海洋列車海濱站

### 綠野花園

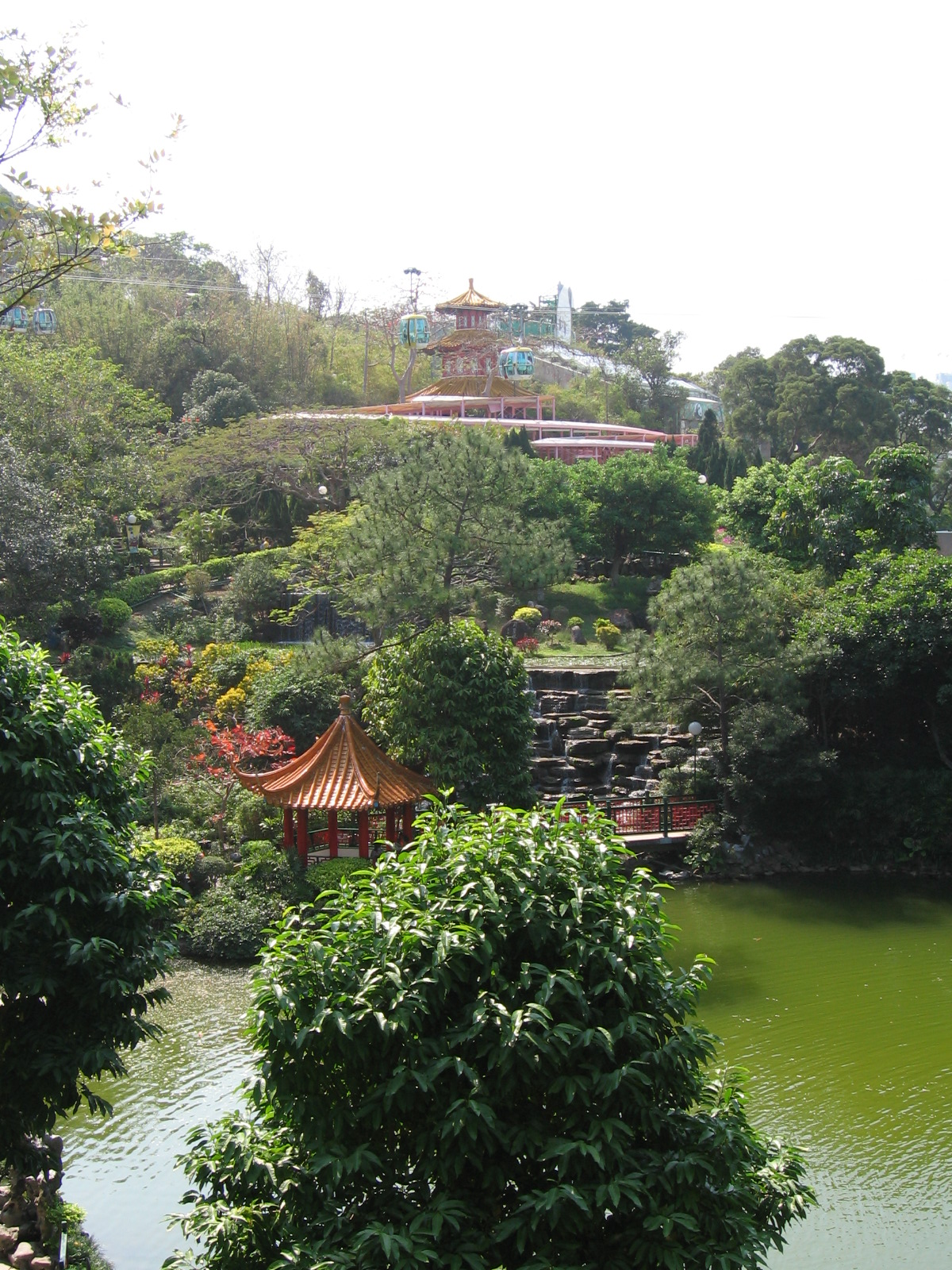
金魚大觀園

綠野花園於1990年開幕，設多個設施（恐龍徑、恐龍館、金魚大觀園、蝴蝶館、熱帶溫室、馬會百週年紀念花園）。外型如毛蟲的蝴蝶屋（亦稱蝴蝶館）匯集了數千隻色彩繽紛的蝴蝶，亦成功繁殖了瀕臨絕種的黃扇蝶。熱帶溫室則展示多種熱帶植物，於1994年改建為恐龍徑，設17隻生動逼真的恐龍模型和兩位以教授角色出現的機械人模型為遊人細說恐龍的故事，其後亦建有恐龍館作大型展覽，更展示水獺數隻。馬會百週年紀念花園則以中式園林概念為主。其他設施包括金魚大觀園，飼養逾百種中國和日本金魚。原址於1998年改建為香港賽馬會大熊貓園，於1999年5月18日開幕，飼養大熊貓安安和佳佳。

### 兒童樂園
兒童樂園於1977年開幕，以簡單兒童遊樂設施為主。包括兒童遊樂場、歡樂劇場、迷宮及小農場。其後該區進行大改建，成為兒童王國（現稱威威天地）。

### 超動感影院
超動感影院位於山下登山纜車站附近。於1996年7月正式開放，當時主要播放四維影片，影院內椅子會隨著劇情而晃動，首映巨片《恐龍島歷險記》，探索火山島科幻之旅，與恐龍貼身同行，逼真震撼！全新的電影在1997年聖誕節開始放映《古殿之謎》，讓遊客在危機四伏的藏寶古殿中體驗更多驚險刺激的感受。1999年放映《太空反擊戰》。2001年9月20日放映十月全城哈囉喂超動感驚慄片《魑魅列車》。2002年4月開始，超動感影院改稱「威威至激之旅」，影片內容主要為海洋公園的吉祥物帶領遊客在公園四周遊覽，影片播放時亦有噴水的效果；另外，在十月全城哈囉喂活動進行期間，影院亦會播放驚悚片以配合活動的氣氛。為配合園區內的翻新工程，影院於2007年7月關閉，改建為澳洲歷奇展館，
2023年起改建為樹懶與好友。

### 七彩昇空天地

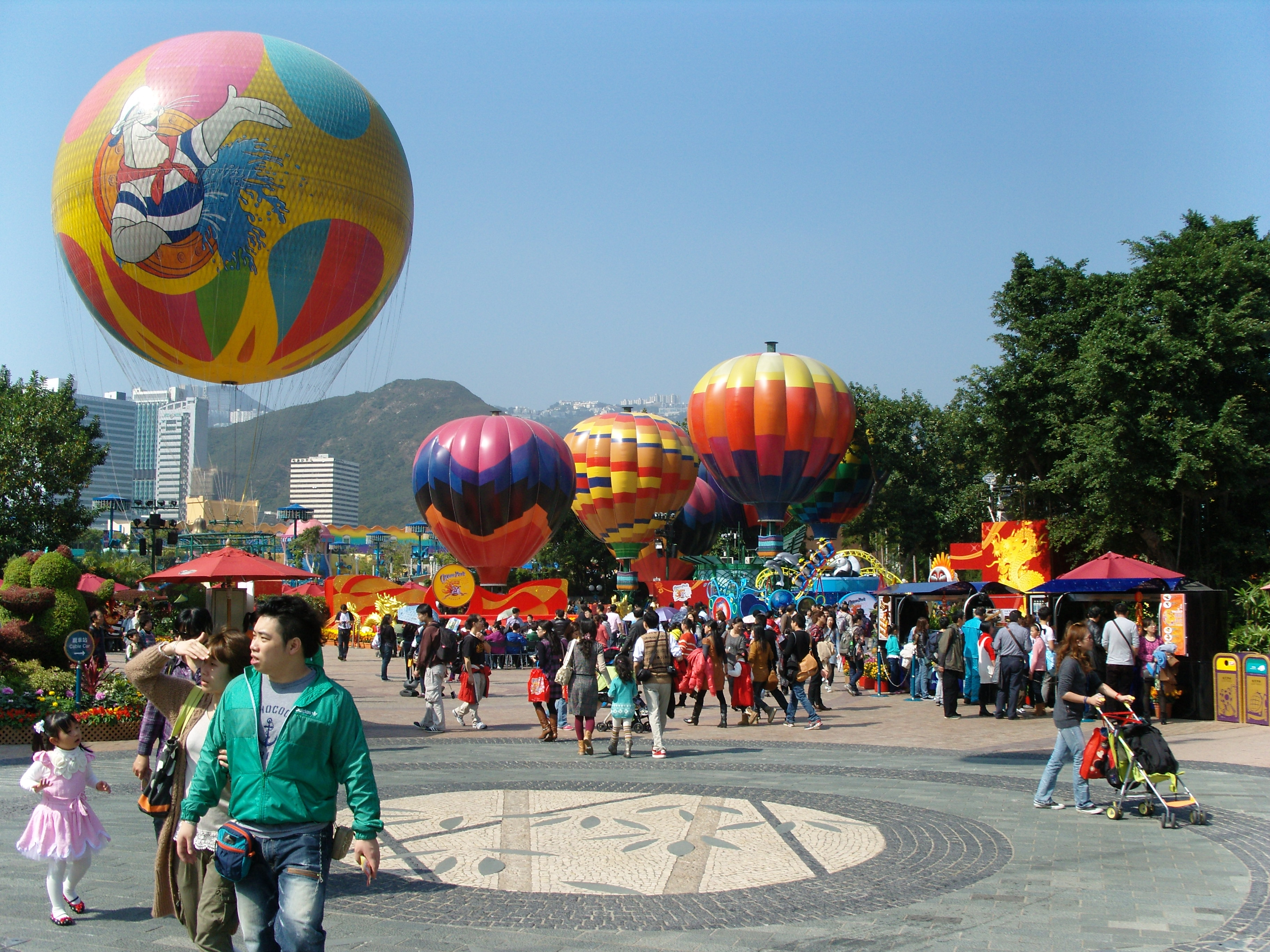
七彩昇空天地

於2007年開放，遊客可乘直徑達22米的七彩氦氣球升上120米高空，可居高臨下飽覽一望無際的港島南區美景，同場還有小丑、雜技人和魔術師表演。2012年6月28日，七彩昇空天地氦氣球因意外下墜，同年8月，園方宣佈即時撤回氦氣球的推廣計劃，並封閉相關設施，以策安全，從營運至撤銷僅5年，也成為了香港海洋公園歷年來服役期最短的遊樂設施。
原址大約為怡慶坊。

### 太空摩天輪
| 太空摩天輪 Space Wheel |          |                             |                             |
| 太空摩天輪Space Wheel  |          |                             |                             |
| 開幕日                 | 開幕日   | 1984年4月14日               | 1984年4月14日               |
| 關閉日                 | 關閉日   | 2015年1月                   | 2015年1月                   |
| 所需時間               | 所需時間 | 約2分鐘                     | 約2分鐘                     |
| 人數                   | 人數     | 每個車艙可載2人，共20個車艙 | 每個車艙可載2人，共20個車艙 |
| 乘搭限制               | 乘搭限制 | 身高達122公分或以上         | 身高達122公分或以上         |

太空摩天輪（Space Wheel）於1984年4月14日隨海洋公園擴建部分啟用，摩天輪會快速地轉圈，先旋轉繞圈，車艙會因離心力而傾斜，再慢慢的垂直，令到遊人感受到離心力。摩天輪直徑17米，高度20米，太空艙數目有20個，旅程時間約2分鐘。太空摩天輪於2015年1月關閉並清拆，完結31年的任務，現址為圓形帳篷形狀的貨倉。

### 海馬探知館
海洋公園於2014年春季開設海馬探知館，借來世界各地14種人工繁殖珍貴海馬，舉行香港最大型海馬展覽，該館於2014年8月24日關閉。

### 大熊貓護理小學堂
大熊貓護理小學堂讓遊客學習為國寶量身高體重、測量熊貓玩具的安全性，模擬當一位大熊貓星級褓姆。該學堂2013年5月5日關閉。

### 威水笨豬跳
威水笨豬跳（英：Bungee Trampoline （页面存档备份，存于））為各年齡的遊人感受挑戰地心引力的快感，遊人在安全帶的輔助下於半空中翻騰，更可如訓練有素的專業彈跳員一樣，可以做旋轉和翻筋斗動作，體驗高速落地的強勁反彈。

### 恐龍徑
1994年開幕的恐龍徑，結合了冒險及教育目的，讓遊人可以透過10多種機械恐龍邊冒險邊認識這些古代生物。完結時，博士機械人會介紹恐龍寶寶以及對住遊人狂吼的暴龍。

### 小丑旋風
| 小丑旋風 Clown A Round |          |                                          |                                          |
| 開幕日                 | 開幕日   | 1993年7月16日                            | 1993年7月16日                            |
| 關閉日                 | 關閉日   | 2018年12月12日                           | 2018年12月12日                           |
| 所需時間               | 所需時間 | 約3分鐘                                  | 約3分鐘                                  |
| 人數                   | 人數     | 每個車廂可坐2人，共6個車廂               | 每個車廂可坐2人，共6個車廂               |
| 乘搭限制               | 乘搭限制 | 91厘米以下人士，必須由成人陪同進入排隊區 | 91厘米以下人士，必須由成人陪同進入排隊區 |

小丑旋風（Clown A Round）為小型升降飛機機動遊戲，廂座造型以小丑人物作主題裝飾。該設施於2018年12月12日晚上6時正後正式關閉，結束長達25年4個月27日的服務。

### 星際蜘蛛
1984年4月14日隨海洋公園擴建部分啟用，車廂以懸吊方式，側向旋轉及上下移動。1997年初，在海洋公園20週年期間拆卸改建為「飛天鞦韆」。

### 空中八爪魚
1984年4月14日隨海洋公園擴建部分啟用，2001年拆卸改建為跳樓機「極速之旅」。

### 翻天飛鷹
1994年12月23日啟用，2019年3月18日關閉。之後，翻天飛鷹原址改建為「狂野龍捲風」（Wild Twister），並於2019年12月20日開幕。

### 蛙蛙跳
為配合《全新定位策略發展計劃》及STEM教育發展，位於威威天地的蛙蛙跳已於2020年閉園期間改建為高科技體驗館「探索號R」（官方公佈的關閉日期為2020年2月7日），於2021年7月開幕，入場費為港幣$120元。

### 中華鱘館
海洋公園已經於2019年12月初運送園內最後一批共6條中華鱘返回中國長江水產研究所，為了準備中華鱘的運送，【中華鱘館—長江足跡】展館於11月22日閉館，為歷時9年的中華鱘保育使命畫上完美句號。

### 瘋狂過山車
1984年4月14日隨海洋公園擴建部分啟用，啟用時被稱為海洋公園最刺激的遊樂設施，以時速77公里旋轉三圈。基於維修成本問題，位於海洋天地，服役長達37年的瘋狂過山車已於2021年2月28日功成身退。

### 極速之旅
極速之旅於2001年7月21日啟用，耗資2,900萬元興建，高62米（20層樓高），為香港本港首部跳樓機。極速之旅以雙塔式設計，每座塔每次可乘坐12人，先以緩速慢慢爬升至塔頂，遊客可俯瞰公園景觀，停頓數秒後以時速約40英里、幾秒鐘內急速墜下至一半高度，反彈回升一小段再下墜，歷時約3分鐘。
2019年6月25日，海洋公園推出以探索銀河系為主題的VR版本極速之旅。
2021年9月1日，極速之旅退役。在一個多月後，園方於10月14日至31日在極速之旅的後台進行哈囉喂「鬼上身事件簿」。

### 越礦飛車
越礦飛車以美國西部礦場為主題，乘客能在高低起伏的軌道上飽覽南中國海的海景，並體驗路軌「咔咔」聲的古樸感。過山車專家羅伯·阿爾維曾數度在網站Roller Coaster Review指出，越礦飛車為全球風景最美麗的過山車。
越礦飛車早於1995年已動工興建，並於1996年底獲機電工程署批准啟用。但海洋公園在試車時，發現靠地心吸力獲取動力的過山車在低點時，會出現衝力不足的狀況。後期，園方按廠方建議加設推進器亦未能長期見效。因此，越礦飛車的啟用日期不斷延遲，至2000年9月29日啟用。
2017年12月11日，海洋公園與Samsung合作，推出以亞馬遜雨林為主題的VR版本越礦飛車。
在COVID-19疫情於2020年初爆發後，位處急流天地園區的越礦飛車與鄰近的滑浪飛船在公園數度休園及重開期間，因位置偏遠而長期關閉。2021年7月6日，海洋公園宣布極速之旅、滑浪飛船及越礦飛車將於9月1日退役。越礦飛車隨急流天地園區於同月7月10日重開至退役日為止。

### 滑浪飛船
滑浪飛船於1984年4月14日隨海洋公園擴建部分啟用，是海洋公園首批機動遊戲。滑浪飛船在河道上漂流，最後在斜道快速俯衝，以超過時速58公里俯衝入水中結束，過程中水花四濺。
在COVID-19疫情於2020年初爆發後，位處急流天地園區的滑浪飛船與鄰近的越礦飛車在公園數度休園及重開期間，因位置偏遠而長期關閉。2021年7月6日，海洋公園宣布極速之旅、滑浪飛船及越礦飛車將於9月1日退役。滑浪飛船隨急流天地園區於同月7月10日重開至退役日為止，結束長達37年的服役年期。

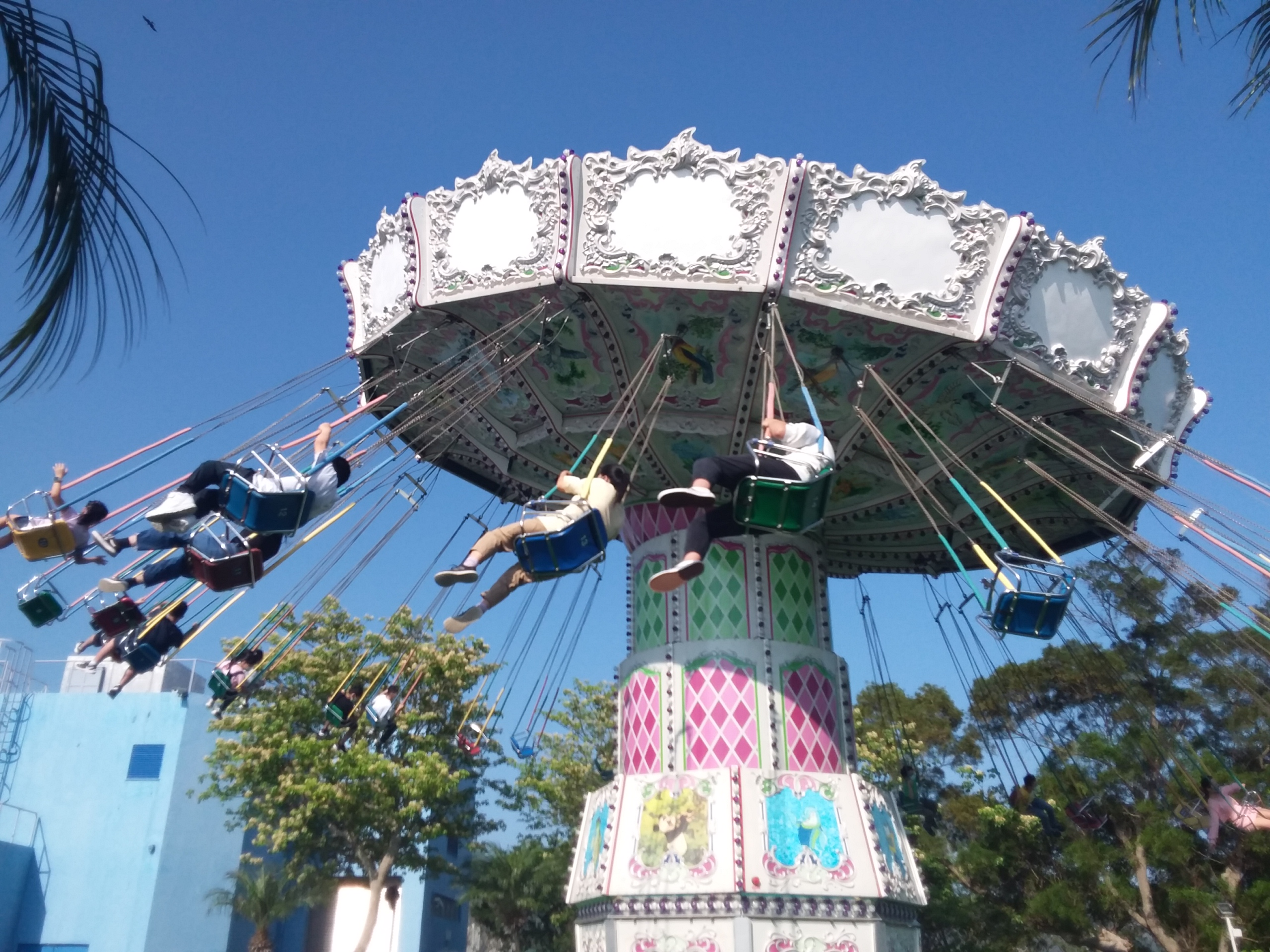
飛天鞦韆
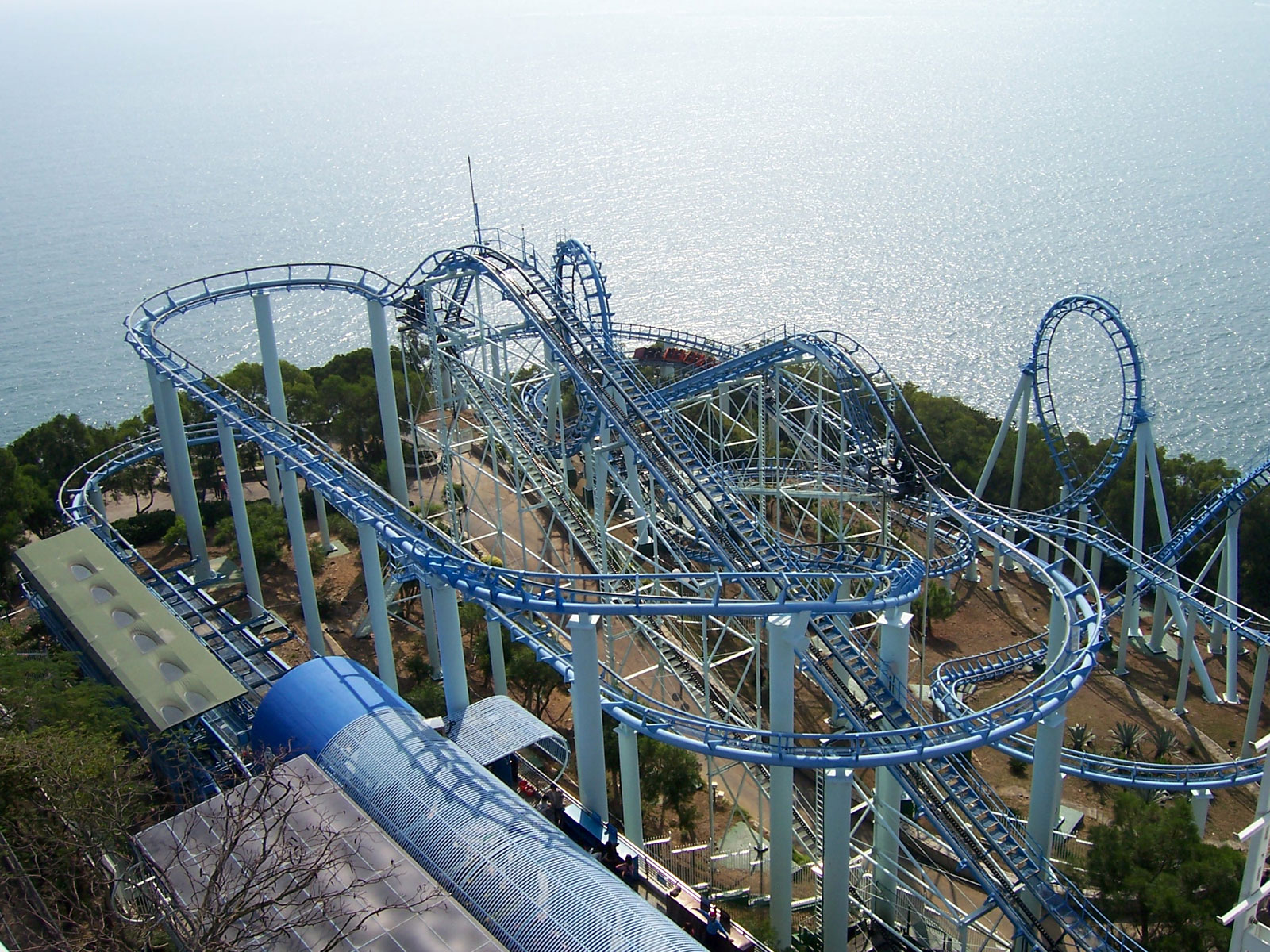
瘋狂過山車
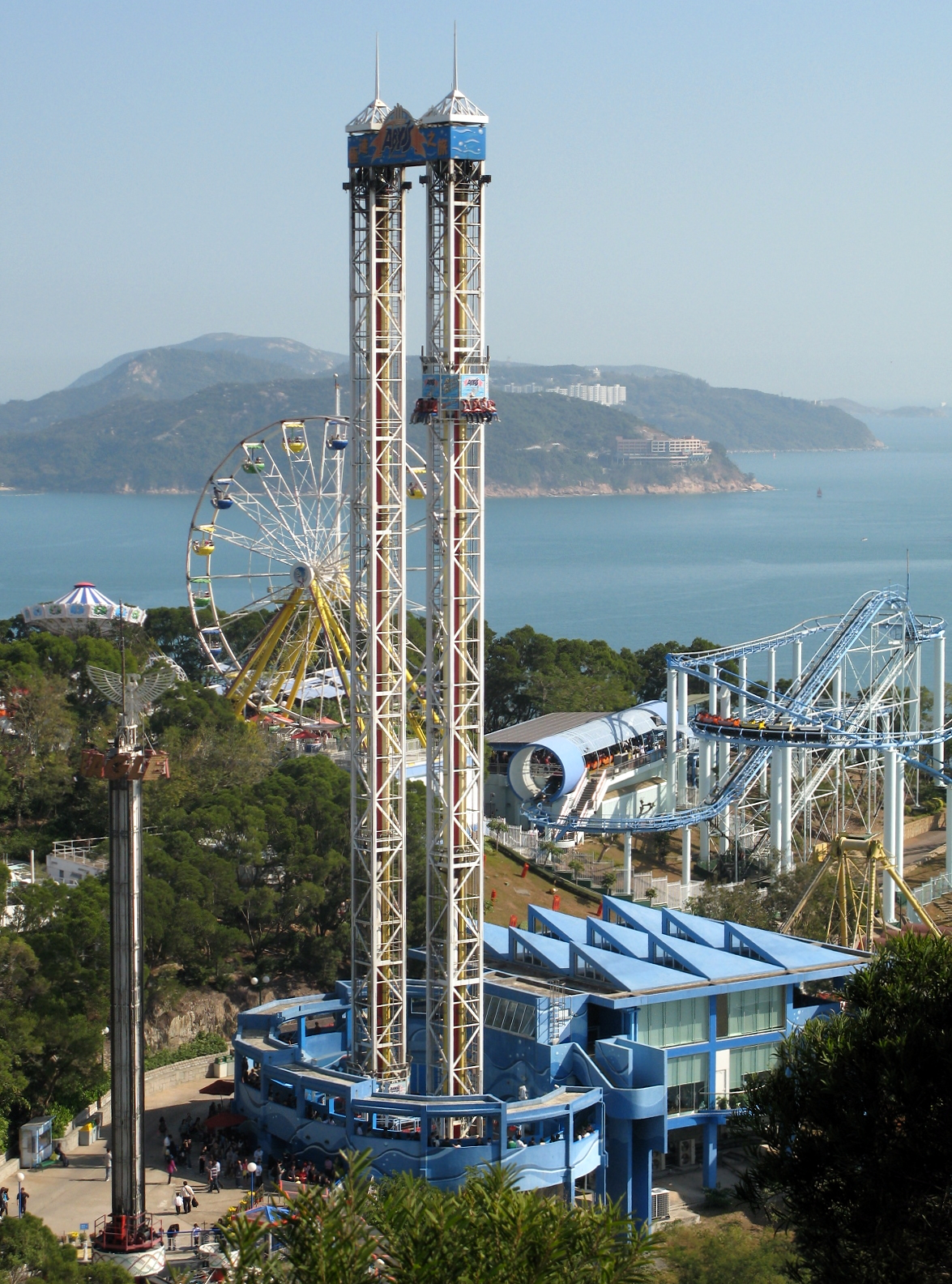
極速之旅
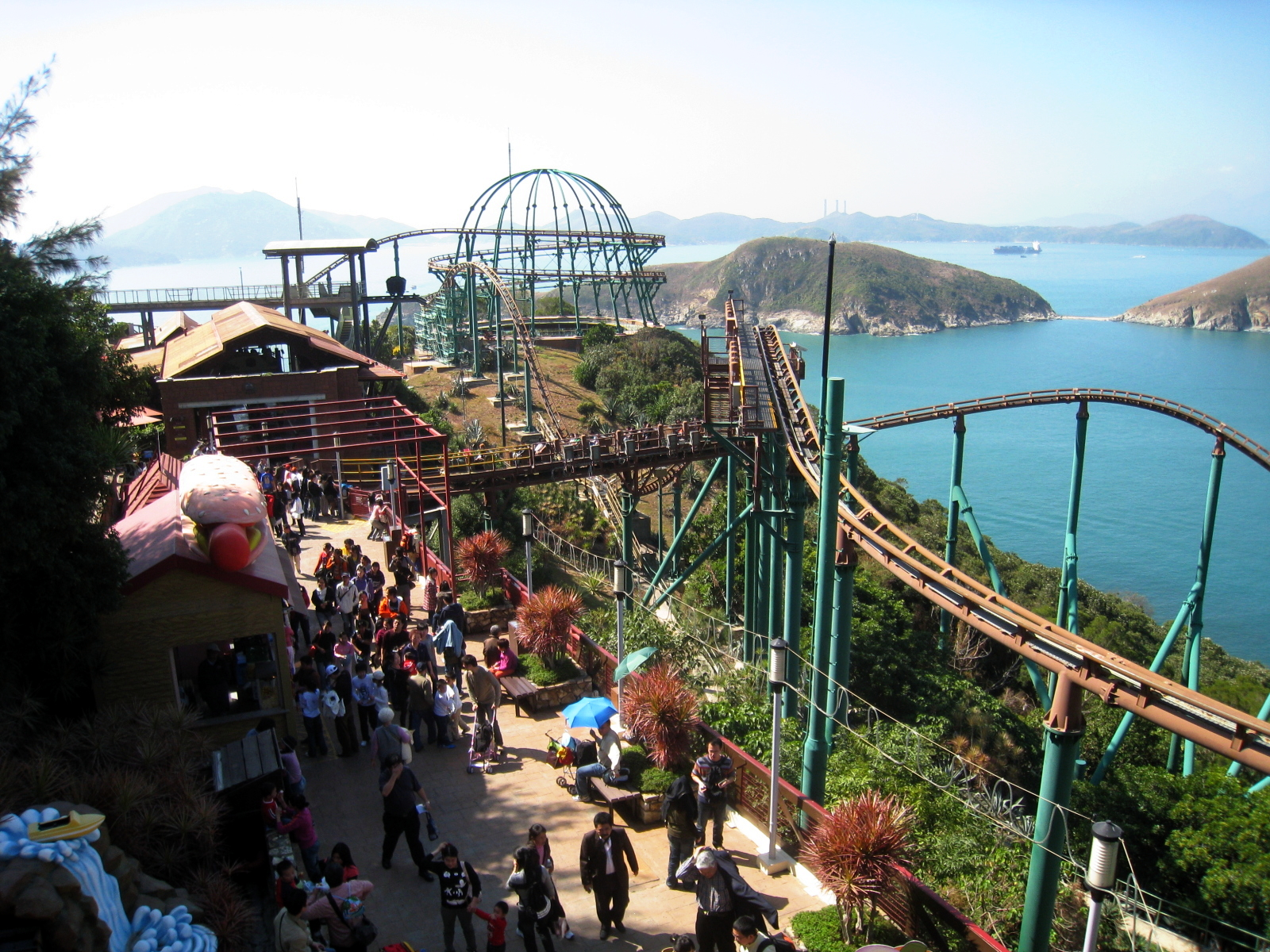
越礦飛車
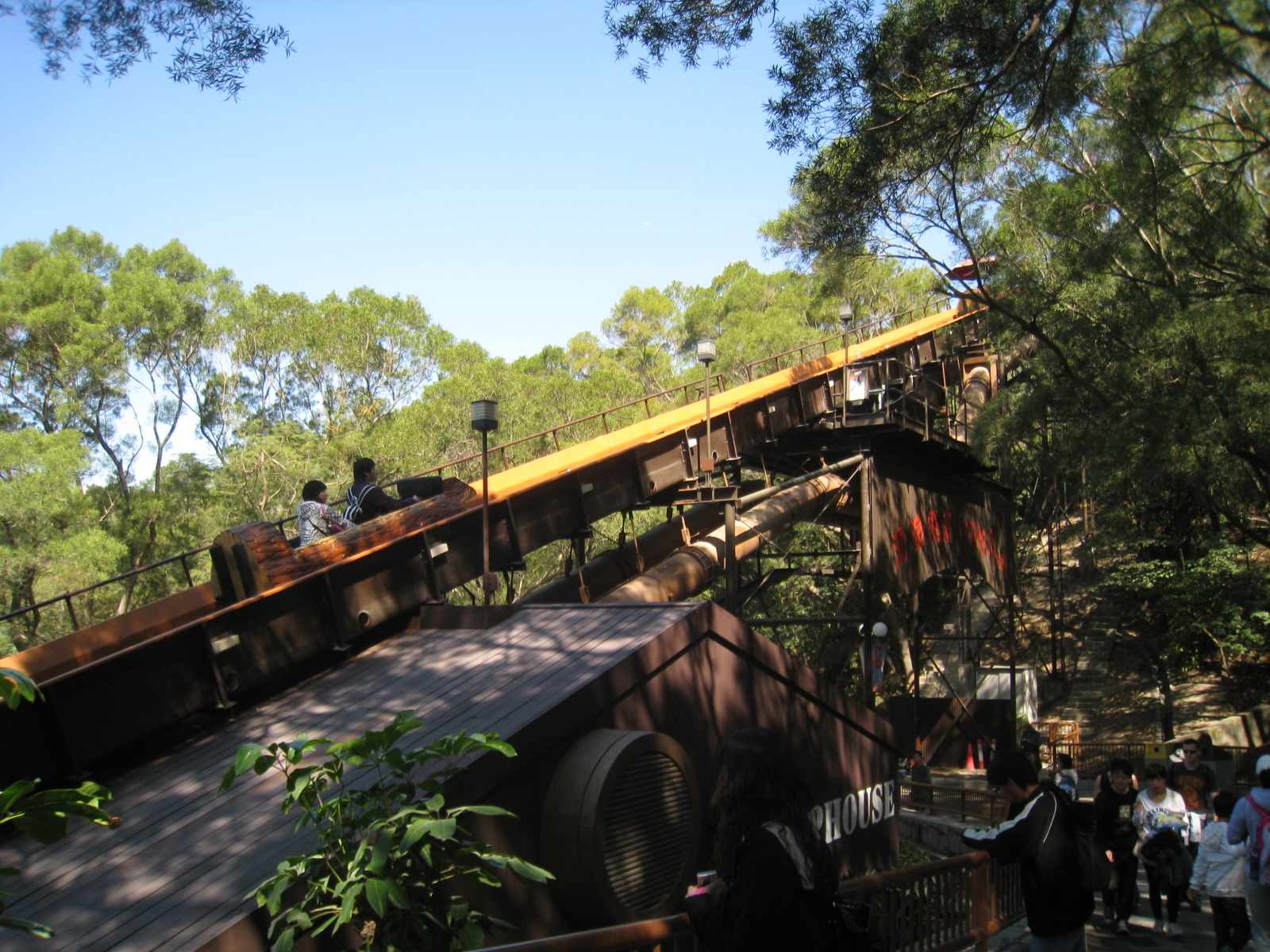
滑浪飛船

## 園內運輸工具
登山纜車
登山纜車沿著以一道全長1.5公里的架空鋼索連接山上的高峰樂園及山下的海濱樂園，旅客可以沿途欣賞港島南區以及中國南海的遼闊景致。全程（不計排隊）需時11分鐘。
海洋列車
全世界首個設於主題公園內在隧道行走的雙向登山纜索鐵路系統，於2009年啟用，接載遊客來往海濱樂園及高峰樂園兩地，全程穿越1,300米隧道，只需4分鐘，每列車每小時之載客人次可高達5,000人。但於每年11月底至12月初關閉並進行年檢。
登山電梯
登山電梯於1984年啟用，連接南朗山至大樹灣入口，電梯總長度達225米，是全香港第二長的戶外扶手電梯系統，電梯系統不受天氣影響。隨着急流天地園區設施退役，登山電梯一度於2021年9月1日起停止運作。
2022年7月1日起，為配合富麗敦海洋公園酒店、大樹灣碼頭於同月18日試業，樂園重開新建的大樹灣入口及登山電梯。2024年1月，大樹灣電梯再度停止運作。

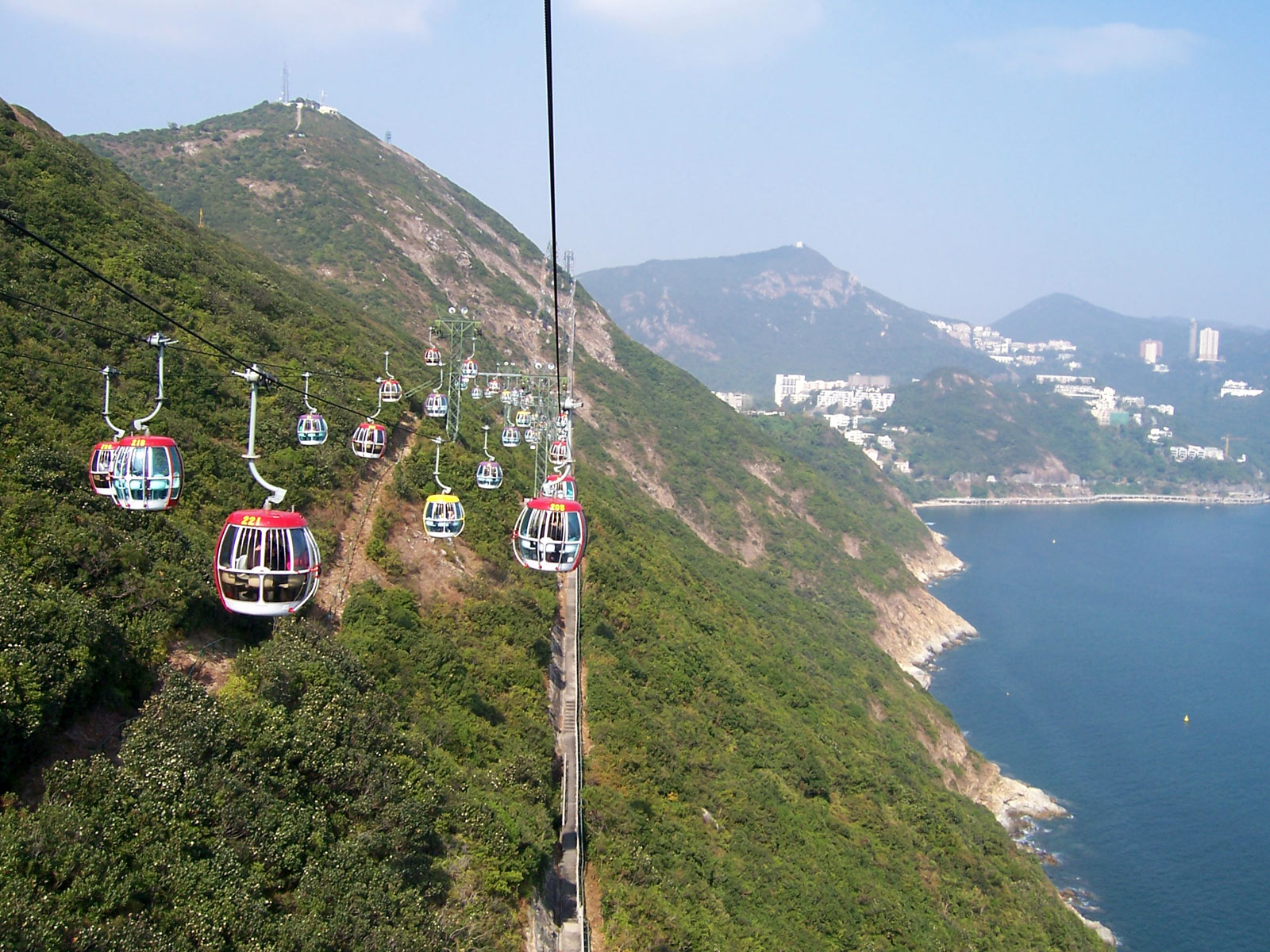
登山纜車
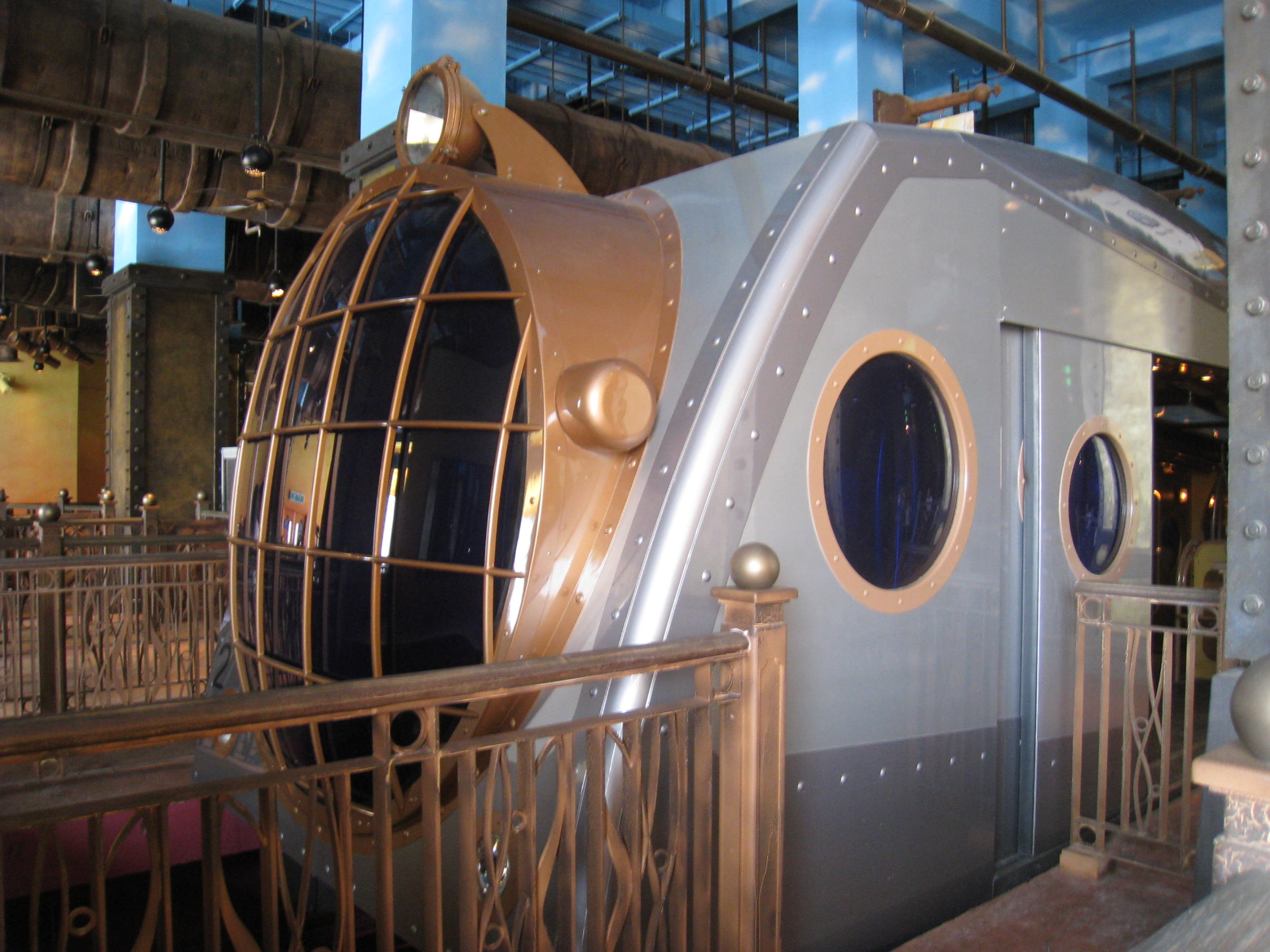
海洋列車
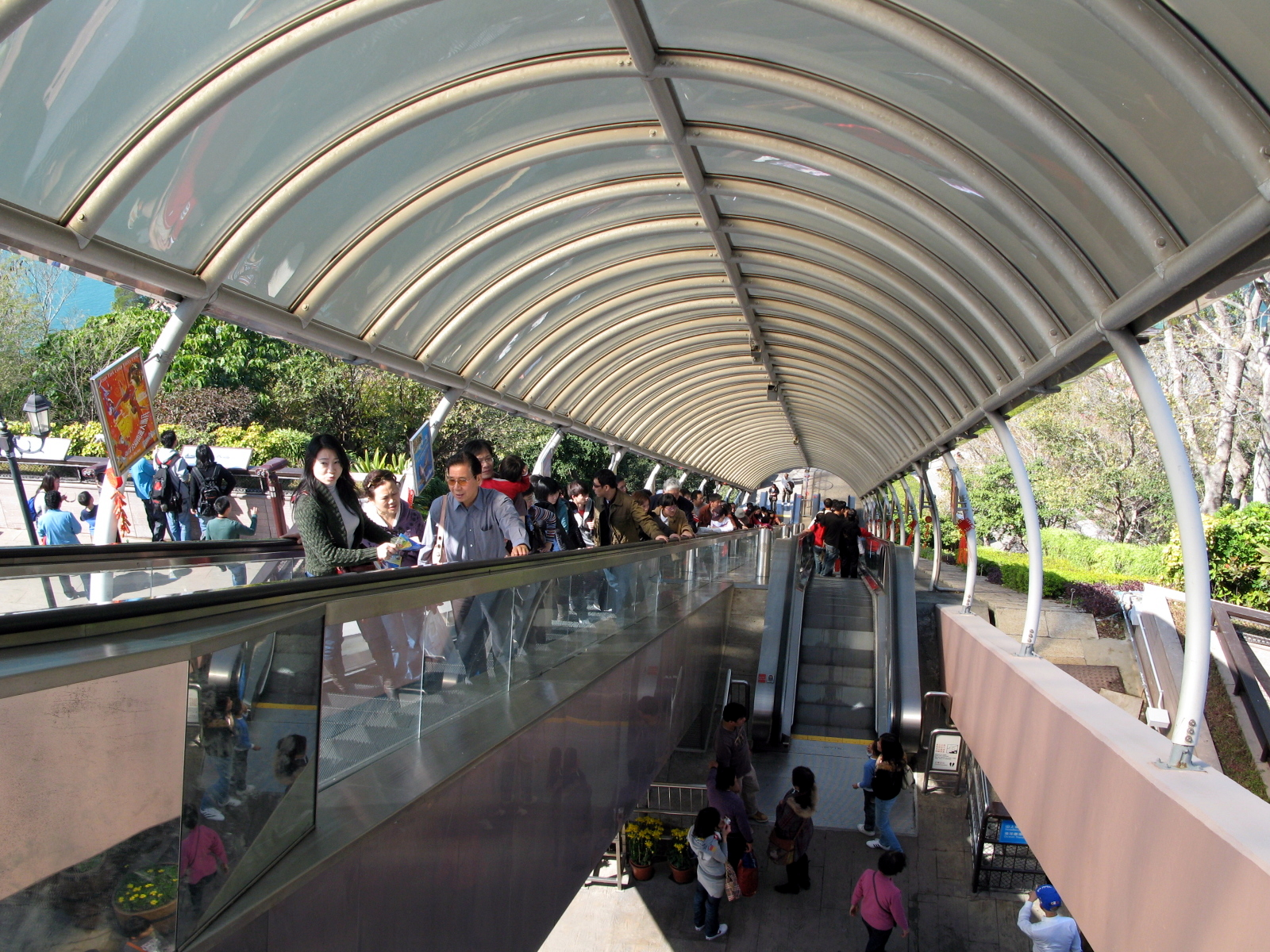
登山電梯

## 動物

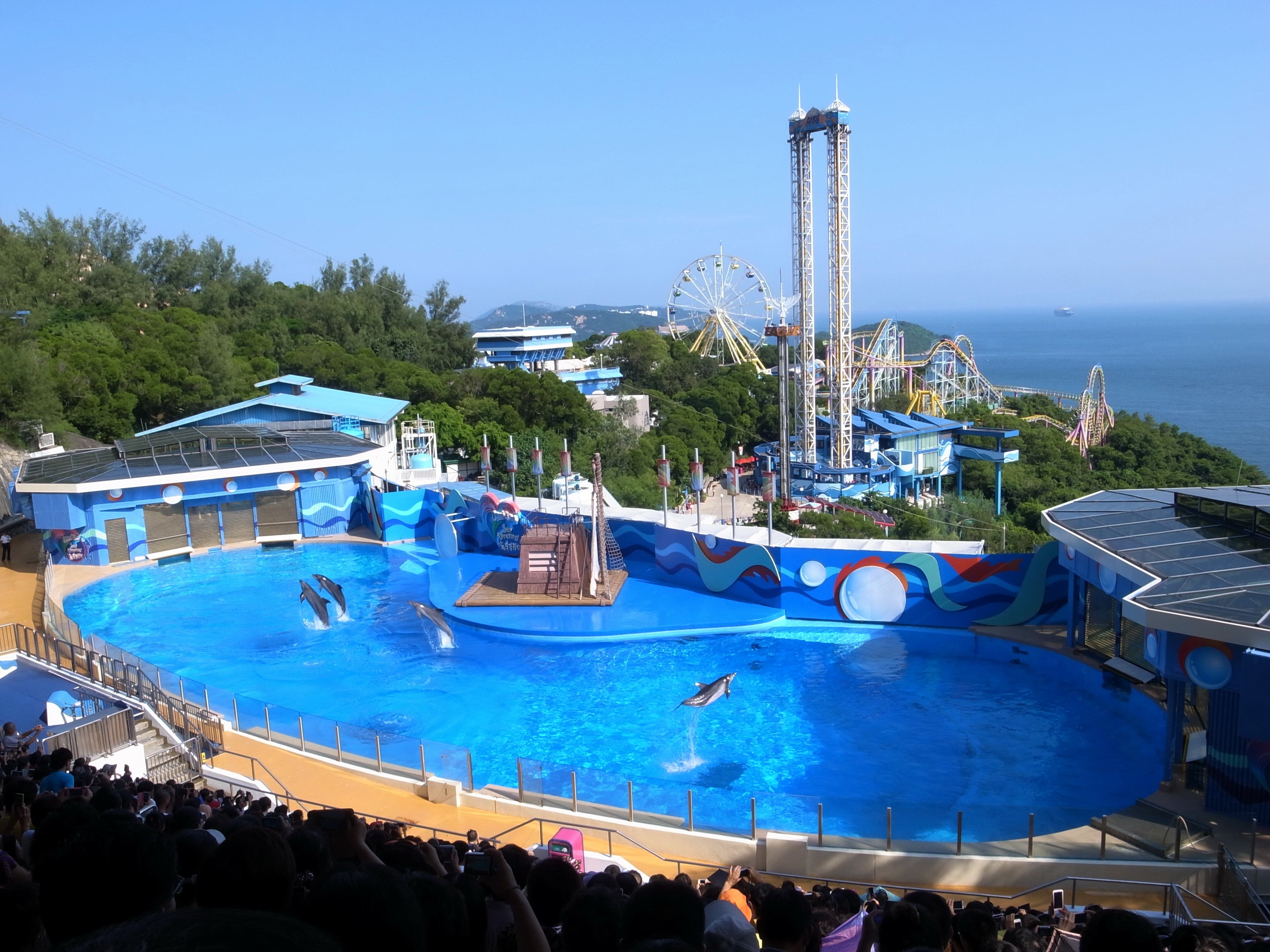
海洋劇場表演

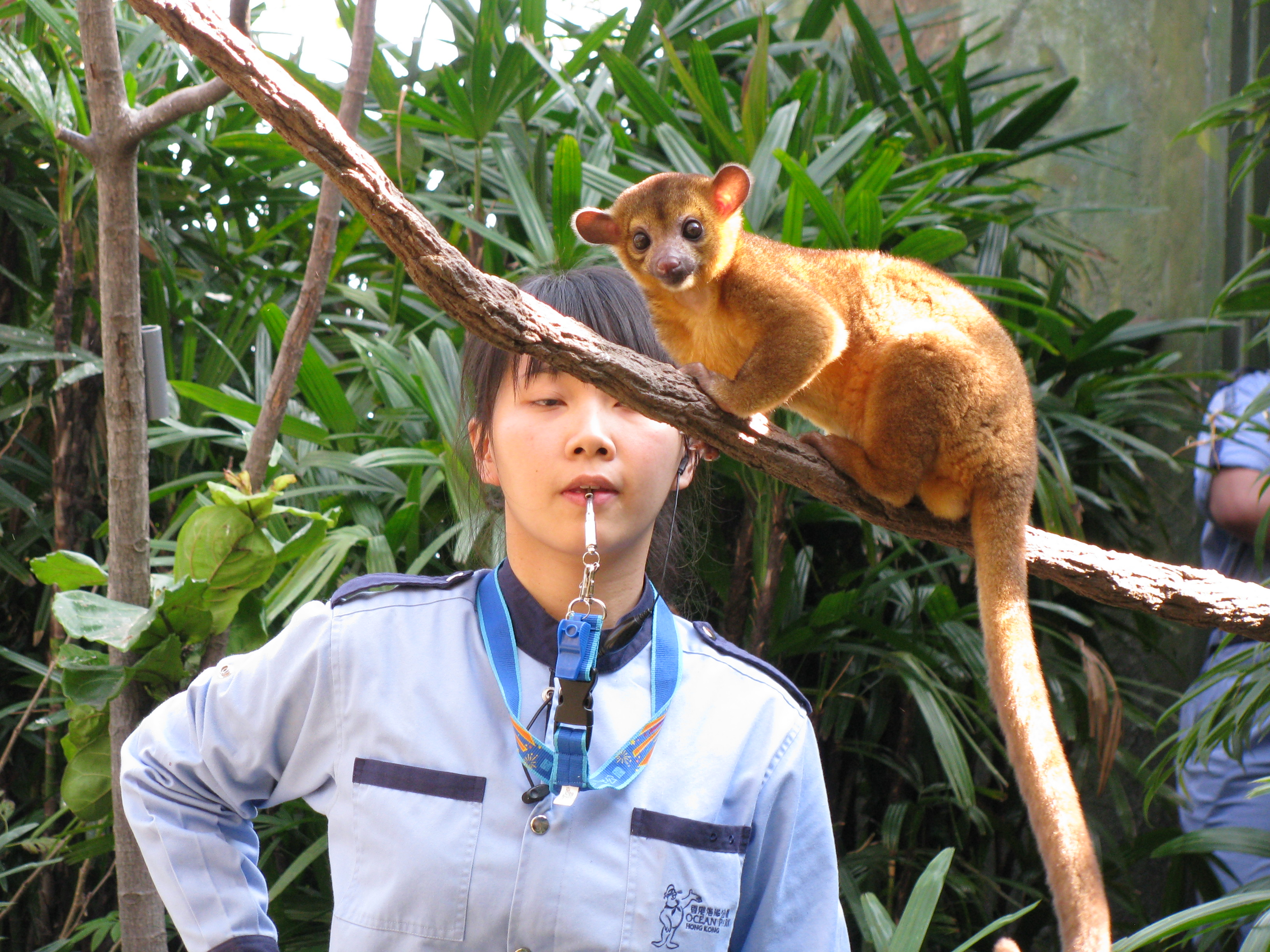
蜜熊表演

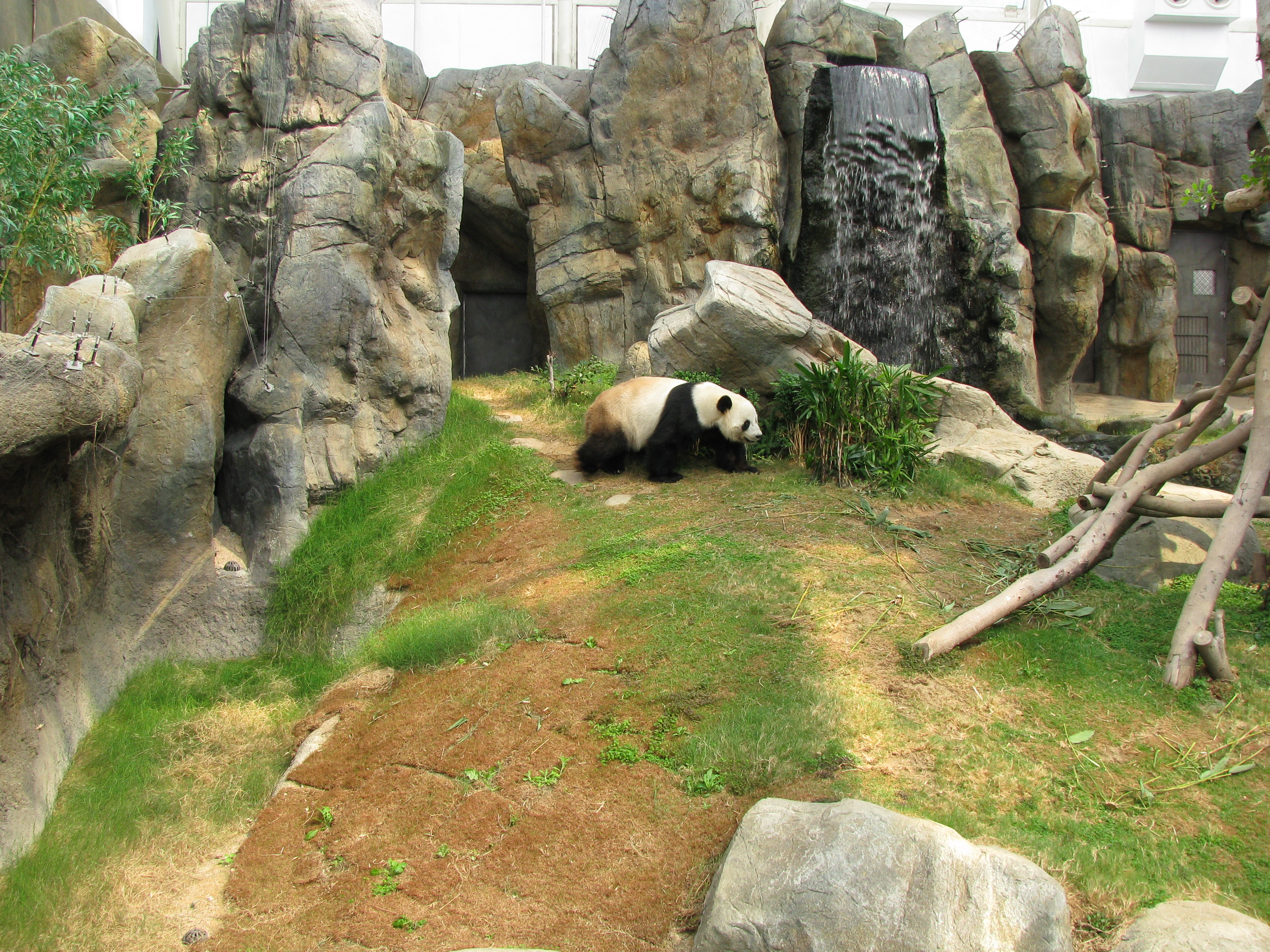
香港大熊貓

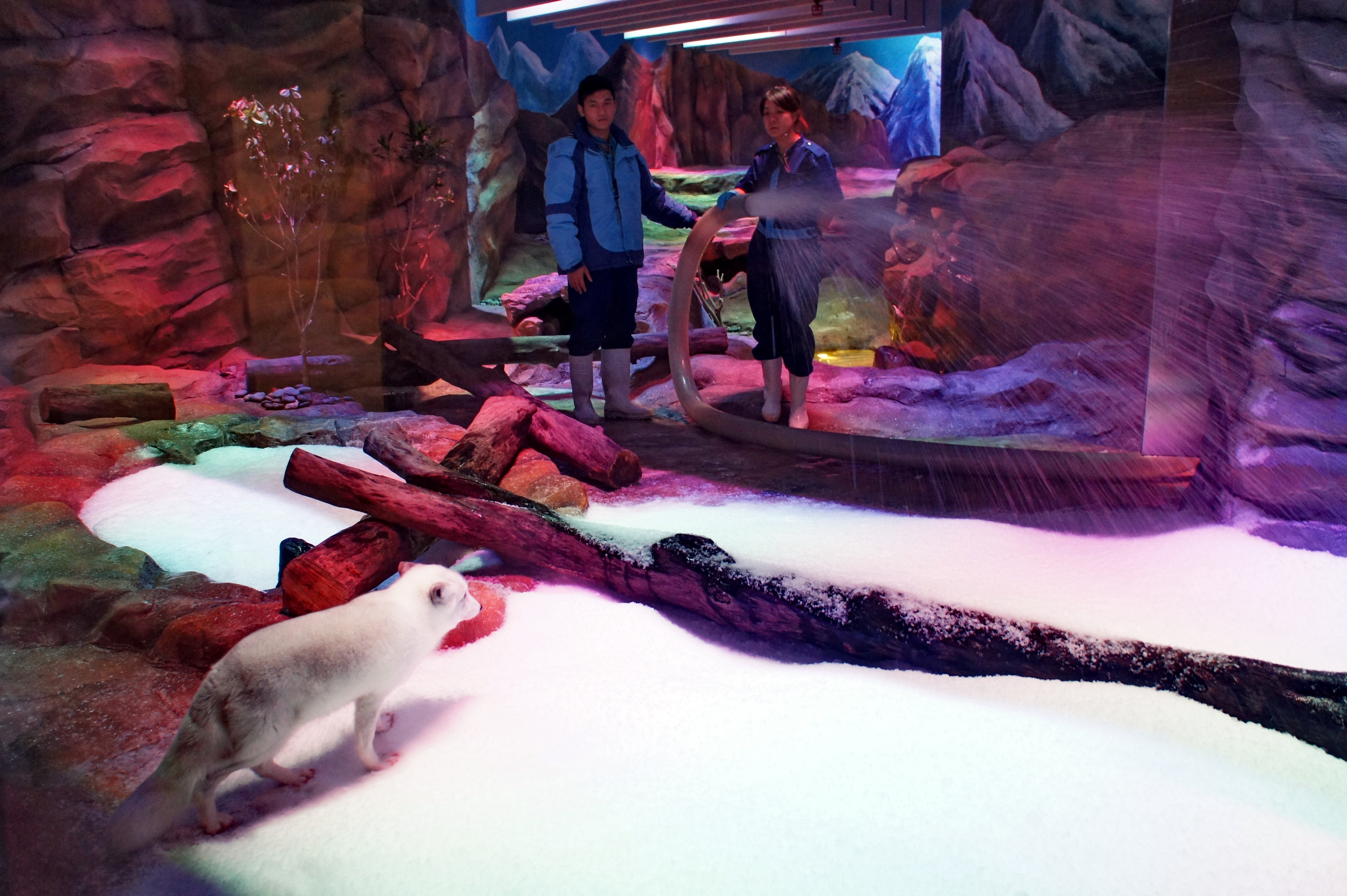
冰極天地的雪狐居

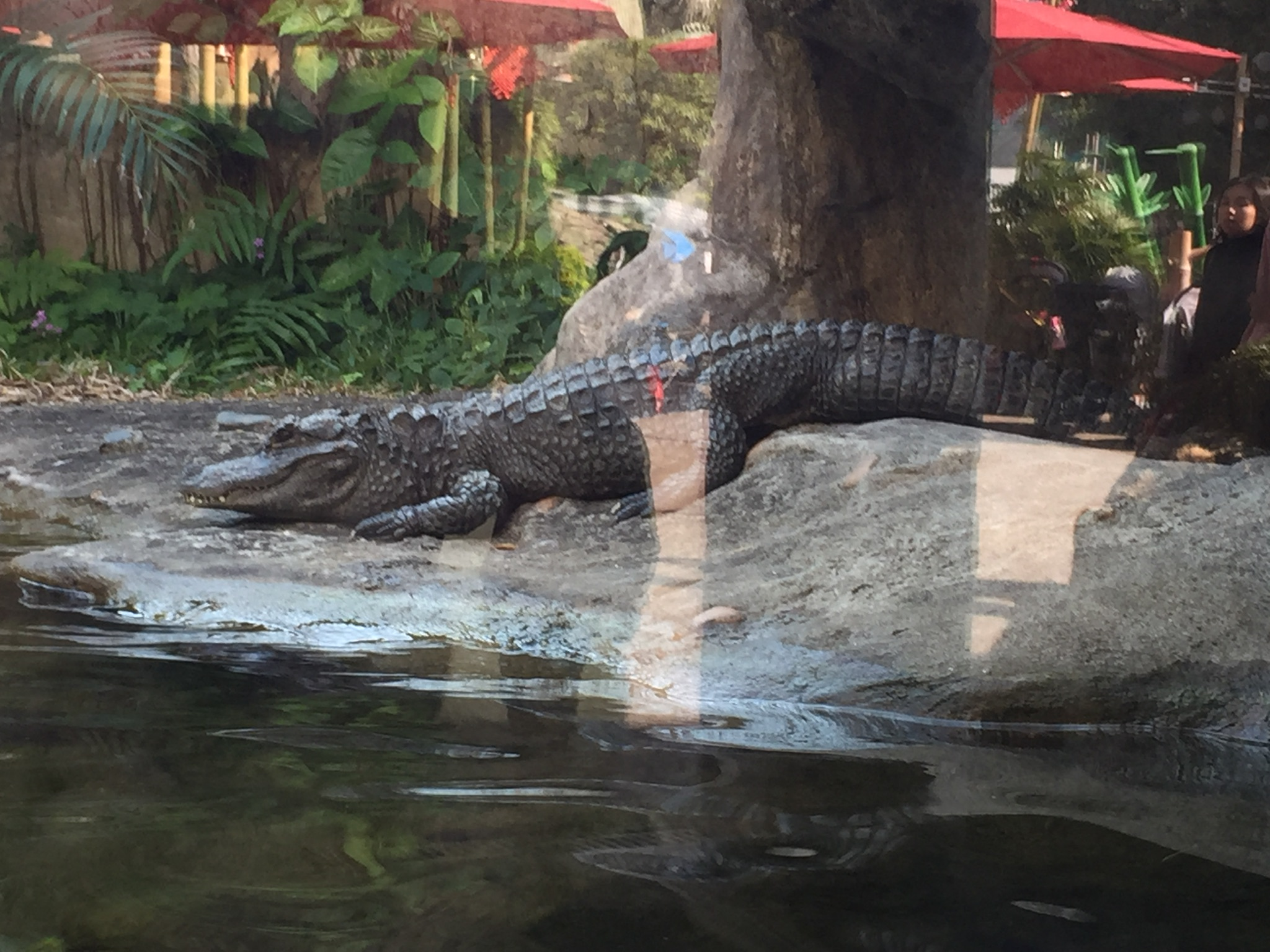
揚子鱷

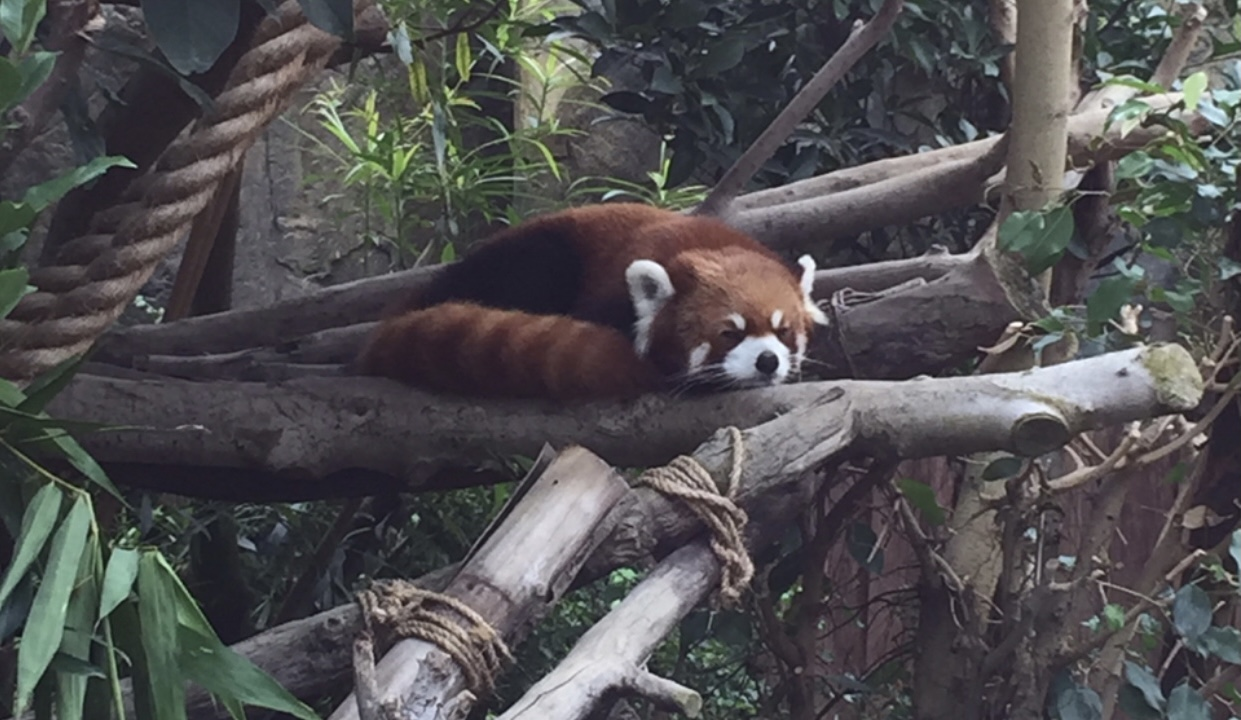
小熊貓

於2002年首獲美國動物園及水族館協會（The Association of Zoos & Aquariums, AZA）認證為會員起，截至2013年，海洋公園已連續三屆獲得動物園及水族館協會頒授為期5年的認可會員資格，為美洲外唯一取得此資格的主題公園，以證明公園在動物設施及護理方面均符合國際標準。
另外海洋公園一直以來積極研究其獨有的昆蟲、魚類、鳥類和哺乳類動物。在動物的人工繁殖計劃方面，海洋公園已成功繁殖鯊魚、樽鼻海豚、海獅、海馬、企鵝、森蚺、紅掌狨猴、侏狨，及不同品種的水母，並成功繁殖珍貴品種的雀鳥。
大熊貓
香港先後有6頭大熊貓進駐香港，1999年是安安和佳佳，居於香港賽馬會大熊貓園，但分別於2016年和2022年離世。2007年是樂樂和盈盈，現居於大熊貓之旅。2024年是安安和可可，現居於香港賽馬會四川奇珍館。此外，2024年8月中旬，约为10-17日，官方得知大熊猫盈盈怀有身孕并且于15日诞下两只大熊猫宝宝，是为龙凤胎。龙凤胎“家姐”、“细佬”已于2025年2月公开让游客一睹牠們的真面目。
海豚
目前海洋公園海洋哺乳動物繁殖及研究中心共育有9條樽鼻海豚。2001年5月，海洋公園的兩條海豚媽媽Ada及Gina，分別誕下了2條小海豚。這2條小海豚的出生，標誌著世界首項以人工受孕繁殖樽鼻海豚的成果。
小熊貓
由四川遠道而來的小熊貓在2009年搬入海洋公園的亞洲動物天地的大熊貓之旅，與大熊貓盈盈和樂樂成為鄰居。
太平洋海象
海洋公園在冰極天地展出了身型龐大的太平洋海象，海象的長牙是牠們的犬齒，能生長至1米。牠們將這雙牙齒插入冰層以鑿出呼吸洞，也可以此借力把龐大的身軀拉出水面，而雄性海象亦會用長牙保衛領土和配偶。
斑海豹
斑海豹出生時長有一層白色蓬鬆的絨毛，約二至四星期後蛻落，並換上銀灰色而帶有深色斑點的皮毛。現時海洋公園的冰極天地就有展出這種海洋哺乳類動物。
南跳岩企鵝
海洋公園現於冰極天地展出南跳岩企鵝。牠們擁有橙黃色羽冠，是全球最細的企鵝品種之一，雖然身高少於2呎，卻能跳4至5呎高。目前，南跳岩企鵝屬於瀕危物種紅色名錄：易危品種，數量在過去30年減少約30%。
國王企鵝
國王企鵝是世界上第二大企鵝品種，遊人可以在海洋公園的冰極天地見到牠們。國王企鵝喜歡群體生活，有時更會數萬隻聚集一起生活，除了可以保護年幼的成員外，大家亦能在嚴寒中互相取暖，減少體溫流失。
巴布亞企鵝
巴布亞企鵝是所有鳥類之中泳速最快的游泳高手，速度可達到每小時36公里，眼頂的白色標記是辨認牠們的重要特徵。目前，牠們是海洋公園冰極天地展出的極地動物之一。
小爪水獺
小爪水獺在13種水獺中體型最小，而且牠們的趾間長有半蹼，手指比其他水獺更為靈活。其他水獺須要用口刁著獵物，而擁有靈活手指的小爪水獺就可以利用前爪捕捉獵物。小爪水獺身手敏捷、觸覺靈敏，可以探知和捕捉躲在泥下及石塊下的獵物，主要以螃蟹、蝸牛、軟體動物、昆蟲以及小魚作食物。牠們分別被列入瀕危物種紅色名錄：易危、瀕危野生動植物種國際貿易公約 - 附錄二及中國國家二級保護野生動物。 於2009年搬入海洋公園亞洲動物天地的熊貓山莊展出，現時亦有於公園正門展出。
揚子鱷
揚子鱷（又名豬婆龍或土龍）因棲息於中國揚子江（長江）而得名。這種食肉爬行類動物在圈養的環境下，壽命可達70歲，野生的亦可達50歲。揚子鱷喜愛在水流慢的淺水地方如河流、小溪、池塘和沼澤地棲息。但由於棲息地逐漸受到破壞，加上遭到人類非法捕獵以作藥材，揚子江現在僅存少於150條的揚子鱷。公園內有數條揚子鱷在亞洲動物天地的鱷魚潭展出。
中國大鯢
俗名娃娃魚，是生活在淡水中的兩棲動物。牠是中國的國寶之一，1988年《中華人民共和國野生動物保護法》將之列為中國國家二級重點保護野生動物。現時園內共展出三條，是與小熊貓一起於2009年搬入海洋公園的亞洲動物天地。
蜜熊
蜜熊是生活在雨林中的一種浣熊科、蜜熊屬下的唯一種動物。牠們原居於中美洲及南美洲。雜食性，有鋒利的牙齒，主要吃果實。於2011年，一共有兩隻蜜熊搬入海洋公園的熱帶雨林探險徑。
川金絲猴
2012年4月4日起，海洋公園展出兩隻四川金絲猴，是中國首次向外借出。兩隻雌性川金絲猴，分別是3歲的樂樂及2歲的虎虎，由四川成都動物園借出，在海洋公園展放3年，現居於由大熊貓園改建成的香港賽馬會四川奇珍館。
樹熊
2015年3月24日起，海洋公園《澳洲歷奇》開幕，將展出八隻由南澳洲政府送贈的樹熊，八隻樹熊分別為歲半至四歲，屬維多亞省品種，體型比澳洲昆士蘭省和新南威爾斯省的樹熊大。樹熊館種植尤加利樹模擬澳洲棲息地，館內會設有架空步行道讓遊客觀賞樹熊，但不會有「抱抱樹熊」活動。
水豚
居住在熱帶雨林區，和紅掌狨猴混養。
其他動物有加洲海獅、紅頸袋鼠、笑翠鳥、箭毒蛙、牛奶魚、錘頭鯊、角鵬、狐獴、亞達伯拉象龜等

## 入場門票及優惠資料

### 入場門票
海洋公園日間入場門票讓你一日內於園內遊玩大部份景點及觀賞精采表演。
| 門票類別         | 價格     |
| ---------------- | -------- |
| 成人（12至64歲） | 港幣$498 |
| 小童（3至11歲）  | 港幣$249 |

備註：
海洋公園日間入場門票讓你一日內於園內遊玩大部份景點及觀賞精采表演。
- 3歲以下小童、持香港身份證明文件或社會福利署簽發之長者咭的65歲或以上本港居民、持「殘疾人士登記證」人士、持香港身份證明文件的本港居民生日當天均可免費進場。
- 大部份園內的遊戲設施已包括在門票內，惟不包括攤位遊戲及須用輔幣操作的遊戲。
- 由勞工及福利局簽發的「殘疾人士登記證」持有者可免費入場，而其中一位隨行人士可半價購買入場門票。
- 任何小童（11歲或以下）須由年滿15歲或以上的人士陪同方可進入海洋公園。
- 領取綜援的家庭成員須出示「綜合社會保障援助受助人（醫療費用豁免證明書）」及附有相片之身份證明文件，便可以優惠價港幣$20於海洋公園正門購買入場門票。
- 本港居民凡出示香港身份證明文件或香港出生證明書，可於生日當天日間免費遊覽海洋公園。此優惠不適用於私人宴會或公司晚間租場。[131]

### 「海洋快證」
- 持有海洋快證的遊客，可於項目名單內自選7個項目之特快通行服務。每次特選通行服務只供一位遊客享用，而每項機動遊戲或設施只可選擇一次。

| 類別   | 價格     |
| ------ | -------- |
| 標準版 | 港幣$320 |
| 進階版 | 港幣$580 |

- 成人與小童同價。
- 此費用不包括入場門票。
- 「海洋快證」適用於下列機動遊戲及設施，每一個機動遊戲及設施只能使用一次特快通行服務：

| 海濱樂園               | 高峰樂園               |
| ---------------------- | ---------------------- |
| 登山纜車站（單程）     | 登山纜車站（單程）     |
| 海洋列車海濱站（單程） | 海洋列車高峰站（單程） |
| 海洋奇觀               | 南極奇觀               |
| 幻彩旋轉馬             | 熱帶激流               |
|                        | 摩天巨輪               |
|                        | 尋鯊探秘               |
|                        | 極地時速               |
|                        | 動感快車               |
|                        | 狂野龍捲風             |
|                        | 翻天覆地^              |
|                        | 橫衝直撞^              |

^：海洋快證（進階版）專享

### 海洋公園全年會籍
香港海洋公園設有全年會籍供會員於指定有效期、公園開放日子及時間內可無限次進入海洋公園。
| 會籍類別                     | 價格       | 85折續會優惠 |
| ---------------------------- | ---------- | ------------ |
| 成人                         | 港幣$1,380 | 港幣$1,173   |
| 學生（12歲或以上全日制學生） | 港幣$980   | 港幣$833     |
| 小童（3至11歲）              | 港幣$980   | 港幣$833     |

會員優惠：
| 全年優惠                       | 全年優惠             |
| ------------------------------ | -------------------- |
| 適用日子                       | 350日以上            |
| 園內餐廳、小食亭及流動小食車   | 85折                 |
| 紀念品商店及留影站             | 85折                 |
| 「與動物親上加親」活動優惠     | 85折                 |
| 海洋公園官方網店               | 9折                  |
| 優先預訂指定活動及節目         | 每場最多預留4位      |
| 私家車泊車折扣優惠             | $50折扣優惠          |
| 租用嬰兒車及輪椅               | 85折                 |
| 租用儲物櫃                     | 85折                 |
| 保育活動體驗                   | 免費獨家報名         |
| 星期一及四帶狗入園             | 免費                 |
| 迎新禮遇                       |                      |
| 「買$50 送$20」攤位遊戲優惠券  | 24張（價值港幣$480） |
| 港幣$30電子購物現金券          | 4張                  |
| 港幣$30電子餐飲現金券          | 4張                  |
| 生日優惠（適用於會員生日月份） |                      |
| 園內餐廳                       | 單次75折優惠         |
| 生日禮物                       | 乙份（價值$80–120）  |

## 保育
在發展旅遊業外，海洋公園亦積極推廣教育和進行動物保育。海洋公園分別於1993年及1999年成立了「海洋公園鯨豚保護基金」及「香港熊貓保育協會」，並於2005年將兩者合併成為「香港海洋公園保育基金」，透過廣泛的研究及教育推廣，積極宣揚、協助及參與亞洲區內野生動物及其棲息地的保育工作。基金自2005年起資助90項本地及海外的海洋哺乳動物研究工作，金額高達900萬港元，是唯一就鯨豚向海外提供資助的本土保育團體。自2006年起，保育基金與漁農自然護理署合作，跟進本港水域內的鯨豚擱淺個案，是目前唯一參與鯨豚擱淺工作的保育團體。2008年四川大地震後，保育基金成立了「大熊貓基地震後重建基金」，向受損保護區捐贈物資，資助保育研究及生境修復工作。在2011/2012年度，保育基金撥款達500萬港元，資助42個亞洲區10個國家，共27個物種的保育項目，投入的金額、物種及國家均為歷來最多。
此外，海洋公園亦積極進行人工繁殖計劃，除了成功繁殖鯊魚、海獅、海馬，及不同品種的水母之外，公園於2000年以人工受孕方法成功令到樽鼻海豚受孕，兩條小海豚於2001年順利出生。
香港海洋公園學院於2004年成立，每年為約40,000名學生舉辦超過35項環繞6個課題的核心課程，讓他們深入了解大熊貓及小熊貓、海豚和海獅、鳥類、魚類或植物等習性和生態知識。海洋公園亦有推出多項優惠回饋社群，並向慈善機構捐贈物資，以及推行各類關懷社區的活動。
此外海洋公園亦設立海洋哺乳動物繁殖及研究中心，主要研究海豚繁殖及護理海洋公園內的海豚。研究中心設有6個水池，飼養共9條海豚。護理員針對研究海豚的聽覺，教導海豚利用聲波辨認不同形狀的模型，此項研究更有助於改進雷達和聲納科技。2013年3月29日至5月4日，研究中心亦首次對外開放予市民參觀。
另外公園官方網頁亦增設「保育知多少」部份，講解自然保育的重要性以及與生活息息相關的保育議題，同時介紹了多種珍貴動物的有趣資料和面對的生態威脅，藉以推廣動物保育及愛護自然的訊息。

## 節慶活動
每年公園會舉行數個大型特備活動，包括海洋公園夏水禮、十月全城哈囉喂以及聖誕及農曆新年的慶祝活動。
| 2024年中活動      | 2024年中活動         |
| ----------------- | -------------------- |
| 9/12/23 - 19/5/24 | 小王子80周年星空遊歷 |
| 10/2 - 3/3        | 團園賀年             |
| 16/3 - 19/5       | 親親動物月           |
| 6/7 - 25/8        | 海洋公園夏水禮       |
| 7/9 - 3/11        | 哈囉喂・全園祭       |
| 7/12/24 - 1/1/25  | 玩轉冬日園           |

### 「十月全城哈囉喂／哈囉喂全日祭／哈囉喂全園祭」
為萬聖節節慶活動，於每年9月尾至11月1日舉行，期間，園方每年也會請來藝人羅蘭作代言，部分固有場地會暫時改建成鬼屋，亦會有部分臨時興建的鬼屋，路上會有不同種類的鬼四周巡行，遊客可以與它們拍照留念
以下是每年的主題和代言人:
- 2008年的主題則為哈囉喂08新配「慌」。
- 2009年則以「百年香港鬼」為主題，將令人聞風喪膽的經典香港鬼故事，猛鬼地標呈現人間。
- 2010年為哈囉喂十周年慶典，其廣告更被園方譽為「10年來最強製作」。[136]
- 2011年為哈囉喂共和國，以百鬼歸巢為主題，召集中西不同的鬼怪，而海洋列車更變成了貞子和陰森森林為原素。
- 2012年主題為「潮鬼上身」的十月大潮聖，特別邀請香港填詞人、時裝設計師黃偉文為鬼怪設計造型，當中更有以古老文明、末日、冥婚及5D鬼屋為主打。
- 2013年的海洋公園哈囉喂全日祭以「南瓜大派對」作主題，打造嶄新的合家歡娛樂體驗，為一家大小從早到晚帶來充滿歡樂的萬聖節。
- 2014年的哈囉喂全日祭以「史上最強陣容，驚喜雙倍上演」為主題，並請來黃夏蕙、盧海鵬作代言，同時與動畫多啦A夢合作推出一家大小也適合遊玩的鬼屋[137]。
- 2015年為哈囉喂15周年，並請來羅家英、黃夏蕙和前董事局主席盛智文作代言。也再次呈獻十五年驚異回魂，精選哈囉喂歷年多個嚇人場景，帶領遊人穿梭陰森恐怖的鬼域迷宮，重溫「驚」典集體回憶。
- 2017年，為配合電影《恐懼鬥室之狂魔再現》於10月26日上映，哈囉喂全日祭與該電影合作，推出主題鬼屋及相關紀念品及餐飲，並請來高海寧作代言。
- 2019年，哈囉喂全日祭改名為哈囉喂全園祭。
- 2020年原為哈囉喂20周年，2019冠狀病毒病疫情影響決定取消一年。

公園每年推出不同主題鬼屋供遊客體驗，下表列出歷年曾推出的哈囉喂景點設施: 
| 年份 | 哈囉喂景點             | 哈囉喂景點              | 哈囉喂景點         | 哈囉喂景點   | 哈囉喂景點     | 哈囉喂景點     | 哈囉喂景點         | 哈囉喂景點         | 哈囉喂景點           |
| ---- | ---------------------- | ----------------------- | ------------------ | ------------ | -------------- | -------------- | ------------------ | ------------------ | -------------------- |
| 2011 | 3D 惡夢潛行            | 亡魂棺廠                | 腥級片場           | 清宮殘異錄   | 喪屍絕地反擊戰 | 恐怖創作室     | 紙紮極樂園         | 猛鬼尾班車         |                      |
| 2012 | 5D地獄不歸路           | 古墓凶靈                | 鬼魅冥婚大殿       | 全院「嚇」滿 | 黑暗末世紀     | 香港靈異禁區   | 天藏異域           | 潛行魔術「屍」     |                      |
| 2013 | 羅蘭靈異古董店         | 凶靈工廠                | 韓流「懼」星狂熱   | 走鬼大逃亡   | 南瓜怪傑工作室 | 古靈精怪魔法屋 |                    |                    |                      |
| 2014 | 星魅片廠（日間）       | 神話森林（日間）        | 東瀛魔界遊（日間） | H14          | 萬壽終醫館     | 殭屍LIVE       | 多啦A夢哈囉喂派對  |                    |                      |
| 2014 | 奧屍卡製片廠（晚間）   | 森林慌塚（晚間）        | 萬壽終醫館（晚間） | H14          | 萬壽終醫館     | 殭屍LIVE       | 多啦A夢哈囉喂派對  |                    |                      |
| 2015 | 生化突變大暴走（日間） | 甜心蘿莉大宅（日間）    | 逃出陰屍路         | H15          | 魔偶凶靈工坊   | 十五年驚異回魂 | 小南瓜糖果遊       | 多啦A夢哈囉喂影城  |                      |
| 2015 | 異種突襲大屠亡（晚間） | 血咒哥特古宅（晚間）    | 逃出陰屍路         | H15          | 魔偶凶靈工坊   | 十五年驚異回魂 | 小南瓜糖果遊       | 多啦A夢哈囉喂影城  |                      |
| 2016 | 血祭宮殿（晚間）       | 捉鬼敢死隊Live!（晚間） | 屍立中學           | 16禁         | 心慌血色吧     | 古惑糖果村     |                    |                    |                      |
| 2016 | 照妖宮殿（日間）       | 捉鬼敢死隊學堂（日間）  | 屍立中學           | 16禁         | 心慌血色吧     | 古惑糖果村     |                    |                    |                      |
| 2017 | 鬼火亡靈祭（晚間）     | SAW恐懼鬥室             | 活埋凶間           | 慌宅17       | 殭屍森塚       | 城寨驚魂       | 凶·跳              | 暗黑潛逃           | 威威與好友萬聖派對   |
| 2017 | 靈光萬聖祭（日間）     | SAW恐懼鬥室             | 活埋凶間           | 慌宅17       | 殭屍森塚       | 城寨驚魂       | 凶·跳              | 暗黑潛逃           | 威威與好友萬聖派對   |
| 2018 | 妖怪大捕手（日間）     | 古靈精怪馬戲團（日間）  | X異域              | 屍營醫院     | 森魔屠園       | 深海怨靈       | VR 屍間潛行        | 「腥」級版越礦飛車 | Sanrio哈囉喂派對     |
| 2018 | 血祭地獄門（晚間）     | 血腥馬戲團（晚間）      | X異域              | 屍營醫院     | 森魔屠園       | 深海怨靈       | VR 屍間潛行        | 「腥」級版越礦飛車 | Sanrio哈囉喂派對     |
| 2019 | 厲鬼邨．異點靈         | 殺戮凶間                | 血獄實驗室         | H19︰祭禮    | 詭域亡靈號     | UV戰陣         | VR載嚇紅VAN        | 「腥」級版越礦飛車 | LINE FRIENDS糖果樂園 |
| 2020 |                        |                         |                    |              |                |                |                    |                    |                      |
| 2021 | 屍襲逃亡               | 陰濕奪寶                | 鬼上身事件簿       | 老大街尋兇   | 南神莊園       | 20週年追魂館   |                    |                    |                      |
| 2022 | 潛逃太凶艙             | 秦陵大逃脫              | 惡靈廢墟           | 咒偶         | 「格」新園宇宙 |                |                    |                    |                      |
| 2023 | 怨靈鬼校               | 怨靈異域                | 異度空間           | 咒偶II       | 妖怪の森       | 壹捌靈實驗室   | 搗蛋糖果派對       |                    |                      |
| 2024 | 城寨詭域               | 囚．逃                  | 冥府婚宴           | 亡幽酒店     | 凶靈宅院       | 724 禁地       | 全民Trick-or-Treat |                    |                      |

### 聖誕全城HOHOHO
- 為聖誕節慶活動，於每年12月尾至1月1日舉行。活動期間，部份場地會暫時加裝飄（人工）雪裝置，園內亦設有大型聖誕裝飾、聖誕特備表演等。

### 海洋公園夏水禮／動夏嘉年華
- 每年暑假舉行，夏水禮以「水」為主題，使遊客可以在夏天感受到清涼的感覺。2013年，夏水禮推出全港首個至「螢」至激的室內水戰派對「螢戰」，亦有「瘋狂水滑梯」和「勁爆水彈陣」等項目。2015年，夏水禮首度與LINE合作，打造全港首個LINE室內水上樂園。園內將有迷宮、滑水梯及鞦韆等水上設施，另設主題商店。[138]2018年，夏水禮轉型為動夏嘉年華。2019年，海洋公園首度與one piece合作舉辦海洋公園夏水戰。

### 高清動物月／親親動物月
- 為遊客介紹各種奇異罕見的動物物種，由教育專家宣揚保護動物的訊息。2010年的高清動物月以龍種奇俠為主題，展出不同種類的罕有蜥蜴。2012年度以國寶大朝拜為主題，展出中國部分特色動物物種。2013年的高清動物月以「教人類BB，愛動物BB」為主題，代表將動物保育訊息傳承給下一代。

### 海洋公園開運大團拜/新春開運來
- 為農曆新年節慶活動，每年約1-2月期間舉行。園內除了有花燈會、桃花園等大型裝飾，還有舞龍舞獅等賀年表演。2012年，海洋公園邀請了台灣九天民俗技藝團演出「紅運當頭擊鼓陣」，另有於香港老大街演出的「新春金曲歌舞街」。
- 在2020年，受COVID-19疫情閉園影響，屬新春開運來的3個表演只演出了年初一的一天。

## 團體教育
除遊覽公園外，遊客更可參加「與動物親上加親」的各種特備活動，獲得與公園動物作近距離接觸的珍貴機會：「豚聚一刻」讓遊客近距離親近海豚，成為「榮譽大小熊貓護理員」可以嘗試照顧大熊貓的滋味，而「亞洲動物天地幕後之旅」、「海洋奇觀幕後之旅」及「熱帶雨林天地幕後之旅」讓遊客更了解動物不為人知的趣事。參加「神秘深海之夜」的夜間探險營，遊客可以揭開海洋奇觀的神秘一面，徹夜欣賞魚兒們的奇趣百態。2013年4月起，海洋公園推出「海洋奇觀水肺潛水體驗」，參加者可潛入巨型魚池，與450個品種、近5,000多尾魚零距離接觸，感受不一樣的賞魚體驗（參加者必須年滿15歲，及為合資格水肺潛水員）。隨著冰極天地開幕，海洋公園亦推出了全新的親親動物特備活動，包括「企鵝全接觸」、「冰極護理員」、「親親海豹」等，遊客可以網上預約報名參加。
另外公園亦提供一系列的非一般體驗，包括舉行生日派對、創意婚禮、晚間租場服務及企業團隊培訓計劃等。

## 社交媒體
有見社交媒體在推廣及宣傳方面愈來愈重要，海洋公園近年亦在多個主要社交媒體如Facebook、YouTube、新浪微博、Instagram、手機應用程式中設立專頁及頻道等宣傳平台，透過網絡世界加強與外界的互動。
海洋公園自2009年推出Facebook專頁以來，Fans人數目前已超過50萬。專頁主要提供園內受歡迎動物的獨家幕後短片和生活照，並提供公園最新動向、活動及優惠資訊，而網民亦可加入討論發表意見。
海洋公園在YouTube開設專屬頻道，提供海洋公園的動物短片、廣告以及景點等相關影片。其中《好戲在後台》系列介紹海洋公園如何為動物提供照顧及訓練，讓觀眾更深入了解各種動物在幕後的生活點滴。
海洋公園設有新浪官方微博，向廣大微博用戶提供公園最新活動及優惠資訊，並分享公園動物的有趣生活點滴，目前粉絲人數已接近60萬人。
海洋公園透過Instagram官方帳戶，分享公園動物的生活點滴，以至公園最新活動圖片及影片，透過影像與大眾進行交流互動。

### 海洋公園手機應用程式
隨著智能手機日漸普及，海洋公園亦推出官方手機應用程式。程式提供公園地圖、表演時間及景點資訊、購物及飲食設施等資料。使用者亦可利用內置的QR碼掃瞄程式，掃瞄公園內的QR碼來查看其他特別資訊，例如實時導覽服務探索更多展館資訊。應用程式亦設有預約通行證服務（eScheduler），使遊客能於指定時間預約設施以減少輪候時間。

## 交通
停車場

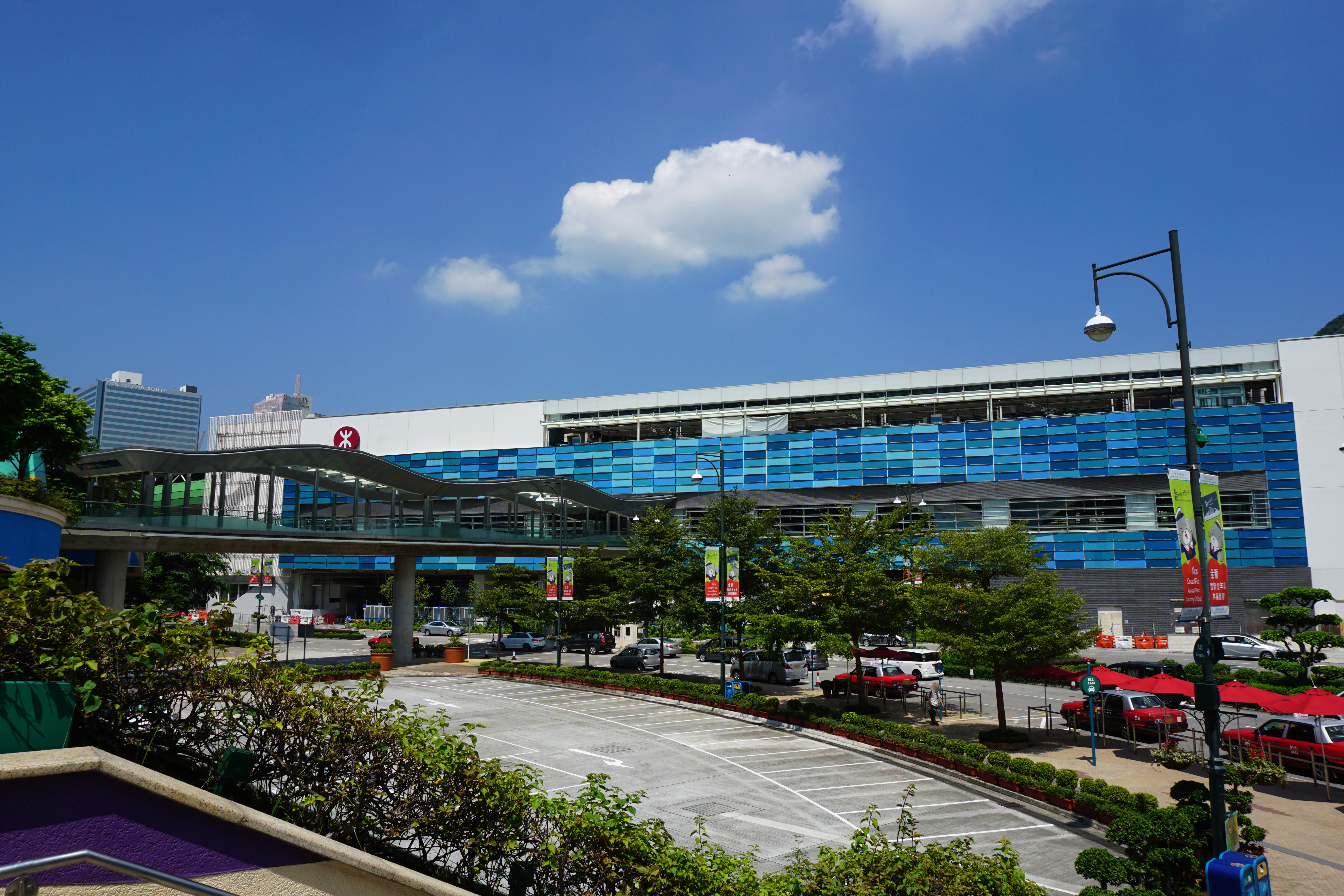
港鐵南港島綫海洋公園站
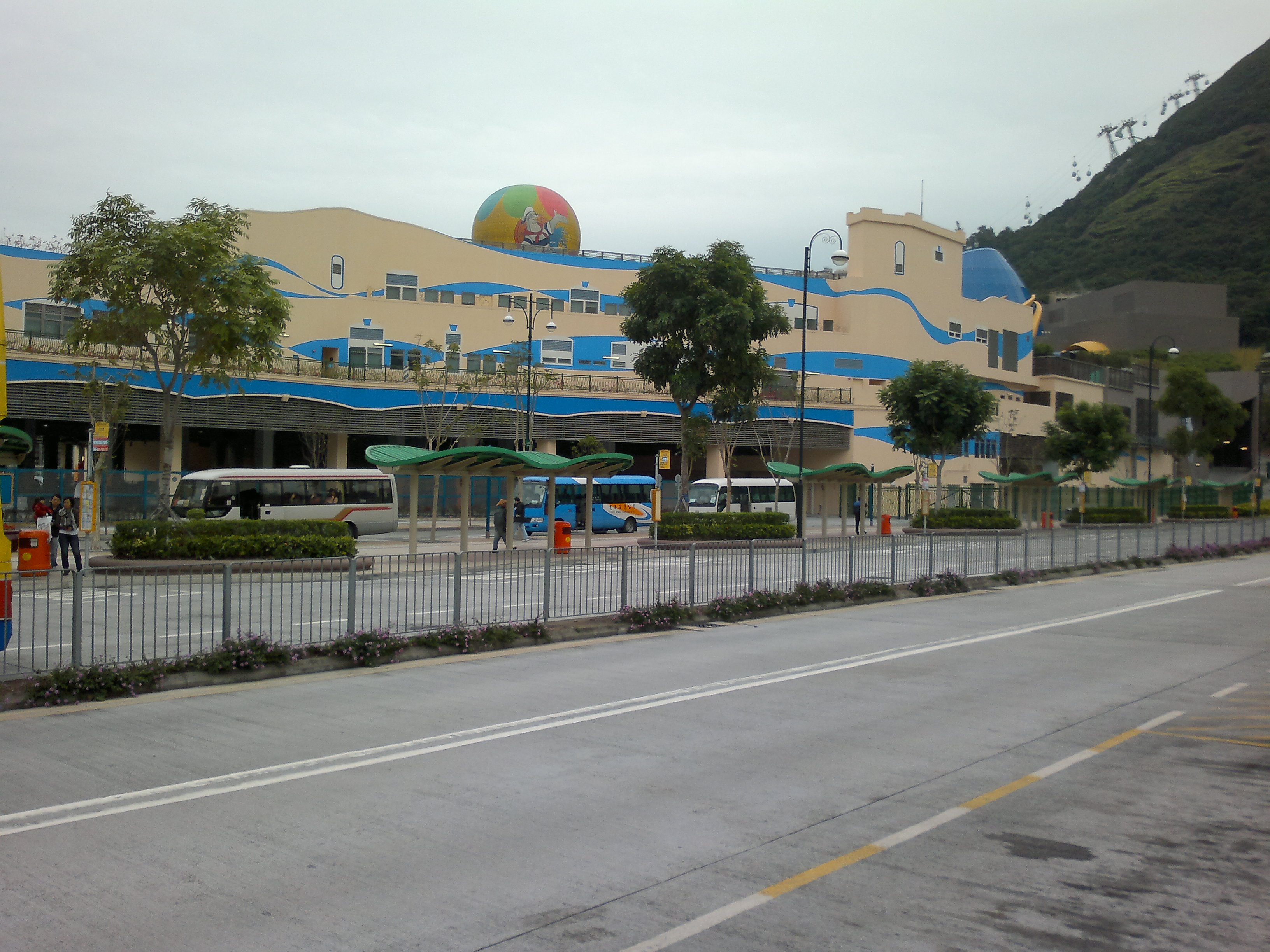
海洋公園巴士總站
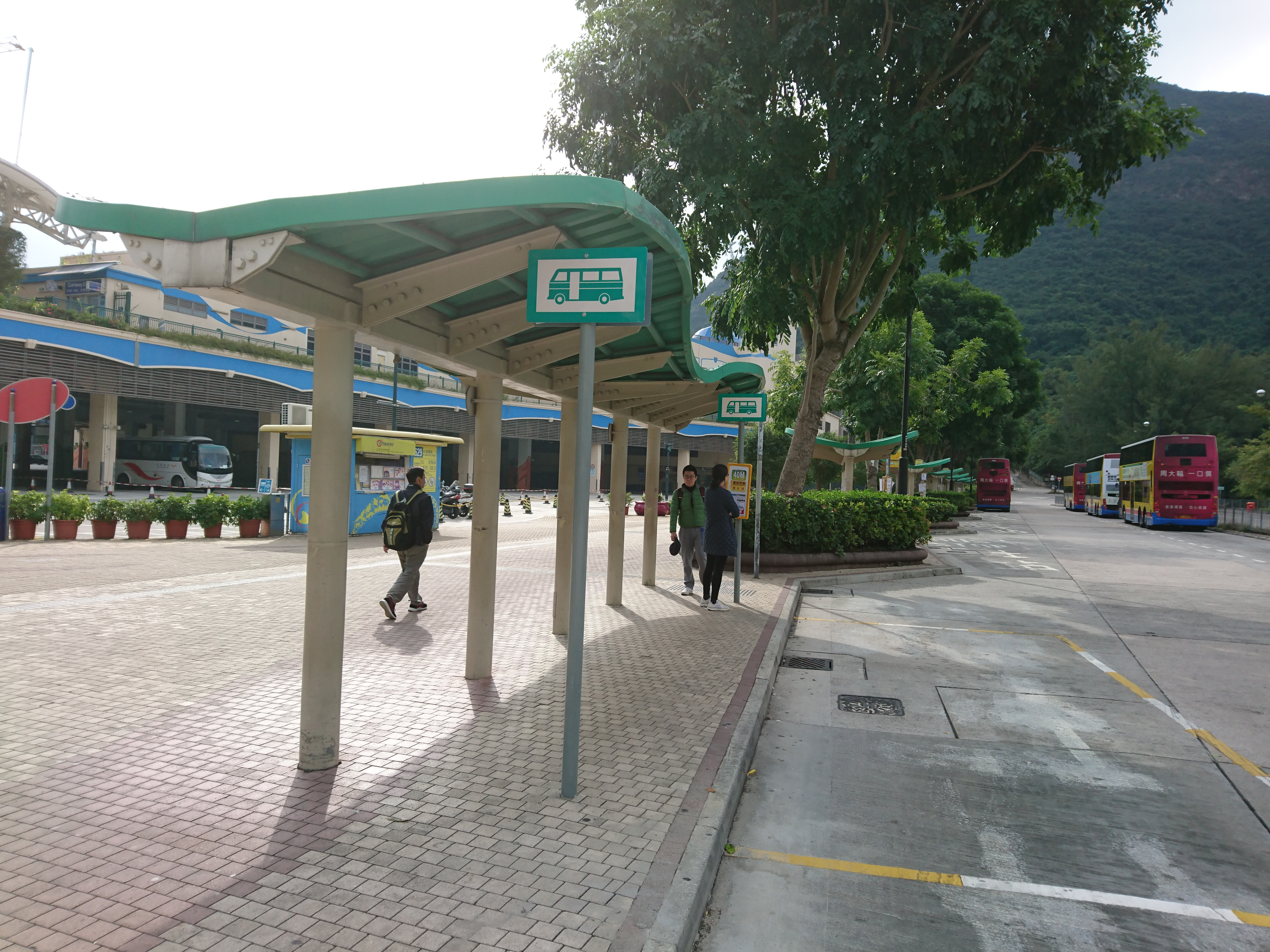
海洋公園公共交通交匯處小巴站

## 水上樂園

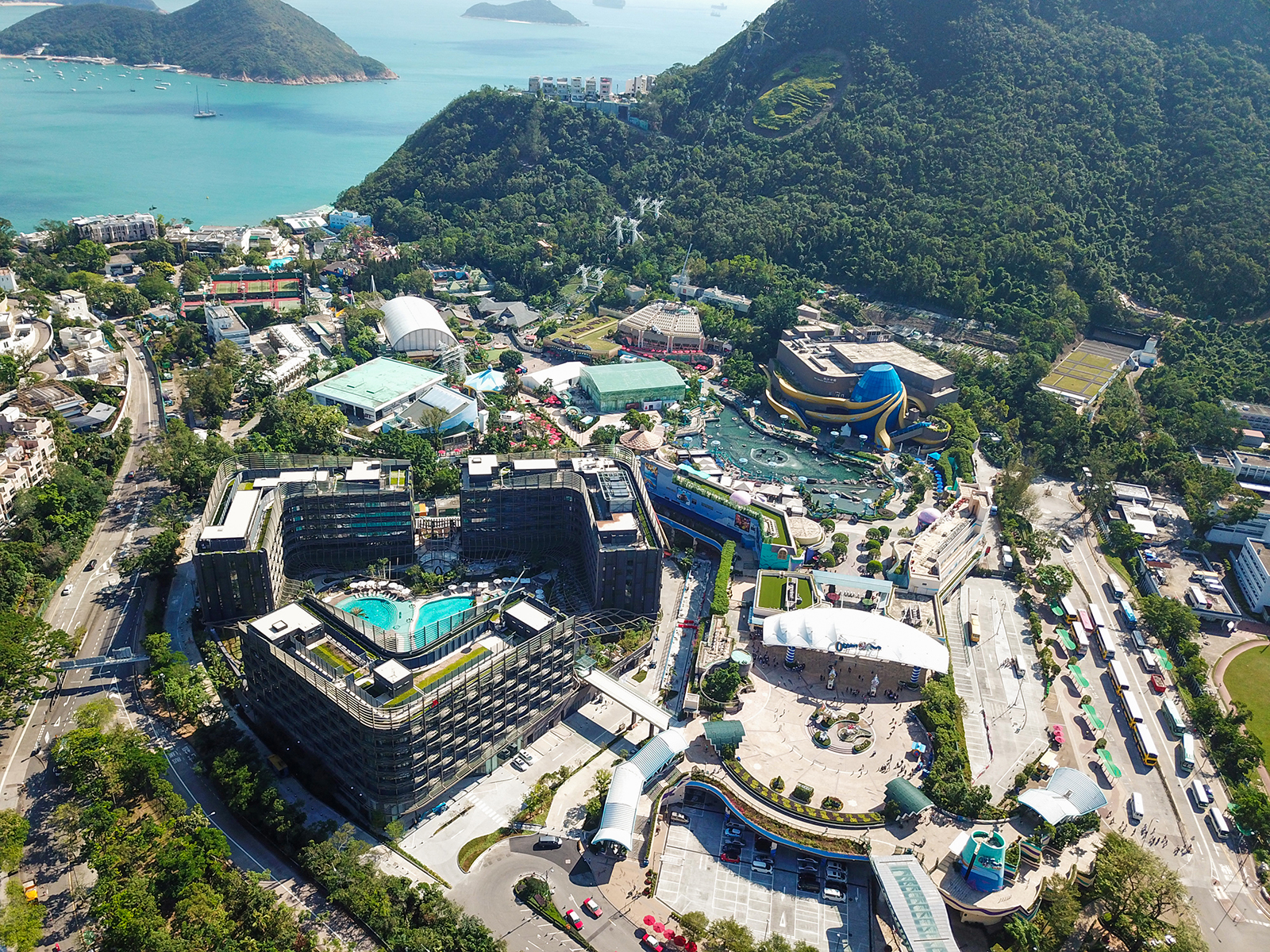
海洋公園海濱樂園

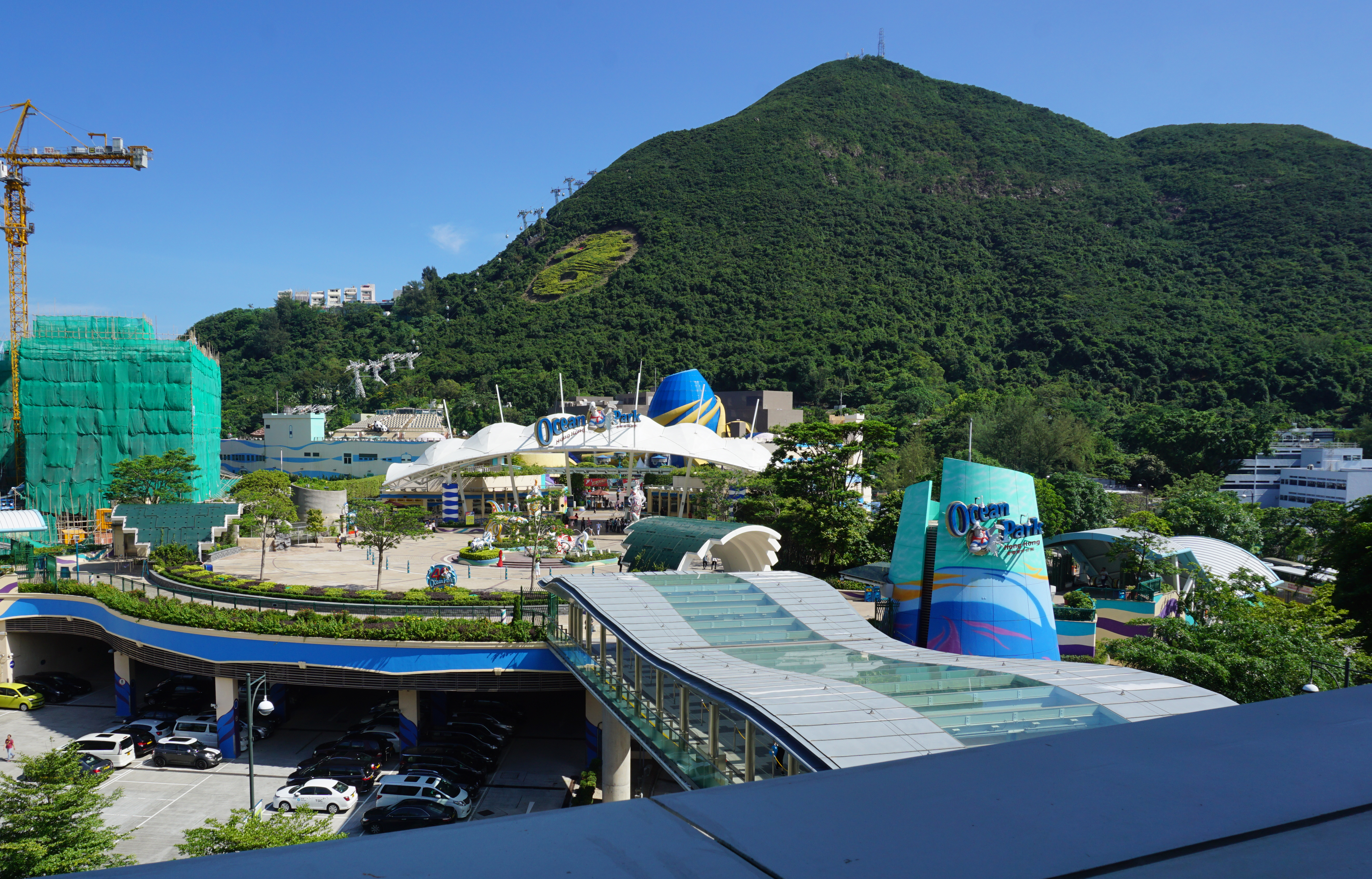
海洋公園正門售票處

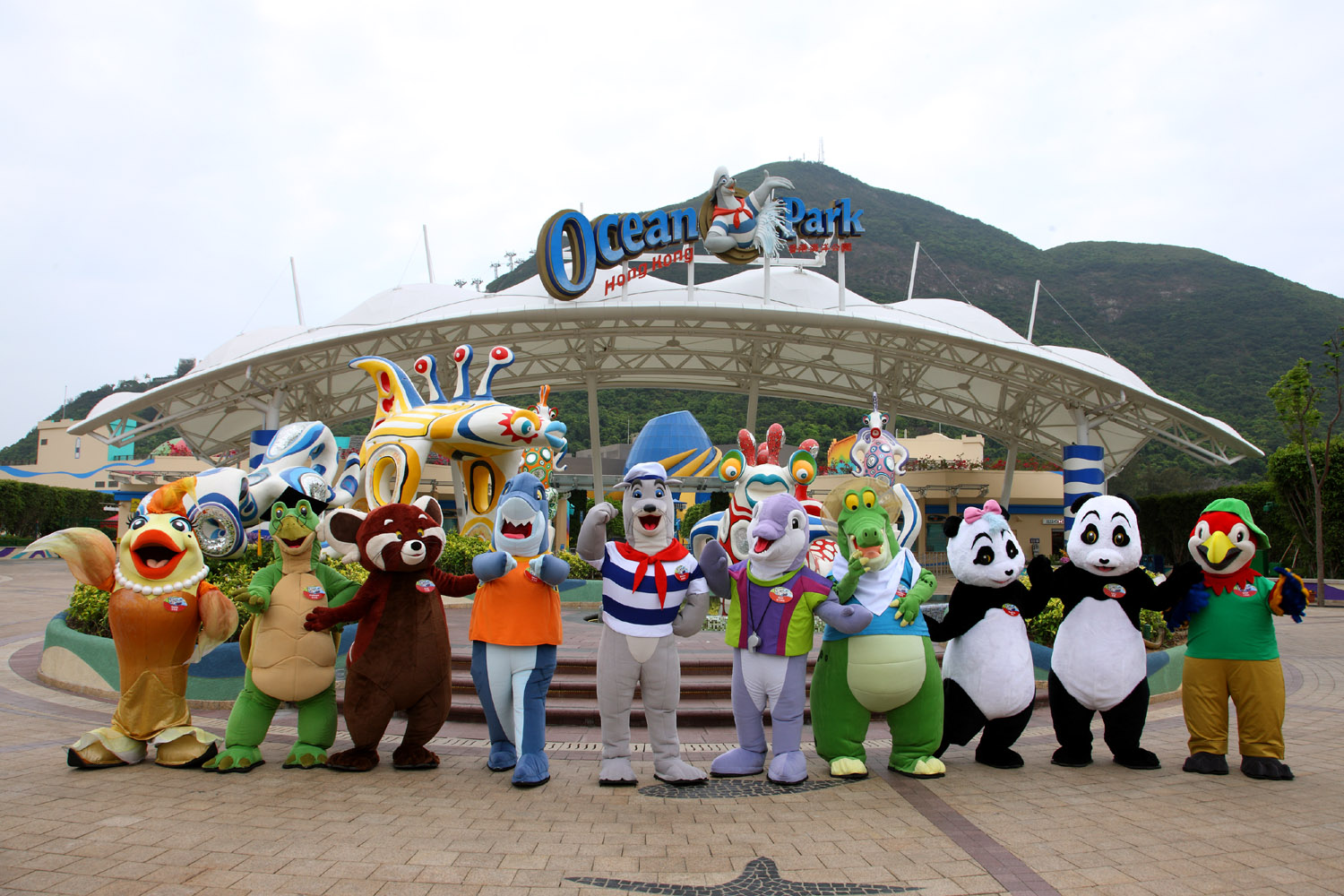
海洋公園吉祥物列隊在正門入口歡迎遊客

香港海洋公園水上樂園（英語：Water World, Ocean Park Hong Kong）是香港的水上樂園。 亞洲首個兼唯一一個全年365日、全天候開放的臨海水上樂園，樂園設有五個主題區域，共有 27 個室內及戶外玩樂設施。 水上樂園位於香港南區大樹灣，及為香港海洋公園的一部分。

## 財政狀況

### 歷年業績
| 財政年度                                                                                  | 入場人次  | 收入（港元）  | 純利（港元）             | 年內重要事件                                                                                   | 來源                   |
| ----------------------------------------------------------------------------------------- | --------- | ------------- | ------------------------ | ---------------------------------------------------------------------------------------------- | ---------------------- |
| 1977-1982                                                                                 | 不詳      | 不詳          | -98,000,000 （六年合計） |                                                                                                | [ 144 ]                |
| 1983-1984                                                                                 | 1,000,000 | 不詳          | -98,000,000 （六年合計） |                                                                                                | [ 145 ]                |
| 1984-1985                                                                                 | 2,080,000 | 不詳          | 900,000                  | 水上樂園、金魚大觀園、瘋狂過山車、沖天搖擺船、星際蜘蛛、空中八爪魚、滑浪飛船、太空摩天輪開幕。 | [ 145 ]                |
| 1985-1986                                                                                 | 1,544,000 | 102,400,000   | 5,600,000                |                                                                                                | [ 146 ]                |
| 1986-1987                                                                                 | 1,760,000 | 122,500,000   | 20,600,000               | 百鳥居開幕。                                                                                   | [ 147 ]                |
| 1987-1988                                                                                 | 1,930,000 | 125,800,000   | 11,400,000               | 熱帶溫室、水上樂園五彩天梯、開心河開幕。                                                       | [ 148 ]                |
| 1988-1989                                                                                 | 2,060,000 | 171,500,000   | 38,500,000               | 蝴蝶屋、兒童樂園開幕。                                                                         | [ 149 ]                |
| 1989-1990                                                                                 | 2,154,000 | 206,400,000   | 42,000,000               | 集古村開幕。                                                                                   | [ 150 ]                |
| 1990-1991                                                                                 | 2,400,000 | 247,100,000   | 45,900,000               | 鯊魚館開幕。                                                                                   | [ 151 ]                |
| 1991-1992                                                                                 | 2,500,000 | 265,400,000   | 68,500,000               | 幻彩旋轉馬、紅鶴池、小鳥天堂、日本花園開幕。                                                   | [ 152 ]                |
| 1992-1993                                                                                 | 3,100,000 | 320,500,000   | 98,100,000               | 海洋摩天塔開幕。                                                                               | [ 153 ]                |
| 1993-1994                                                                                 | 3,150,000 | 321,300,000   | 73,000,000               | 兒童王國開幕。                                                                                 | [ 154 ]                |
| 1994-1995                                                                                 | 3,320,000 | 345,800,000   | 50,000,000               | 摩天巨輪、翻天飛鷹、恐龍徑開幕。                                                               | [ 155 ]                |
| 1995-1996                                                                                 | 3,340,000 | 330,000,000   | 18,900,000               | 砵砵火車頭開幕；1995年8月因山泥傾瀉導致山上園區需關閉兩個月。                                  | [ 156 ]                |
| 1996-1997                                                                                 | 4,100,000 | 477,000,000   | 83,900,000               | 超動感影院、飛天鞦韆開幕。                                                                     | [ 157 ]                |
| 1997-1998                                                                                 | 3,000,000 | 309,900,000   | -85,100,000              | 古國歷險迷程開幕；因金融風暴造成遊客數量減少近三成，公園出現虧蝕。                             | [ 157 ]                |
| 1998-1999                                                                                 | 3,100,000 | 不詳          | -33,300,000              | 賽馬會大熊貓園開幕。                                                                           | [ 158 ]                |
| 1999-2000                                                                                 | 3,300,000 | 不詳          | -23,000,000              | 太平洋海岸開幕；水上樂園在經營14年後結束營業。                                                 | [ 159 ]                |
| 2000-2001                                                                                 | 2,750,000 | 367,400,000   | -80,500,000              | 越礦飛車開幕；集古村關閉。                                                                     | [ 159 ]                |
| 2001-2002                                                                                 | 3,400,000 | 463,500,000   | 15,300,000               | 極速之旅、蛙蛙跳開幕；時任主席陳南祿首度引入哈囉喂萬聖節活動。                                 | [ 160 ]                |
| 2002-2003                                                                                 | 2,900,000 | 428,300,000   | -4,100,000               | 年內爆發SARS疫情，導致遊客數量減少。                                                           | [ 161 ]                |
| 2003-2004                                                                                 | 3,700,000 | 536,500,000   | 95,700,000               |                                                                                                | [ 162 ]                |
| 2004-2005                                                                                 | 4,030,000 | 613,400,000   | 119,500,000              | 制定全新發展計劃，為目前的園區雛型。                                                           | [ 163 ]                |
| 2005-2006                                                                                 | 4,380,000 | 728,300,000   | 156,500,000              |                                                                                                | [ 164 ]                |
| 2006-2007                                                                                 | 4,920,000 | 845,000,000   | 171,300,000              | 水母萬花筒、七彩昇空天地開幕；全新發展計劃動工。                                               | [ 165 ]                |
| 2007-2008                                                                                 | 5,030,000 | 924,500,000   | 204,700,000              |                                                                                                | [ 166 ]                |
| 2008-2009                                                                                 | 4,800,000 | 893,500,000   | 98,600,000               | 亞洲動物天地開幕。                                                                             | [ 167 ]                |
| 2009-2010                                                                                 | 5,400,000 | 986,600,000   | 82,000,000               | 環迴水世界、中華鱘館開幕。                                                                     | [ 168 ]                |
| 2010-2011                                                                                 | 5,900,000 | 1,248,700,000 | 105,100,000              | 翻天覆地、夢幻水都、熱帶雨林天地開幕。                                                         | [ 169 ]                |
| 2011-2012                                                                                 | 7,100,000 | 1,598,200,000 | 103,300,000              | 動感天地、香港老大街、冰極天地開幕。                                                           | [ 170 ]                |
| 2012-2013                                                                                 | 7,700,000 | 1,856,800,000 | 127,200,000              |                                                                                                | [ 171 ]                |
| 2013-2014                                                                                 | 7,600,000 | 1,986,600,000 | 96,000,000               | 尋鯊探秘開幕。                                                                                 | [ 172 ]                |
| 2014-2015                                                                                 | 7,400,000 | 1,968,000,000 | 45,200,000               | 澳洲歷奇開幕。                                                                                 | [ 173 ]                |
| 2015-2016                                                                                 | 6,000,000 | 1,614,800,000 | -241,100,000             | 從此財政年度開始，海洋公園持續出現入場人次下滑的情況，並出現虧蝕。                             | [ 174 ]                |
| 2016-2017                                                                                 | 5,800,000 | 1,619,800,000 | -234,400,000             |                                                                                                | [ 175 ]                |
| 2017-2018                                                                                 | 5,800,000 | 1,686,200,000 | -236,500,000             |                                                                                                | [ 176 ]                |
| 2018-2019                                                                                 | 5,700,000 | 1,734,900,000 | -557,300,000             |                                                                                                | [ 177 ]                |
| 2019-2020                                                                                 | 2,200,000 | 717,100,000   | -1,161,900,000*          | 狂野龍捲風開幕；財政年度內前半受反修例運動、後半受COVID-19疫情影響，公園在年度內關閉138日。    | [ 178 ]                |
| 2020-2021                                                                                 | 1,400,000 | 393,600,000   | -1,111,300,000*          | 小狐獴與大象龜展館開幕；因防疫要求，公園在年度內關閉147日。                                    | [ 179 ]                |
| 2021-2022                                                                                 | 1,600,000 | 545,100,000   | -1,154,400,000*#         | 水上樂園開幕；因防疫要求，公園在年度內關閉105日。                                              | [ 180 ]                |
| 2022-2023                                                                                 | 2,400,000 | 839,100,000   | -521,100,000*#           | 樹懶與好友展館開幕；在連續虧蝕七個財政年度後，首度錄得盈餘。                                   | [ 181 ]                |
| 2023-2024                                                                                 | 3,140,000 | 1,181,000,000 | -346,600,000*#           |                                                                                                | （页面存档备份，存于） |
| * 扣除政府補助金及資助。 # 扣除物業、機器及設備減值（及撥回）及使用權資產減值（及撥回）。 |           |               |                          |                                                                                                |                        |

## 公司架構
除董事局、行政總裁及副行政總裁外，園方下設以下部門，使公園有組織地運作。
| 財務及行政部     | 工程部         | 人力資源部   | 營業及市務部 | 執行部         | 園內營銷部       | 設計及策劃部     | 動物及保育部   | 酒店及款待部 | 工程項目發展部 | 教育及探索部 |
| ---------------- | -------------- | ------------ | ------------ | -------------- | ---------------- | ---------------- | -------------- | ------------ | -------------- | ------------ |
| 行政部           | 建設部         | 學習及發展部 | 市務部       | 節目部         | 餐飲部           | 設計及策劃組     | 醫療化驗組     |              |                |              |
| 風險及環保管理部 | 纜車部         | 人事行政部   | 公共事務部   | 救護部         | 物流及品質控制部 | 視覺及平面設計組 | 環境實驗室組   |              |                |              |
| 財務部           | 設施維修部     |              | 營業部       | 總務部         | 零售部           |                  | 維生系統營運部 |              |                |              |
| 企業管治部       | 維生系統部     |              |              | 遊客服務部     |                  |                  | 總館長辦工室   |              |                |              |
| 創新及資訊科技部 | 機動遊戲保養部 |              |              | 園林部         |                  |                  | 水族部         |              |                |              |
| 特別項目         |                |              |              | 保安部         |                  |                  | 陸生動物部     |              |                |              |
|                  |                |              |              | 公園營運部     |                  |                  | 海洋哺乳動物部 |              |                |              |
|                  |                |              |              | 服裝組         |                  |                  | 獸醫部         |              |                |              |
|                  |                |              |              | 遊樂設施執行部 |                  |                  | 研究部         |              |                |              |
|                  |                |              |              | 票務部         |                  |                  |                |              |                |              |
|                  |                |              |              | 交通管理部     |                  |                  |                |              |                |              |

## 獎項及評級
- 於2006年，香港海洋公園被福布斯選舉為全球十大最受歡迎的主題公園之一
- 於2007年，香港海洋公園被Forbes Traveler公佈為全球50大最多遊客到訪的景點[182]
- 於2008年由星島雜誌集團舉辦之「與香港一起成長–我最喜愛的地標」選舉中獲小朋友選為最喜愛地標
- 由中國經濟觀察報、香港管理專業協會及《財富中國》雜誌共同主辦的「中國傑出行銷獎」比賽中獲頒「中國行銷獎金獎」及「最佳成效獎」
- 香港廠商會及香港品牌發展局聯合舉辦的服務品牌選舉中獲頒 「香港服務名牌」 和 「網上最受歡迎服務品牌」獎項
- 於Themed Entertainment Association（TEA）之全球景點入場人次報告將海洋公園列為全球首20個主題公園之一，並且為亞洲區首5位，於全中國排名第1位
- 於「2009年讀者文摘信譽品牌」中獲其讀者投票選為最佳家庭旅客景點，獲《讀者文摘》頒發最佳信譽品牌鉑金獎
- 獲財富雜誌《資本才俊》頒發「非凡服務大賞2008」
- 於「Yahoo!感情品牌大獎2008-2009」獲選為「逆市維持增長，甚至突圍而出的品牌」，而董事局主席盛智文則榮膺「2008 年度風雲人物」
- 海洋公園行政總裁苗樂文先生獲頒亞太傑出顧客關係服務獎2009之「傑出行政總裁」
- 於Themed Entertainment Association（TEA）及Economics Research Associates（ERA）發表之2008年全球景點入場人次報告，香港海洋公園2007/08年度之入場人次紀錄為全世界排名第15位，亞洲區排名為第5位及全中國排名第1位
- 於中國內地著名搜尋網站搜狐舉辦的《2009網友最喜愛香港品牌評選》中，獲內地網民選為「我最喜愛的香港遊玩景點」
- 獲頒「資本一周2009服務大獎 - 綜合消閒娛樂企業」獎項
- 獲選為「Yahoo! 感情品牌大獎2009-2010 - 休閒娛樂」組別三大品牌之一，並奪得「Yahoo! 三大感情品牌大獎」，並獲頒「Yahoo! 搜尋人氣大獎 2009  – 旅遊熱點」獎項
- 於中華傳媒及內地十大主流媒體合辦的「第二屆最受內地遊客歡迎─港澳卓越品牌」頒獎禮中，獲頒「金爵獎」獎項
- 於2009國際遊樂園及景點協會（IAAPA）博覽會奪得「最佳戶外廣告（Best Outdoor Advertising）」及「最佳平面廣告（Best Print Advertising）」兩項卓越大銅鈴獎項，而公園的變臉表演男演員則獲頒2009 Big E Award的「最佳男演員（Best Male Performer）Honorary Mention」獎項
- 獲頒Yahoo!「感情品牌大獎」之「Yahoo!三大感情品牌大獎」、「休閒娛樂組別大獎」及「企業社會責任大獎」
- 於明報及香港中文大學合辦的「香港驕傲企業品牌選舉 2010」中獲選為「香港驕傲企業品牌消費者大獎 - 旅遊服務類別」
- 資本雜誌（CAPITAL）「第十一屆資本傑出企業成就獎」之「 最佳消閒娛樂企業」
- 獲頒TVB「最受歡迎電視廣告大獎2011」之「最受歡迎消閒、時尚及品味廣告」及「最受歡迎女主角」獎項
- 中華傳媒「最受內地遊客歡迎 – 港澳卓越品牌」金爵獎
- 國際遊樂園與景點協會（IAAPA）「卓越大銅鈴頒獎典禮」之「大銅鈴精神大獎」
- 由Themed Entertainment Association（TEA）所發表的2011年全球景點入場人次報告中，香港海洋公園以達到695萬的入場人次，世界排名第11位，亞洲排名第4[183][184][185]，在大中華地區中排名第1；入場人次比較2010年上升28.7%。
- 香港海洋公園被美國霍士新聞評定為亞洲最令人印象深刻的主題公園之一，並且獲得選舉為全球五大最受歡迎的主題公園[186]。
- 2012年10月，全球性旅遊網站TripAdvisor頒發卓越證書予海洋公園，宣布其獲得全球最佳主題公園其中之一殊榮，讚揚其擁有壯觀的機動遊戲及出色的展覽場館
- 2012年11月，海洋公園獲國際遊樂園及景點協會博覽會（IAAPA）頒發頂尖榮譽大獎「2012 Applause Award」（全球最佳主題公園），成為首座亞洲主題公園獲得此獎，同時獲得協會頒授數碼市場推廣、最佳整體製作及視覺展示卓越大銅三項卓越大銅鈴獎。
- 於《讀者文摘》舉辦之「讀者文摘信譽品牌2013」大獎中獲頒「主題公園組別－金獎」
- 獲內地著名搜尋網站搜狐頒發「我最喜愛香港品牌」之「2012我最喜愛香港主題公園」大獎
- 獲財富雜誌《資本壹週》頒發「最佳市場營銷大獎2012」之「最佳主題公園推廣大獎」

## 意外及事故
- 2007年7月19日，中午約12時，有職員發現纜車塔附近山坡上有火光，及後証實南朗山發生山火。意外地點是第12號纜車塔附近山坡靠近海洋劇場纜車站方向，火場面積約兩平方米，與半空中的纜車有約30米距離。園方一度暫停纜車服務約半小時救火。職員一方面循陸路到火場用火拍控制火勢，另方面則有職員乘坐工程吊車到火場上空救火，結果在消防員到場前將山火撲滅[187]。
- 2008年6月21日，中華鱘5號在公開展示翌日死亡，海洋公園方面懷疑中華鱘被是同一魚缸內的海狼襲擊而致死，而園方表示，中華鱘與其他魚類混養是經諮詢北京專家後的專業決定。[188][189]而於同年12月，中華鱘7號懷疑因不適應海水化過程及在飼養期間受傷而死亡，而事件發生後大概半個月（即2009年1月2日），中華鱘1號亦宣告死亡，而園方亦發現其頭部有傷痕及瘀血。[190][191]最終，海洋公園決定將中華鱘送往廈門暫時飼養，並決定以鯊魚館改建為獨立的中華鱘館以飼養中華鱘，並改為淡水飼養，而國家方面亦答應向園方補送3條中華鱘。[192]
- 2008年11月30日，大熊貓「安安」在海洋公園咬傷一名女飼養員。事後當局解釋工作人員與熊貓不可能同場出現，是次只屬個別事件。[193]
- 2010年12月5日下午，海洋列車發生意外，導致7人受傷，1名老翁情況嚴重。公園解釋事故原於當時列車控制員因為身體不適，不慎碰到緊急停車制而發生意外。[194]而七旬老翁李妙彬在意外後的所有護理費用均由海洋公園支付。
- 2011年9月，海洋公園發生3宗機動遊戲事故，包括海洋摩天塔運行中途停頓、越礦飛車列車追撞及滑浪飛船入水，並無任何人受傷。此外，熱帶激流亦於8月底有4艇卡在航道。[195][196]海洋公園重申並非刻意隱瞞事故，但承認現時就何類事故會通知公眾，並無清晰規定。公園與機電工程署及旅遊事務署檢討通報機制，並於下周董事會開會時討論，預計在9月內可公布新方案，而越礦飛車亦由即日起暫時封閉。
- 2011年9月26日下午1時許，高峰樂園供電站一個地線電流測量失效，導致海洋摩天塔、太平洋海岸及美食舫的電力供應受影響。其中海洋摩天塔當時在離地約一米，透過後備電力運作，10分鐘內返回地面，觀光艙內61名乘客安全離開。電力供應在下午約4時恢復正常，受影響景點在1小時後重新投入服務。[197]
- 2011年10月17日下午4時許，瘋狂過山車接載27名乘客上斜至高峯時，車上感應器突然失效，安全裝置啟動。乘客被困一小時，在職員的協助下由路軌旁的救援通道返回地面。
- 2012年6月28日，海洋公園七彩昇空天地內的氦氣球在降落時漏氣及偏離航道，5名遊人受傷及感到不適。[198]而機電工程署於同年8月30日發表的調查報告中顯示，快速放氣口封條與氣囊的黏合力減弱，導致接縫出現缺口，洩漏氦氣。根據海洋公園委任的獨立顧問服務公司就事故進行的獨立調查報告，公園已完全遵從由製造商所制訂的檢查及保養程序，今次事故成因與公園的操作、保養或清潔程序無關。[199]此外，海洋公園方面表示氣球已完成歷史任務，會永久關閉[200]。
- 2014年4月12日，一名內地男遊客在高峰樂園纜車站出口外坐上圍欄觀看風景，被職員發現後勸告時，突然失足墜下11米地面，後腦著地身受重傷，經送院後終告不治。[201]
- 2014年10月12日，海洋公園公佈，一條在5月時已受細菌感染的中華鱘，接受各種治療無效後，翌日早上被園方執行安樂死，是當年第四條於海洋公園內死去的中華鱘。[202]
- 2015年9月5日，有3歲小孩遭大樹灣登山電梯夾斷腳趾，至今經歷4次手術，其爺爺形容孫兒事後有心理陰影。海洋公園曾表示願賠償10萬元安恤費，但條件是不可向第三者披露事件，男童家人拒絕園方安排，現擬提出訴訟。[203]
- 2016年9月10日，瘋狂過山車因安全系統啟動而停駛3.5小時，在場職員啟動既定程序，協助乘客逐一安全返回地面，車上21名乘客於12分鐘內全部安全離開，事故中無人受傷或不適。而有關過山車全面檢查及測試後，於當天晚上7時05分恢復運作。[204]。
- 海洋公園於2017年1月11日起推出2.8萬張40元港人專屬優惠門票，引來3萬人於網上搶購，令電腦系統超出負荷而故障。園方最終於晚上宣布，公園在查核購票系統後，發現部分購票人士並非依照正常程序登入公園網上系統購買特惠門票，為表公正及答謝市民的熱烈支持，決定加推至48,000張特惠門票，即比原本多2萬張，本港市民可由1月16日起至27日，親身前往海洋公園票務部出示香港身分證明文件或香港出生證明書，以優惠價港幣40元購買成人或小童入場門票於購票當日使用，每人限買四張，每日名額4,000張門票[205]。
- 2017年3月26日，海洋公園的「北極之旅」展館內，用作飼養海象的水池玻璃碎裂。園方表示，出現裂紋的玻璃為強化玻璃，由6層玻璃組成，碎裂的玻璃為中層，面向動物及遊客的兩層玻璃均無損，事件中亦無動物及途人受傷。為安全起見，海象已遷居往後備水池。園方亦已通知承辦商更換玻璃[206]。為配合工程，北極之旅的斑海豹的居所維持開放，惟其餘部分則暫時關閉[207]。
- 2017年6月27日晚上6時24分，「瘋狂過山車」開行駛至上斜位置時突然停止運作，乘客一度被困車內，需由職員安排徒步返回地面，而最後一名遊客晚上7時05分前安全返回地面。事故中沒有遊人受傷或不適。公園已向機電工程署通報有關事故[208]。
- 2017年9月16日，一名青年在鬼屋遊戲景點「活埋凶間」遊玩期間，在從棺材滑落下層後懷疑迷路行錯方向誤闖後勤維修處，被再度翻轉下來的木板擊中背部，將他的頭及頸部夾住，頭部重傷昏迷，送院搶救後不治。[209]2年後的9月16日，死因庭裁定死者死於意外。[210][211]
- 2018年9月，強颱風山竹吹襲香港，園內大量樹木及設施（包括動感快車入口拱門上的牙型燈箱[212]）被摧毀，園方宣佈公園9月17日休業一天以維修及處理受損設施與檢查所有設施，儘管颱風已遠離。除此之外，公園內多間已完全搭建的哈囉喂全日祭鬼屋受損，當中損毀最嚴重的是「血腥馬戲團」，颱風過後整間鬼屋倒塌，鬼屋部分不知所終。「深海怨靈」同樣受到颱風吹襲損毀，兩間鬼屋於企業包場期間均沒有開放，直至10月4日哈囉喂全日祭首日向公眾開始方重開。同時，海洋摩天搭的纜索亦在颱風山竹吹襲下受損斷裂。極地時速過山車的上方帳幕也被吹走，極地時速過山車已經由2019年6月17日開始展開維修，預計7月26日重開。[213]
- 2020年10月7日，正在興建的香港富麗敦海洋公園酒店發生奪命工傷，一名48歲泰籍男子疑走避不及，遭突然倒塌的磚牆壓住，送往醫院後證實不治。消息指石屎磚牆約8吋厚，面積達3米乘1.5米。[214]

## 爭議
- 海洋公園規定，遊客可攜帶嬰兒食物，或只於用作個人食用的合理份量之外來食物或飲品進入公園[215]。而根據香港法例第388B章《海洋公園附例》第5條第(3)(f)款，未經許可携帶食物或飲品（嬰兒食物除外）進入海洋公園是犯罪行為，一經定罪，可處第1級罰款[216]。2010年，海洋公園加強執行該法例，派員在入口搜查遊客行李是否藏有食物或飲品，被批評是意圖強迫遊客光顧園內食肆[217]。另有遊客不滿意園內出售食物的價錢和味道[218]。
- 2012年8月12日，有報章報道，海洋公園於8月13日開始每日加開一場海豚表演，每日表演6場，以應付暑期旺季的人流增長。而根據蘋果日報上傳的短片，海豚頻頻「加班」疲態盡現[219]。環保團體觀看過由該報紙記者攝錄的3場海豚表演後指出海豚跳不上台及不聽從指令等種種迹象，均顯示其體力透支。海洋公園回應指出，會讓海豚分組輪流參與不同時段的表演，確保牠們的健康不會受到影響。而海豚參與演出，可以讓牠們玩耍及與訓練員和同類互動，提升身心健康。此外，於8月14日，海洋公園在其Facebook專頁發表，當前海洋公園的團隊中，有29名為專門負責照顧海豚，每天為牠們進行身體檢查，確保牠們身體健康。現時海洋劇場將海豚們分為兩組，輪流展示牠們在覓食、捕獵及遊戲時的行為，以故事形式向遊客傳遞動物的保育訊息。每條海豚平均每日不會展示逾3次，每次為15分鐘。另外，海洋公園獲得權威美國動物園及水族館協會（A.Z.A.）認可，所有動物展示項目均是符合國際標準，而且相關研究也顯示了此類展示能夠有效地啟發遊客的保育行為。而於8月17日，海洋公園宣布由8月20日起，將海洋劇場每日6場表演提早回復至4場[220][221][222]。
- 2014年6月，時任行政長官梁振英撤換海洋公園董事局主席盛智文[31]，並委任身兼政協委員的盤谷銀行副總裁孔令成接任[223]，盛智文接到政府官員的電話通知要離職時，更只得一個月的離職通知[31]，社評指盛智文因在2012年的行政長官選舉支持與梁振英競爭的唐英年而「被離職」[224]。自梁振英撤換領導層後海洋公園便轉盈為虧，此後多個財政年度都出現虧損，而且赤字不斷擴大[225]，孔令成對海洋公園工作的投入程度也遠不如盛智文[30]，由於領導層管理不善，使海洋公園陷入財政困難[223]。
- 2020年9月，海洋公園網頁聲稱首次開放的登山纜車救援徑作招徠，但要入場遊客須額外支付80元（連同門券即380元）參加由教練帶領的行山團才能進入，而行山徑入口更以鐵閘封起，掛上「此乃海洋公園範圍。非法擅進者，送官究治」的告示。不過根據1972年的批地契約，該救援徑並非海洋公園的私家路，一直屬政府所有，地契訂明海洋公園必須全日暢通無阻地向公眾開放。立法會議員楊岳橋指出海洋公園的做法霸佔官地。地政總署表示，在9月30日派員視察後，發現政府土地有有鐵閘，已經在10月6日拆除。署方亦要求海洋公園提交有關「秘行南朗山」活動的資料，確保符合土地契約的要求[226]。大律師龔靜儀表示，海洋公園在相關行山徑入口架設鐵閘的行為，已具有「逆權侵佔」中的「敵意佔有」意圖，而根據香港法例第347章《時效條例》的第7條，非業主霸佔官地超過60年，或霸佔私人土地超過12年，原有土地持有人便會喪失追討相關土地的管理權利，而逆權管有人則會成為相關土地的新業主。惟海洋公園於1972年動工，並於1977年開幕，至今不足60年，所以不能成功「逆權侵佔」該行山徑[227]。
- 2025年2月，為了慶祝2隻大熊貓安安和可可進駐香港，與萬希泉合作推出「大熊貓陀飛輪」，並會在K11 MUSEA紀念品店及海洋公園「海濱禮品廊」售賣。但紀念品標榜了「配鱷魚皮表帶」，引來很多市民批評違反保育動物原則，更諷刺是海洋公園近年還將在八鄉救起的鱷魚「百香果」作為海洋公園的動物保育大使。海洋公園晚上7時許發表聲明，指已收回產品，並為團隊敏感度不足，推出未能符合保育核心價值之產品深表歉意。

## 外部連結
官方網站
- 香港海洋公園官方網站（页面存档备份，存于） （繁體中文）
- 香港海洋公園官方簡介（页面存档备份，存于） （繁體中文）
- 海洋公園之旅（页面存档备份，存于） - 香港旅遊發展局 （繁體中文）
- 香港海洋公園創意婚禮官方網站（页面存档备份，存于） （繁體中文）
- 香港海洋公園學院官方網站（页面存档备份，存于） （繁體中文）
- 香港海洋公園大熊貓（页面存档备份，存于） （繁體中文）
- 海洋公園十月全城哈囉喂 （繁體中文）
- 海洋公園門票（页面存档备份，存于） （繁體中文）
- 公園精彩體驗 威威劇場（页面存档备份，存于） （繁體中文）
- 海洋公園海洋哺乳動物繁殖及研究中心 資料 （繁體中文）
- 海洋公園 購票及預訂（页面存档备份，存于） （繁體中文）
- 海洋公園 保育知多少（页面存档备份，存于） （繁體中文）
- 海洋公園「與動物親上加親」活動（页面存档备份，存于） （繁體中文）

其它網站
- 海洋公園相片（页面存档备份，存于） （繁體中文）
- 香港海洋公園的Facebook專頁
- YouTube上的香港海洋公園頻道
- 香港海洋公園的新浪微博
- 香港海洋公園的Instagram帳戶
- OpenStreetMap上有關香港海洋公園的地理